# Hyacinthe Rigaud
Vous lisez un « article de qualité » labellisé en 2009.
Pour les articles homonymes, voir Rigaud.
Hyacinthe Rigaud, né Jacint Francesc Honorat Matias Rigau-Ros i Serra à Perpignan le 18 juillet 1659 et mort à Paris (paroisse Saint-Roch) le 29 décembre 1743, est un peintre catalan puis français, spécialisé dans le portrait. 
Né dans la province du Roussillon, Jacint Rigau, dont l'orthographe fut francisée en Hyacinthe Rigaud, est considéré comme l’un des plus célèbres portraitistes français de la période classique. Pour Jacques Thuillier, professeur au Collège de France : « Hyacinthe Rigaud fut l’un de ces peintres français qui sous l’Ancien Régime connurent comme portraitistes la plus haute célébrité. Cette admiration était méritée à la fois par l’abondance de l’œuvre et par sa constante perfection. »
Rigaud doit sa célébrité à la fidélité de la dynastie des Bourbons, dont il peint les effigies sur quatre générations. Il recrute l'essentiel de sa clientèle parmi les milieux les plus riches, parmi les bourgeois, financiers, nobles, industriels et ministres. Son œuvre livre une galerie de portraits quasi complète des dirigeants du royaume de France entre 1680 et 1740. Une partie de sa production, cependant minoritaire, est néanmoins constituée de personnages plus discrets : proches, amis, artistes ou simples commerçants.
Indissociable de son portrait de Louis XIV en costume de sacre, Rigaud a côtoyé tous les grands ambassadeurs de son siècle et quelques monarques européens. Le nombre exact de tableaux peints par cet artiste reste disputé, car son catalogue est très fourni, mais les spécialistes s'accordent sur le fait qu’il a fréquenté plus de mille modèles différents. À cela s’ajoute le nombre élevé de copies consignées dans le livre de comptes de l’artiste, qui ne mentionne pourtant pas quelques centaines d’autres toiles retrouvées depuis sa publication en 1919.
Petit-fils de peintres-doreurs en Roussillon, formé dans l’atelier paternel de tailleur d'habits, Hyacinthe Rigaud se perfectionne auprès d’Antoine Ranc à Montpellier à partir de 1671, avant de gagner Lyon quatre ans plus tard. C’est dans ces deux cités qu’il se familiarise avec la peinture flamande, hollandaise et italienne, celle des Rubens, Van Dyck, Rembrandt ou Titien, dont il collectionne plus tard les œuvres.
Arrivé à Paris en 1681, il obtient le prix de Rome en 1682, mais ne fait pas le voyage à Rome, sur les conseils de Charles Le Brun. Reçu à l'Académie royale de peinture et de sculpture dès 1700, il gravit tous les échelons de cette institution jusqu’à sa démission en 1735.
Selon l'écrivain d'art français Louis Hourticq, « Rigaud, en mourant, laisse une galerie de grands personnages avec lesquels notre imagination peuple maintenant la galerie des Glaces ; Rigaud est nécessaire à la gloire de Louis XIV et il participe à ce rayonnement d’un règne dont il a fixé la majesté. » Véritables « photographies », visages que Diderot qualifiait de « lettres de recommandation écrites dans une langue commune à tous les hommes », les œuvres de Rigaud peuplent aujourd’hui les plus grands musées du monde.

## Perpignan

### Contexte et ascendance

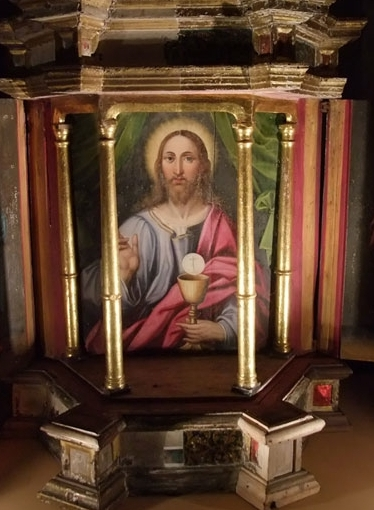
Tabernacle de l'église de Palau-del-Vidre, 1609 (détail) par Honorat Rigau

De son nom catalan Jacint Rigau-Ros i Serra, il met un pied dans le Grand Siècle, tenu sur les fonts baptismaux de l’antique cathédrale Saint-Jean de Perpignan[pas clair], le 20 juillet 1659. Né deux jours plus tôt, rue de la Porte-d’Assaut, Rigaud n'est pas encore français puisque le Roussillon et la Cerdagne ne sont annexés au royaume de France que le 7 novembre suivant, par le traité des Pyrénées. Ce dernier met un terme aux combats qui opposaient, depuis 1635, la France aux Habsbourg d'Espagne et conclut l’union de Louis XIV à l’infante d’Espagne Marie-Thérèse.
Le père de Hyacinthe, Mathias Rigaud, tailleur d’habits (sastre en catalan) dans la paroisse Saint-Jean de Perpignan, mais « aussi peintre », descend d’une lignée d’artistes bien implantés dans le bassin perpignanais pour avoir été employés à la décoration de divers tabernacles et autres panneaux à usage liturgique, dont de trop rares traces sont parvenues jusqu’à nous (Palau-del-Vidre, Perpignan, Montalba-d'Amélie, Joch…). Le grand-père, Jacinto,, et plus encore le père de ce dernier, Honorat major,, officient entre 1570 et 1630 ; probablement autant comme doreurs que comme peintres, puisqu’on retrouve dans leurs ateliers « moltas estampas y alguns llibres tocants a la art de pintura y altres cosettes, com son pinzeils y coquilles de pintar » (« nombreuses estampes et livres ayant trait à l'art de peindre, et autres choses, comme sont les pinceaux et palettes à peindre »).

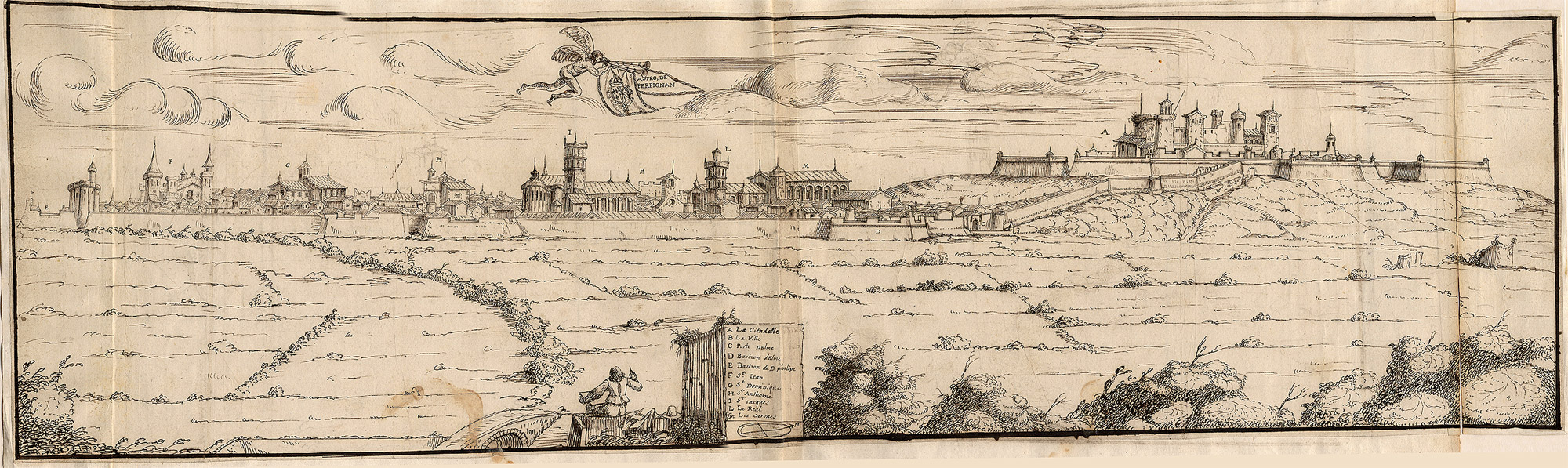
Vue de la ville de Perpignan en 1642, A.D.P.O.

Alors qu'il œuvre au sein du collège Saint-Éloi de sa cité depuis 1560, et en tant que représentant de sa corporation des peintres et doreurs, Jacinto major participe le 22 novembre 1630 en compagnie d'autres orfèvres et collègues à l'élaboration des statuts et procès-verbaux du collège Saint-Luc de la cité catalane. À Honorat minor, on attribue généralement La Canonisation de saint Hyacinthe, anciennement au couvent des Dominicains de Perpignan et aujourd'hui à Joch, le tabernacle de l'église de Palau-del-Vidre (28 mars 1609) et le retable de Montalba près d'Amélie-les-Bains. À son père revient le retable de saint Ferréol (1623) à l'église Saint-Jacques de Perpignan et anciennement au couvent des Minimes. Quant à Honorat major, il lui revient le privilège d’avoir exécuté les peintures du retable de l’église Saint-Jean-l’Évangéliste à Peyrestortes.
Dès le 13 mars 1647, le père de Hyacinthe, Maties Rigau, s'était uni à Thérèse Faget (1634-1655), fille d’un menuisier. Veuf peu de temps après, il décide d'épouser Maria Serra (1638-1721), fille d’un maître-tailleur puis marchand de toiles de Perpignan (pentiner en catalan), le 20 décembre 1655. En 1665, il acquiert une maison « en lo carrer de las casas cremades » (actuelle rue de l’Incendie, près de la cathédrale) et perçoit les revenus d'une parcelle de vignes du territoire de Bompas. Par son second mariage, il possède également une maison sur la place de l’Huile, mais il la revend rapidement.

### Prémices d’une formation

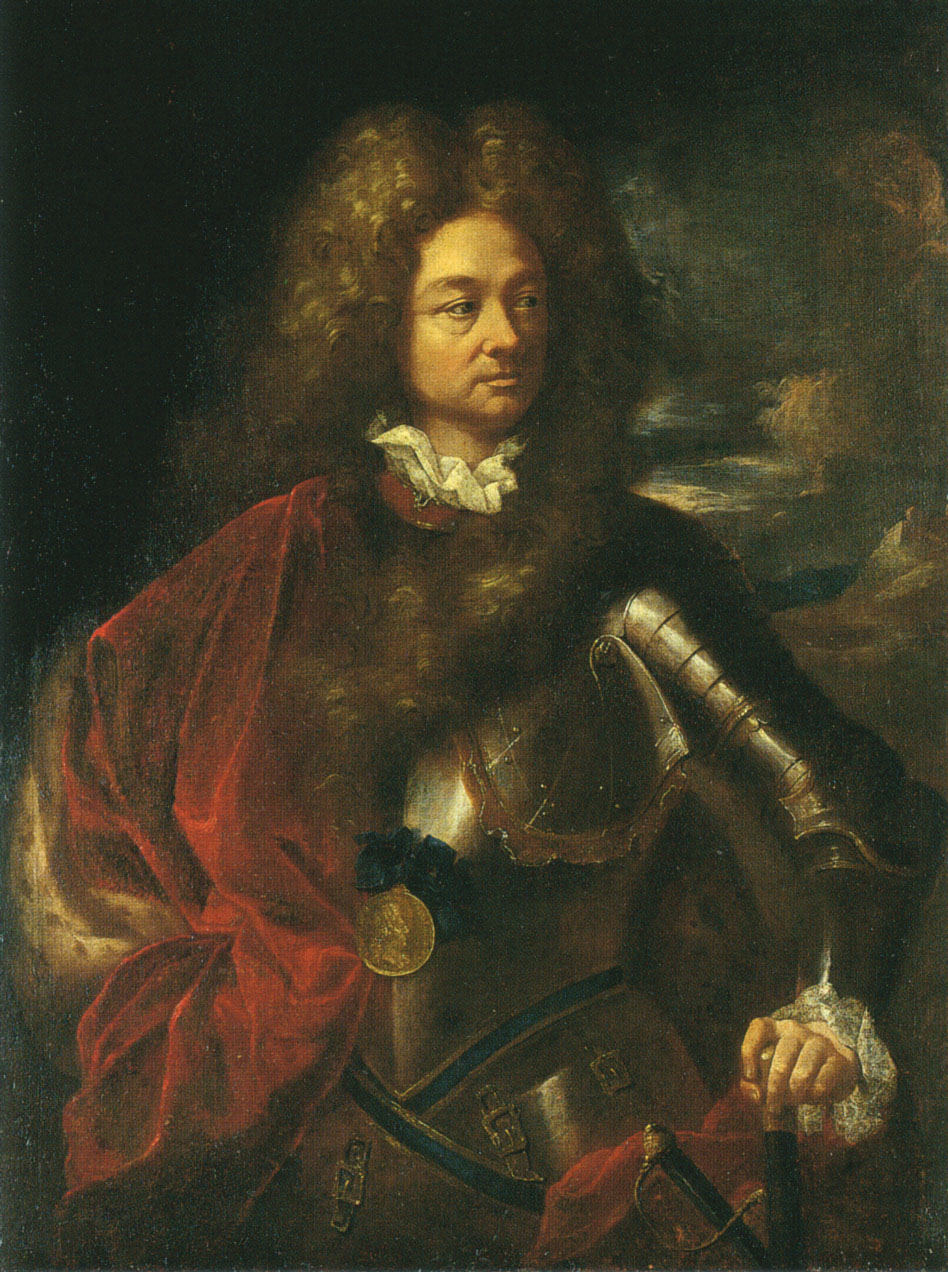
Portrait du lieutenant-colonel Albert Manuel par Antoni Guerra « le Jeune », Perpignan, musée Hyacinthe-Rigaud

Afin de justifier les formidables dons du futur portraitiste de Louis XIV, on a souvent supposé que le jeune homme avait été mis très tôt en apprentissage chez l’une des figures emblématiques de la peinture catalane de cette époque, Antoni Guerra Major (1634-1705). La qualité toute relative des œuvres de cet artiste ne permet pas d’y trouver les clés d’un apprentissage, même si son fils, Antoni Guerra Minor (1666-1711), reprendra à son compte les formules picturales fixées plus tard par Rigaud, à l'instar de son Portrait du colonel Albert Manuel récemment acquis par le musée Hyacinthe-Rigaud de Perpignan. L’inventaire après décès du jeune Guerra atteste cependant des liens existant entre ces familles de peintres, à l'exemple du « portret du sieur Rang de Montpellier en ovalle » (probablement Antoine Ranc car Jean était déjà établi à Paris) et « deux portrets sur papier l’un du sieur Rigaud peintre et l’autre de damoiselle Rigaud avec leurs quadres dorés ». La question se pose alors de savoir s'il s'agit de Hyacinthe ou de Gaspard, et la « demoiselle Rigaud » est difficilement identifiable.
À la mort de son père, en 1669, « Jyacintho Rigaud » (dont le nom francisé en Hyacinthe Rigaud ne tarde pas à apparaître) est confié par sa mère aux bons soins du doreur carcassonnais Pierre Chypolt. Les archives départementales des Pyrénées-Orientales conservent encore le contrat d’apprentissage passé entre ce dernier et Maria Serra. Ce contrat explique la grande connaissance du métier de doreur, dont le futur Rigaud témoignera à plusieurs reprises, notamment dans sa correspondance avec le marquis aixois Gaspard de Gueidan, au cours des années 1720-30.
Si l’anecdote selon laquelle Rigaud aurait été le protégé d’un hypothétique comte de Ros dont il aurait pris la particule « Rigaud y Ros » est à écarter, l’Abrégé de la vie du peintre, rédigé en 1716 par l’académicien honoraire Henry Van Hulst, est une référence plus fiable. Cette Vie fut composée afin de contenter le désir du grand-duc de Toscane Cosme III de Médicis qui souhaitait obtenir de chaque peintre, dont il possédait l'autoportrait, une biographie circonstanciée.
Dans ce témoignage direct, non exempt d’approximations, aucune formation picturale n’est mentionnée avant le départ de Rigaud, en 1671, pour Montpellier. Avant cette date, le métier de son père forme probablement l’œil du jeune Hyacinthe à la science des drapés, des agencements et des couleurs. S’il est difficile d’attribuer à Hyacinthe Rigaud des œuvres de jeunesse, catalanes principalement, nul doute que certains tabernacles ou autres peintures murales pourront, avec le temps, lui revenir. Daniel Gronström, sujet du roi de Suède et l’un de ses représentants à Paris, semble pourtant réduire cette diversification en écrivant, dès 1693, à Nicodème Tessin le Jeune, architecte des bâtiments du roi Charles XI : « [Rigaud] dit qu’il est très capable de peindre des plafonds, des tribunes, etc. Il en a peu faits ».

## Carrière

### Formation languedocienne

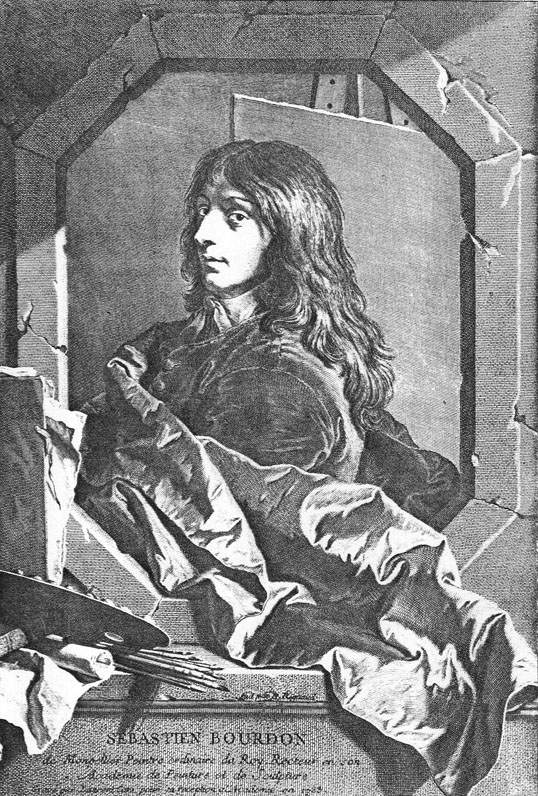
Portrait de Sébastien Bourdon d'après Rigaud, gravure de Laurent Cars, collection privée

La plupart des témoignages anciens, y compris les biographies que l’on prête à Rigaud lui-même, parlent donc de l’envoi du jeune artiste à Montpellier dès 1671, à la suite du décès de son père. Malgré la présence d’un fort corporatisme à Perpignan, Hyacinthe, revenant de son apprentissage carcassonnais, semble déjà avoir développé des talents suffisamment éloquents pour se dispenser d’intégrer l’Académie de Saint-Luc locale où officiait son grand-père :

« […] sa mère ne voulant point s’opposer à l’inclinaison qu’il sembloit avoir héritée de ses parents, l’envoya à l’âge de 14 ans à Montpellier, pour y étudier sous Pezet & Verdier, peintres assez médiocres : quelques personnes assurent qu’il travailla aussi chez Ranc le pere, dont les portraits approchoient de ceux de Van Dyck. Quatre années furent employées dans cette étude… »

 Ainsi s’exprime, dès 1745, Antoine Dezallier d’Argenville dans son Abrégé de la vie des plus fameux peintres, reprenant en réalité les propos de la biographie dictée par Rigaud lui-même en 1716.
Bien que le contrat d’apprentissage de Rigaud n’ait pas été retrouvé, il est probable que, mineur, il se trouve placé chez Paul Pezet, en accord avec les règles de l’époque en usage en Roussillon : « […] l’élève est logé et nourri chez le maître, bien que les frais de nourriture restent parfois aux frais de la famille. Durant sa formation, l’élève a interdiction de travailler dans un autre atelier de peinture des comtés de Roussillon et de Cerdagne, et doit rendre les jours où il est malade ou absent ».
Si Pezet, dont on ne connaît à ce jour[Quand ?] qu’une Pietà attestée à Mont-Louis, ne semble pas avoir développé de talents suffisants pour former le style du jeune apprenti, sa collection de tableaux de maîtres flamands initie probablement l’œil de Hyacinthe. De là, dit-on, tient-il sa formidable connaissance de la peinture de Van Dyck, Rubens mais aussi de Sébastien Bourdon : « Van Dyck fut pendant quelque temps son guide unique. Il le copioit sans relâche, non de cette façon servile et banale dont nous voyons tant d’exemples, mais en habile homme comme il l’étoit déjà ; M. Collin de Vermont est en état de fournir la preuve de ce que j’avance ici. Il possède plusieurs de ces copies, faites jadis dans cet esprit par M. Rigaud, où l’on reconnoît toute l’intelligence et même tout le feu et le beau-faire du grand maître dont il cherchoit à se pénétrer ».

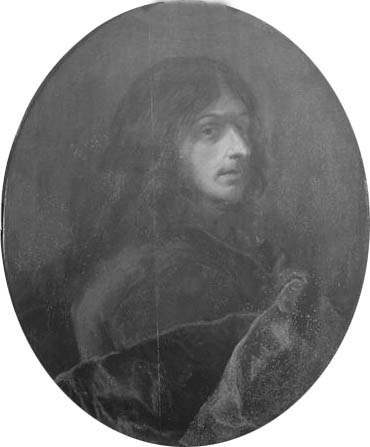
Autoportrait de Sébastien Bourdon, complété par Hyacinthe Rigaud, 1733, Versailles, musée national du château - Inv. 2826.

Figure emblématique montpelliéraine et du XVIIe siècle français, Sébastien Bourdon compte parmi les artistes privilégiés de la première collection de Rigaud en 1703 et reviendra en force dans l’inventaire après décès établi en 1744. Hyacinthe, possédant d’ailleurs un Autoportrait de Bourdon qu’il lègue en 1734 à l’Académie royale après y avoir rajouté un drapé, confectionnera en 1730, un magnifique dessin correspondant pour aider le graveur Laurent Cars pour sa réception à la dite Académie trois ans plus tard.

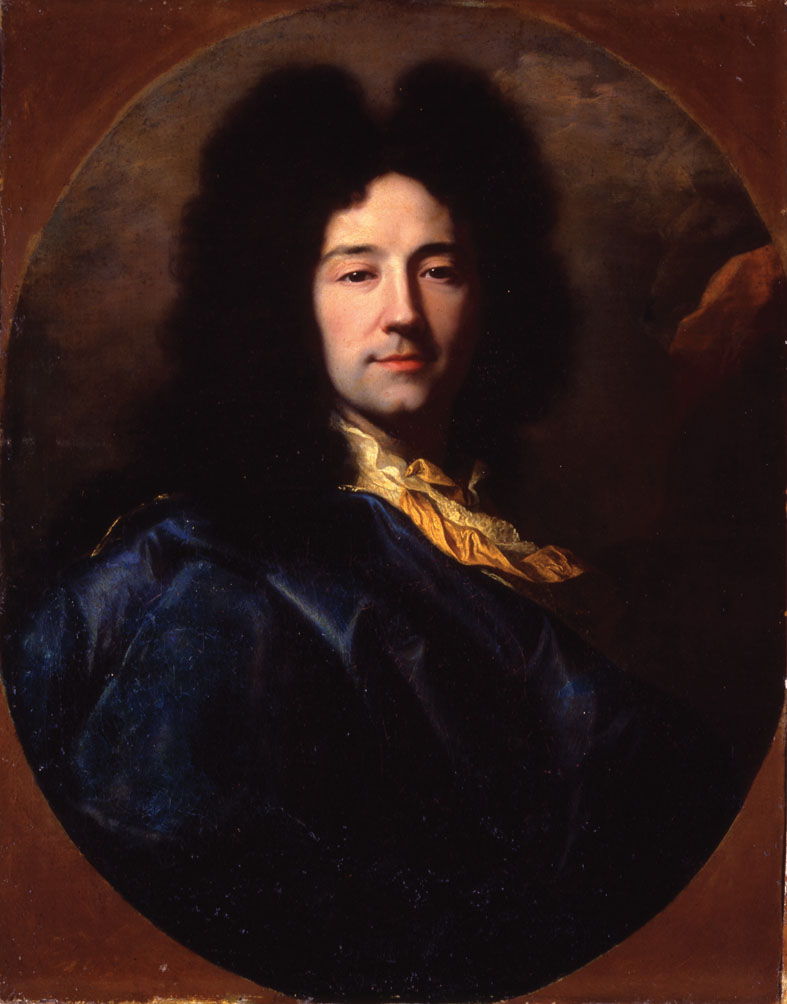
Autoportrait dit au « manteau bleu », 1696, château de Groussay.

La sphère artistique montpelliéraine est alors très active. Ainsi, Jans Zueil (actif entre 1647 à 1658), dit « le Français » quoique originaire de Bruxelles et grand imitateur du style de Rubens et de Van Dyck, amena-t-il à Montpellier la connaissance des techniques picturales nordiques. Marié à la sœur du peintre montpelliérain Samuel Boissière (1620-1703), il est surtout connu pour ses démêlés avec Sébastien Bourdon. Mais Zueil est surtout un proche d’Antoine Ranc « le Vieux » (1634-1716), « plus professeur que peintre » et fortement attaché aux commandes protocolaires de la cité languedocienne. Si le passage de Hyacinthe dans l’atelier de Ranc n’est pas formellement attesté, la récente réapparition d’un autoportrait de Rigaud dit « au manteau bleu », dédié en 1696 à Antoine Ranc, tend à prouver les liens d’amitié qui les liait. À cette date, également, Jean Ranc, futur gendre par alliance du catalan, fait ses premières armes auprès d’un Rigaud déjà bien établi à Paris. Enfin, un portrait présumé d’Antoine Ranc par le Catalan (Narbonne, musée des beaux-arts), qui peut également accréditer la formation initiale dans l’atelier du montpelliérain.
Au départ de Hyacinthe Rigaud pour Lyon, quatre ans après son arrivée à Montpellier, Ranc se serait écrié : « Jamais je ne saisirai comme vous la nature avec tant de précision, jamais je ne la développerai avec tant d’adresse. Vous avez été mon écolier, vous serez mon maître ; souvenez-vous de cette prophétie ! ».
Si l’on peut, de bonne grâce, prêter foi à cette citation de Nanteuil tirée des Petites Affiches de 1776, on sera plus critique envers un possible apprentissage de Rigaud auprès d’Henri Verdier qui, compte tenu de sa biographie, pourrait davantage être considéré comme un collègue de Rigaud. Il est alors aisé d’imaginer les deux jeunes artistes, partant de concert tenter leur chance dans la capitale des Gaules, en cette année 1675.

### Passage à Lyon

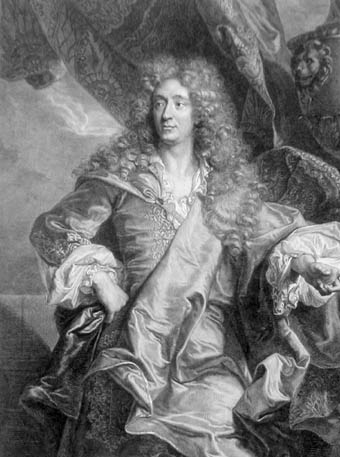
Portrait de Jean De Brunenc, gravure de Cornelis Martinus Vermeulen en 1689 d'après Rigaud.

Malheureusement, peu d’éléments d’archives ont pu lever le voile sur l’activité de Rigaud à Lyon. On sait cependant que, par tradition, les artistes montpelliérains ont de tout temps développé d’étroits liens avec cette capitale, à l’exemple de Samuel Boissière qui fut formé à Lyon. L’identité des futurs modèles peints par Rigaud prouve également qu’il fut activement au service des marchands drapiers de la cité, dont l’activité florissante avait depuis longtemps offert à la ville de juteux revenus.
Même s’ils n’ont été portés aux registres qu’à partir de 1681 (date de l’installation de l'artiste à Paris), il est probable que ces portraits, dits « de jeunesse », doivent être antidatés, comme celui d’Antoine Domergue, conseiller du roi, receveur des décimes et contrôleur général provincial en la généralité de Lyon (1686) ou de « M. Sarazin de Lion », membre de la célèbre dynastie de banquiers d'origine suisse (1685). Mais plus encore, le portrait de Jean de Brunenc (peint en 1687), marchand de soie, banquier et consul de Lyon, réunira tous les ingrédients qui feront, plus tard, le succès de Rigaud.
Dans sa thèse sur les graveurs Drevet, originaires de la région de Lyon, Mme Gilberte Levallois-Clavel a récemment éclairé une partie des relations privilégiées qui ont lié Rigaud et Pierre Drevet ; amitié matérialisée dans les années 1700 par la production d’un splendide portrait du graveur par Rigaud, dans lequel il s'est lui-même représenté.
En 1681, lorsque Hyacinthe Rigaud décide de « monter » à Paris pour y faire ses armes, il a déjà bien établi sa réputation auprès d’une clientèle locale, étendue à la Suisse et surtout à Aix-en-Provence. Il achève de se laisser convaincre par Drevet qui, lui aussi, est attiré par les lumières parisiennes.

### Débuts

#### Arrivée à Paris
« Hyacinthe Rigaud vint à Paris en 1681, dans la vue de s’y perfectionner en voyant les ouvrages des excellents peintres qui composaient la célèbre Académie que le roi Louis XIV y avait établie au commencement de son règne. En 1682, il gagna le premier prix de peinture ; le sujet du tableau qu’il composa était le bâtissement de la ville d’Enoch. Comme il est de règle que les Étudiants qui ont l’honneur de remporter le Prix, soit de Peinture, soit de Sculpture, aillent à Rome, en qualité de Pensionnaires, à l’Académie que le Roy y entretient, l’illustre M. Le Brun, Premier Peintre du Roy, ayant vu plusieurs portraits de ce jeune peintre et les trouvant au-dessus de son âge, lui conseilla de s’y appliquer entièrement. Le conseil d’un si grand Maître lui fit prendre le parti de renoncer au voyage d’Italie […]. »

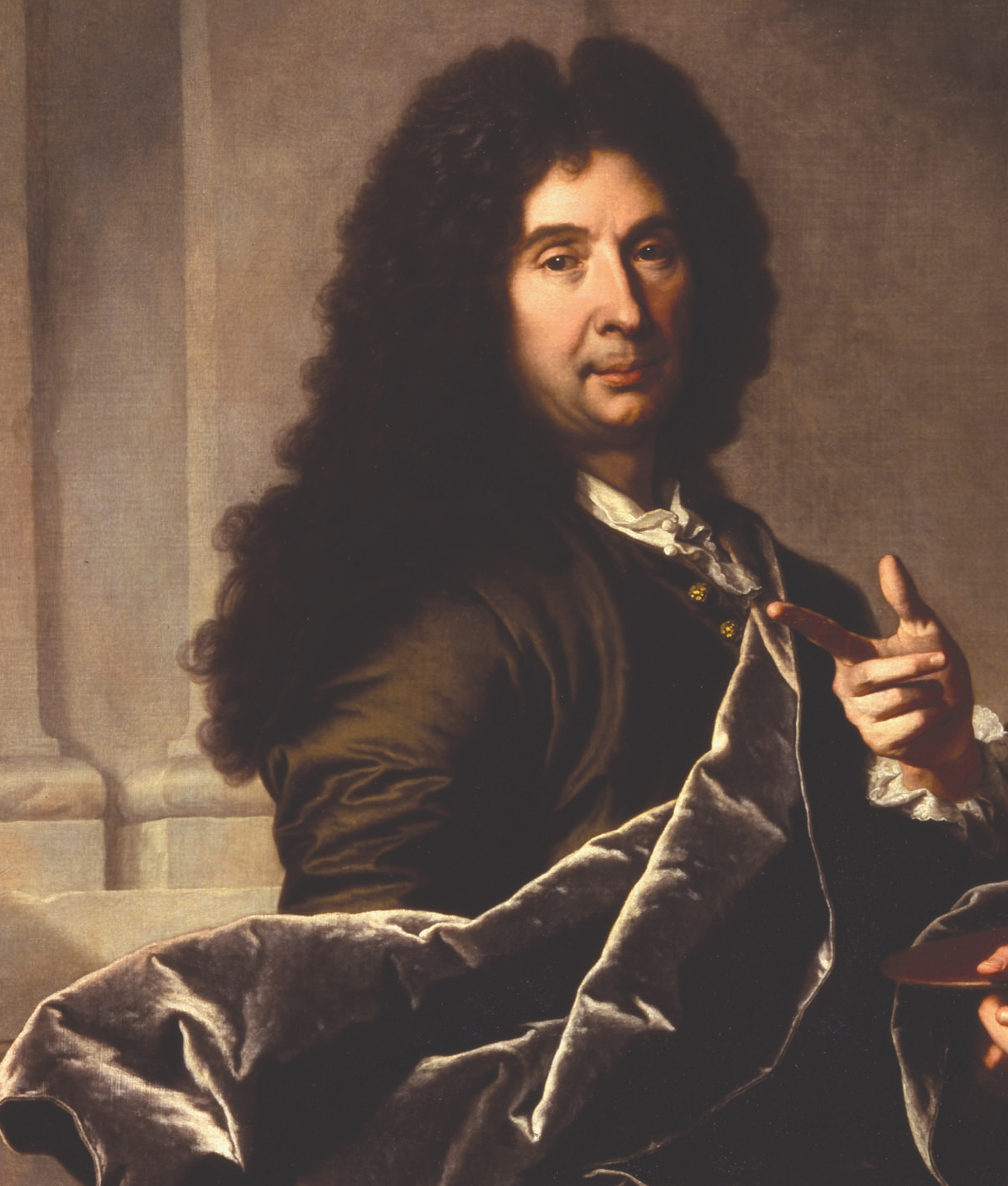
Charles Le Brun, 1730, détail du tableau figurant Le Brun et Mignard, Paris, musée du Louvre - Inv. 7508

Cet extrait de la Correspondance des directeurs de l’Académie de France à Rome daté du 5 septembre 1682, résume à lui seul les débuts du jeune artiste à Paris. Établi sur la paroisse Saint-Eustache, rue Neuve-des-Petits-Champs, au sein d’un quartier privilégié gorgé d’artistes, peintres, doreurs, graveurs ou musiciens, éditeurs, facteurs et ébénistes, Rigaud vise rapidement l’Académie royale de peinture et de sculpture. Passage obligé pour tout peintre prétendant à la reconnaissance et, surtout, nécessaire accréditation pour pouvoir exercer le métier en toute légalité, l’Académie allait bientôt ouvrir ses portes au Catalan.
Auparavant, Hyacinthe Rigaud se présente à l’obtention du prix de Rome qui permet de partir étudier à Rome les maîtres italiens et se former ainsi aux techniques les plus difficiles. Dès le 4 avril 1682, Rigaud doit travailler « en présence des Officiers en exercice, [à] un dessein sur un sujet […] donné sur le champ ».

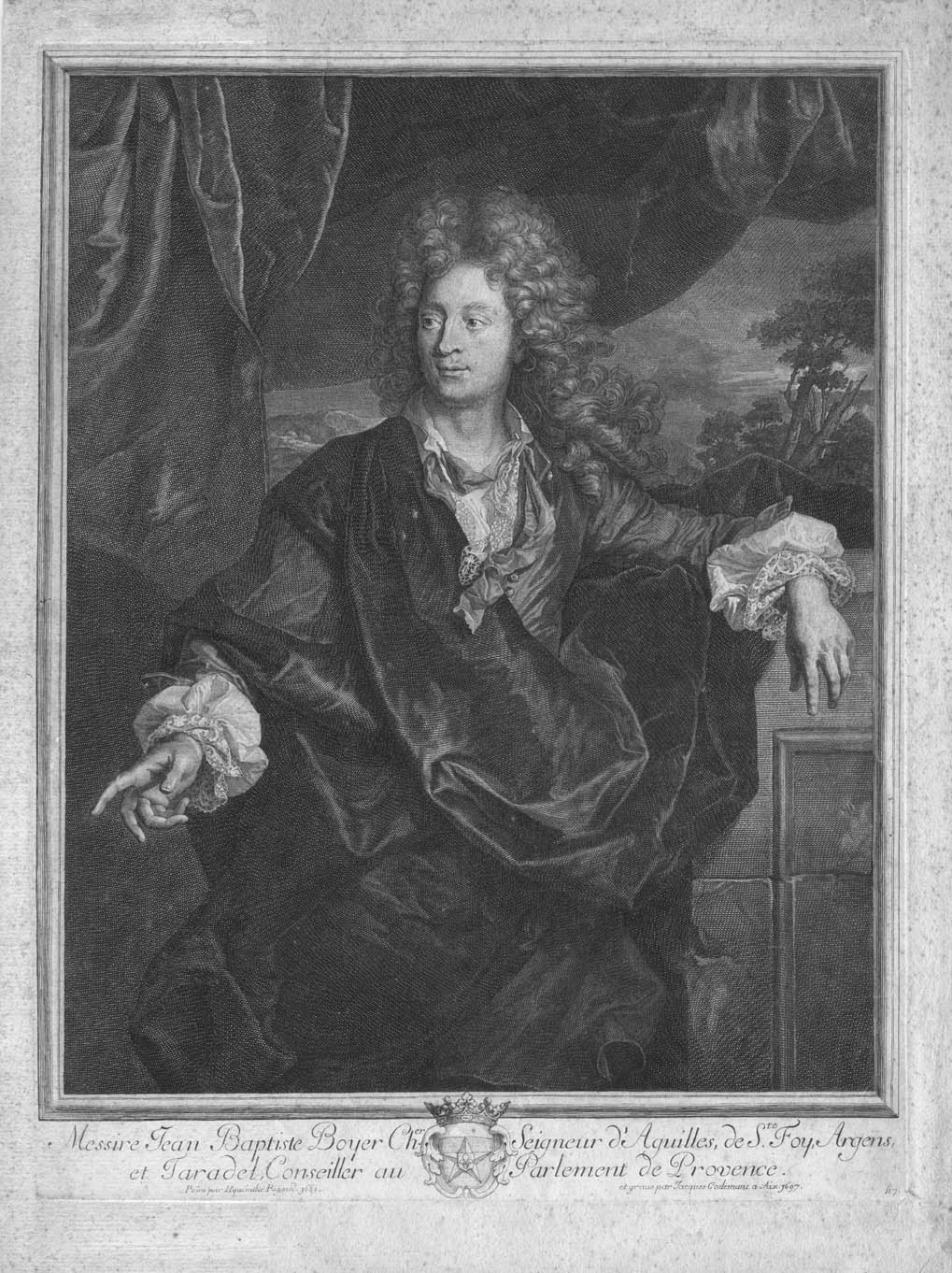
Jean-Baptiste Boyer d’Éguilles par Coelemans (1697) d'après Rigaud, 1689.

Ce « Bâtiment de la ville de Hénoc, fils d’Adam[sic] », assez rare dans l’histoire des prix de Rome, avait été traité l’année précédente par Raymond Lafage, artiste dont Rigaud fit sans doute la connaissance lors de son passage à Lyon. En effet, après son voyage en Italie (1679-1680), Lafage revint en France, à Aix-en-Provence, où un futur modèle du Catalan, le conseiller au parlement de Provence Jean-Baptiste Boyer d’Éguilles, lui commande une série de douze dessins sur des sujets mythologiques.
Le zèle et les talents déjà affirmés du futur portraitiste décident l’assemblée de l’Académie, le 5 septembre, de juger que « Jacinte Rigaut » a mérité le premier prix en peinture. Recevant ce dernier cinq jours plus tard des mains du ministre de Louis XIV, Jean-Baptiste Colbert, il semble donc que Hyacinthe ait déjà tissé quelques liens avec le premier peintre du roi, Charles Le Brun.
Charles Le Brun, qui admire déjà les productions du jeune Catalan, le dissuade spontanément de faire le voyage initiatique romain que son prix lui offrait, afin de se consacrer au portrait, genre plus lucratif que la peinture d'histoire, davantage honorifique. Rigaud pressent alors le succès et « se jette » sur un marché lucratif et qu'il va rapidement révolutionner. Ses clients, artistes et bourgeois fortunés apprécient immédiatement la vérité du rendu des traits que l'artiste propose, sorte de « photographie instantanée » des visages, jusqu'ici trop souvent idéalisés. À cette ressemblance confondante, Rigaud allie rapidement une science des textures et des couleurs, à tel point que nombreux seront ceux qui avoueront devoir toucher la toile pour se rendre compte que les soieries et autres drapés n'étaient pas réels mais simplement peints.

« La vérité brillait dans tout ce qu'il faisait [...]. Rigaud savait donner à ses portraits une si parfaite ressemblance, que du plus loin qu'on les apercevait, on entrait pour ainsi dire en conversation avec les personnes qu'ils représentaient. »

Ainsi s'exprimait d'Argenville, client du peintre. Velours, satins, taffetas, dentelles, perruques et surtout les mains… tout semblait admirable, au point que nombreux furent ses contemporains à le glorifier : « Rigaud non moins savant en l'art des draperies, / Des habits qu'à ton choix tu peins et tu varies, / On se trompe à l'étoffe, et l'on croît que Gautier / Te la fournit brillante au sortir du métier » s'extasiait quant à lui l'abbé de Villard.

#### Premières commandes

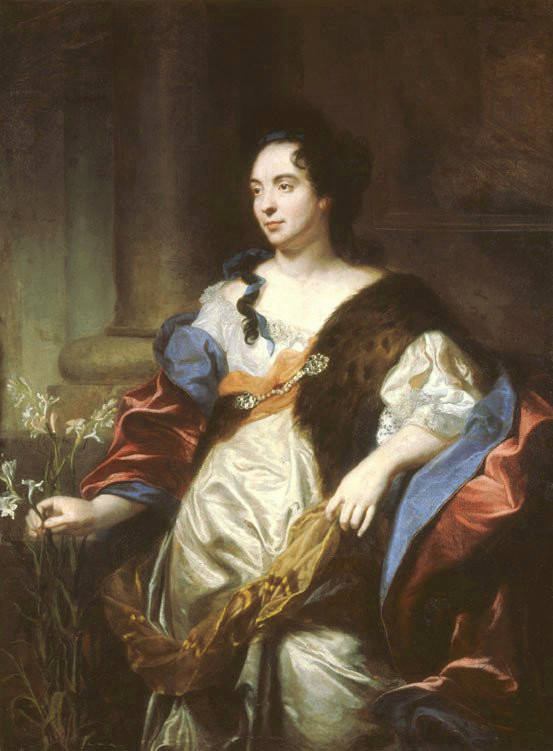
Rigaud : Portrait de Marie Cadenne (1684), Caen, musée des beaux-arts. Inv. 20

Alors qu’il n’est agréé par l’Académie que le 5 août 1684, Rigaud reçoit le 26 du même mois la commande officielle de ses deux morceaux de réception ; à savoir les portraits du conseiller honoraire Henri de La Chapelle-Bessé (mort en 1693) et celui du sculpteur Martin Van den Bogaert, dit « Desjardins », à remettre dans les six mois. Comme nombre de ses collègues, le Catalan, déjà surchargé de travail, ne tient pas les délais. S’il prend prétexte de la difficulté d’obtenir de La Chapelle un nombre de poses convenable, la mort de ce dernier lui permet d’alléger son travail et de se consacrer à l’effigie de Desjardins, fameux auteur de la décoration du dôme des Invalides et de nombreux hôtels parisiens. Mais c’est accompagné d’un de ses ouvrages les plus emblématiques que Rigaud choisit de le représenter : le monument commémorant la paix de Nimègue qui fut érigé place des Victoires à Paris et pour lequel Desjardins sculpta de splendides bas-reliefs et quatre spectaculaires captifs de bronze destinés au piédestal du monument (actuellement au musée du Louvre). Témoin de la « sincère amitié qui étoit entre eux » selon Rigaud lui-même, ce tableau ne sera que le premier d’une série de trois vastes compositions dites « historiées », rejointes également par le portrait de l’épouse de Desjardins, Marie Cadenne (Caen, musée des Beaux-arts) et de celui présumé de leur fils, Jacques Desjardins, contrôleur des bâtiments du Roi à Marly (Versailles, musée national du château).

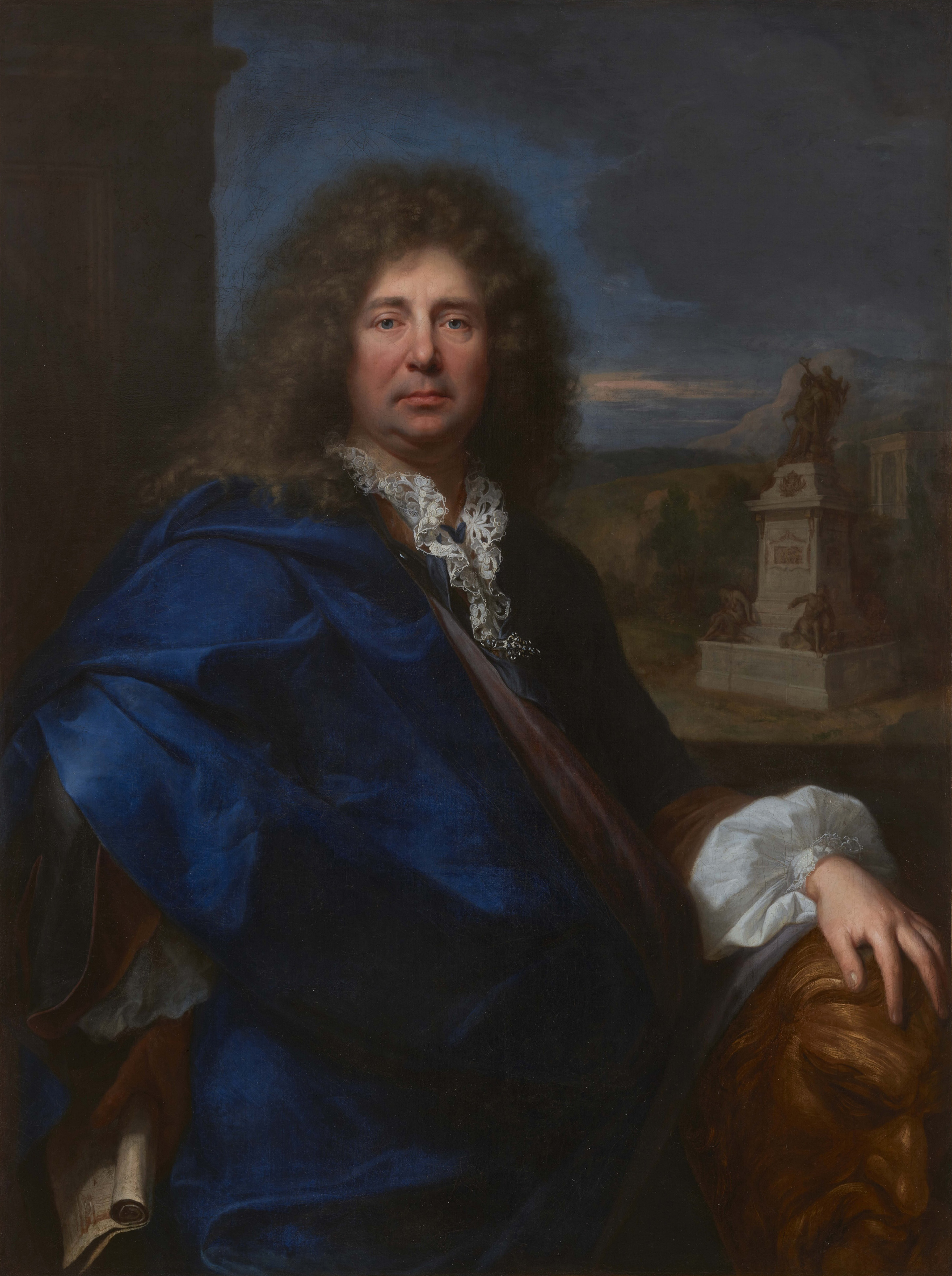
Rigaud : Portrait de Martin Desjardins, 1683, Versailles, musée national du château. Inv. 7512

Parallèlement, Rigaud se consacre aux simples particuliers. Si l’on a encore du mal à identifier de manière fiable les premiers clients de l’artiste, certains, plus connus se pressent à sa porte. À la suite du graveur originaire d’Orléans, Charles Simonneau « l’Aîné » en 1681, l’année suivante le cousin de madame de Sévigné, le marquis Philippe-Emmanuel de Coulanges, débourse 33 livres (somme encore modeste) pour un simple buste, rapidement suivi par l’évêque d’Avranches, Pierre-Daniel Huet. Mais c’est surtout les membres d’une célèbre famille de parlementaires qui constituent les plus prestigieux modèles de ces premières années. Les Molé, originaires de Troyes, forment l’une des plus célèbres maisons de la noblesse parlementaire parisienne, héritière d’un prospère commerce de draps depuis le milieu de XVe siècle. Fixée à Paris au XVIe siècle, agrégée à la noblesse par charges parlementaires depuis 1537, elle doit surtout son élévation à Mathieu Molé, premier président pendant la Fronde, puis garde des Sceaux.
En cette année 1682, Rigaud peint donc le portrait de Jean Molé (mort subitement le 6 août 1682), seigneur de Lassy et de Champlatreux, président à mortier au parlement de Paris contre 44 livres. Nouvelle inflation la même année pour celui de sa belle-fille, Louise Bétauld de Chemault (1658-1709), en échange de 88 livres.
L’année suivante, le fils de Jean, Louis Molé (1638-1709), succédant à son père au Parlement, doit débourser quant à lui 100 livres. Conseillers du roi, magistrats et échevins les plus divers, souvent originaires de Normandie, de Bourgogne ou de Savoie visitent Rigaud lors de leur passage à Paris pour quelque affaire, preuve de la renommée grandissante du peintre.
Employant déjà deux aides avec lui en 1692, l’artiste « proffesse cet art avec beaucoup de succès » si l’on en croit un procès-verbal des gardes et jurés de la communauté des maîtres peintres et sculpteurs de Paris.

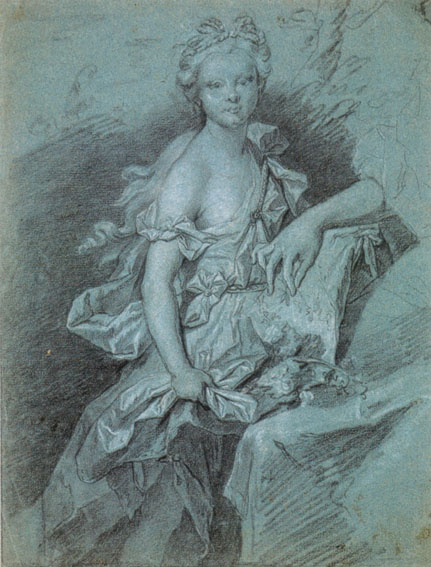
Rigaud : Études pour le portrait de la famille de Marillac d’Ecquevilly (v. 1692, Paris, Galerie Aaron).

Preuve de ce succès naissant, une petite anecdote au sujet de l’un de ses tableaux de jeunesse.
C’est grâce aux récits d’Hendrick Van Hulst et de Dezallier d’Argenville que nous pouvons supposer la production du portrait du joaillier Matheron. Le second rapporte l’anecdote ainsi : « Quelques portraits commencerent sa réputation ; son premier morceau fut le portrait d'un nommé Materon, joaillier, qu'il fit au premier coup dans le goût de VanDyck. Ce portrait passa successivement au fils et au petit-fils du joailier. Ce dernier, voulant s'assurer s'il était de Rigaud, le fit porter chez lui. Sur le nom de Materon [sic], Rigaud reconnu son ouvrage : La tête, dit-il, pourraît être de Van Dyck, mais la draperie n'est pas digne de Rigaud, et je la veux repeindre gratuitement […] ». Huslt fait sans doute référence à l’édition de d’Argenville lorsqu’il tente de corriger « le trait du portrait de Materon [sic] qu’on trouve placé dans une vie imprimée de Rigaud, quoique d’une façon un peu défigurée […] ». En gage de sa bonne foi, il précise : « En restituant ce trait dans toute sa simplicité, tel que je le tiens de M. Rigaud même, cette indication n’en recevra que plus d’éclat. »
Si l’on suit le second, Matheron fils était persuadé que le portrait de son grand-père avait été fait par Van Dyck et c’est ainsi qu’il le présenta au Catalan : « Rigaud crut d’abord qu’il le vouloit plaisanter, et lui dit : J’en suis bien aise. L’autre, d’un air sérieux, reprit : Quoi ! Monsieur, il me semble que vous ne le croyez pas de Van Dyck ! Non répliqua Rigaud, car il est de moi, et même je ne suis pas trop content de l’habillement, et y veux retoucher pour le mettre plus d’accord avec la tête qu’il ne l’est ». Prosper Dorbec (s’inspirant sans doute en 1905 de d’Argenville et de Hulst) confirme l’existence de ce tableau : « En 1732, le peintre était réapparu avec un des plus beaux morceaux que, paraît-il, on eût pu voir, une grande figuration d’un sieur Matheron, joaillier, qu’il avait peinte quarante-neuf ans auparavant et qui devait lui être une de ses productions préférées ».
Mais l’année 1695 se profile et Rigaud ressent alors le besoin de retourner en Roussillon.

### 1695: retour à Perpignan

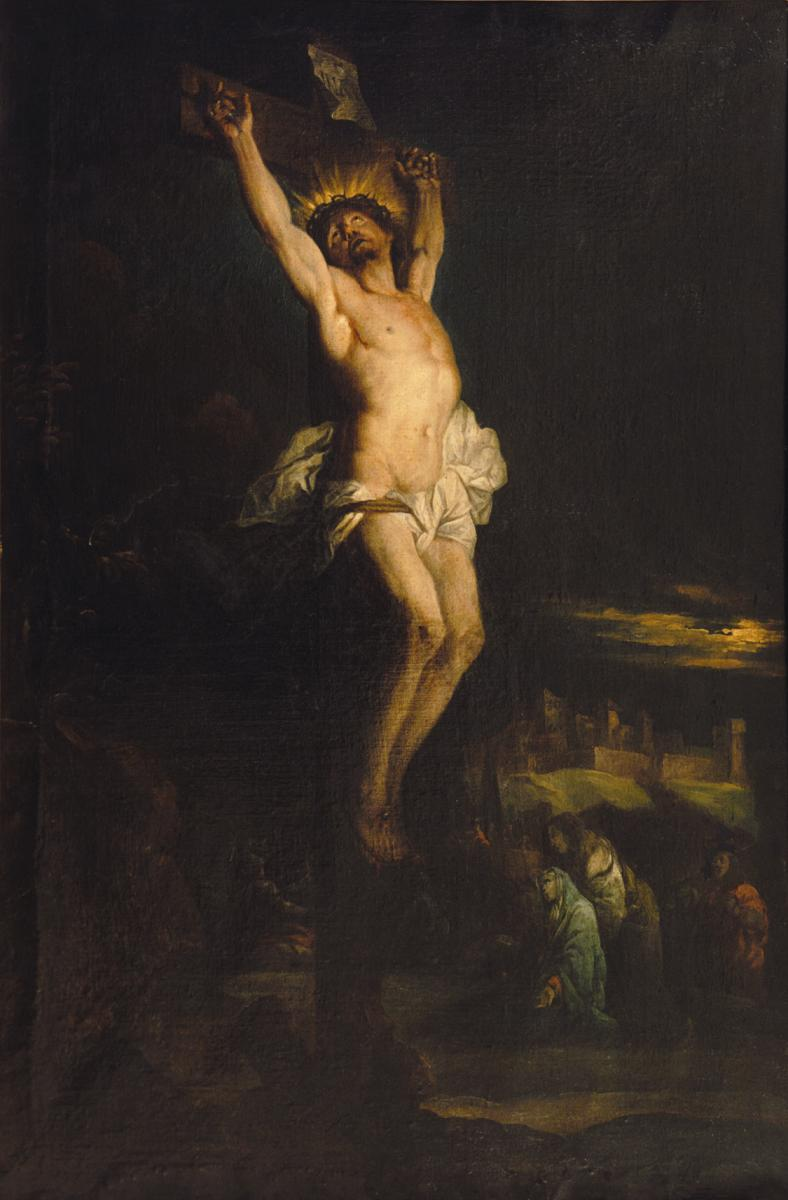
Rigaud : Christ expiant sur la croix, 1695, Perpignan, musée Hyacinthe-Rigaud.

Reprenant la propre biographie de l’artiste, Dezallier d’Argenville atteste qu’une des principales vues de Rigaud en réalisant son grand voyage de 1695, était de peindre le portrait de sa mère : « Il la peignit de plusieurs côtés, & fit exécuter, par le fameux Coyzevox, son buste en marbre, qui fut pendant toute sa vie l’ornement de son cabinet ». Dans son premier testament daté du 30 mai 1707, l'artiste prévoit déjà que le marbre splendide soit légué au Grand Dauphin (il sera par la suite légué à l'Académie d'où sa présence au Louvre) et le portrait figurant les deux profils de Maria Serra (orthographe légitimement catalan), donné au fils aîné de son frère Gaspard : Hyacinthe.

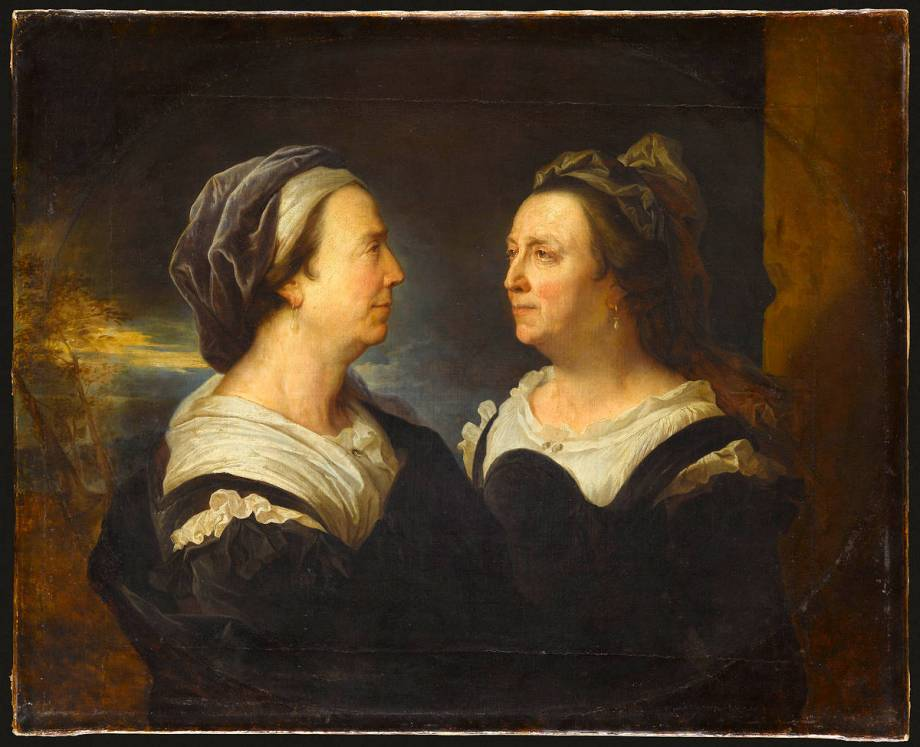
Portrait de Marie Serre (1695), huile sur toile, 81 x 101cm, musée du Louvre. Hyacinte Rigaud représente sa mère sous deux angles à la fois, peignant ainsi plus fidèlement la personnalité de cette femme mûre.

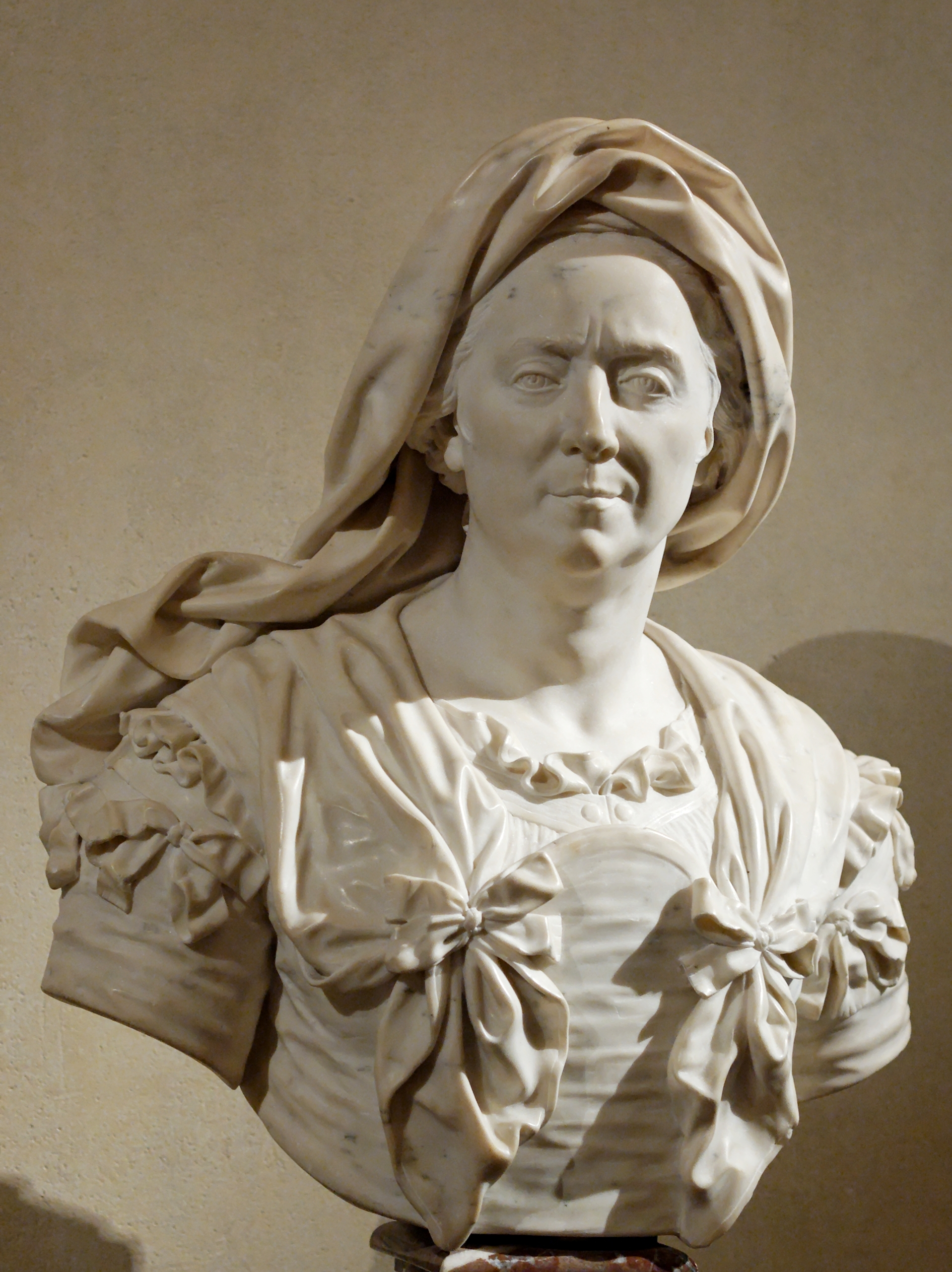
Antoine Coysevox : buste de Maria Serra, mère de Hyacinthe Rigaud, 1706, Paris, musée du Louvre

En réalité, Rigaud peindra un second tableau (portant à trois les attitudes présentées à Coysevox) ; ovale conservé en collection privée, copié par Géricault (Dijon, musée des beaux-arts) et objet de la belle gravure de Drevet. Sur place, il transcrit également sur la toile les traits de sa sœur Claire, accompagnée de son époux et de leur première fille.
Mais l’année 1695 est aussi celle de la production de deux magnifiques Christ expiant sur la Croix, à l’influence nettement flamande, témoins précieux de l’incursion trop rare de Rigaud dans le domaine dit de la « peinture d’histoire » ou du « grand genre ». Il en offre la première version à sa mère (qui la légua à sa mort au couvent des Grands Augustins de Perpignan), tandis qu’il fait don de l’autre, en 1722, au couvent des Dominicains de sa ville natale.
Au printemps 1696, Hyacinthe Rigaud est de retour à Paris, où il s'attable à l'un de ses plus importants portraits de cette année-là. Il est effectivement sollicité par le duc de Saint-Simon pour peindre l'abbé de La Trappe, grâce à un habile subterfuge qui demeure célèbre dans l'histoire de la peinture.

## Honneurs

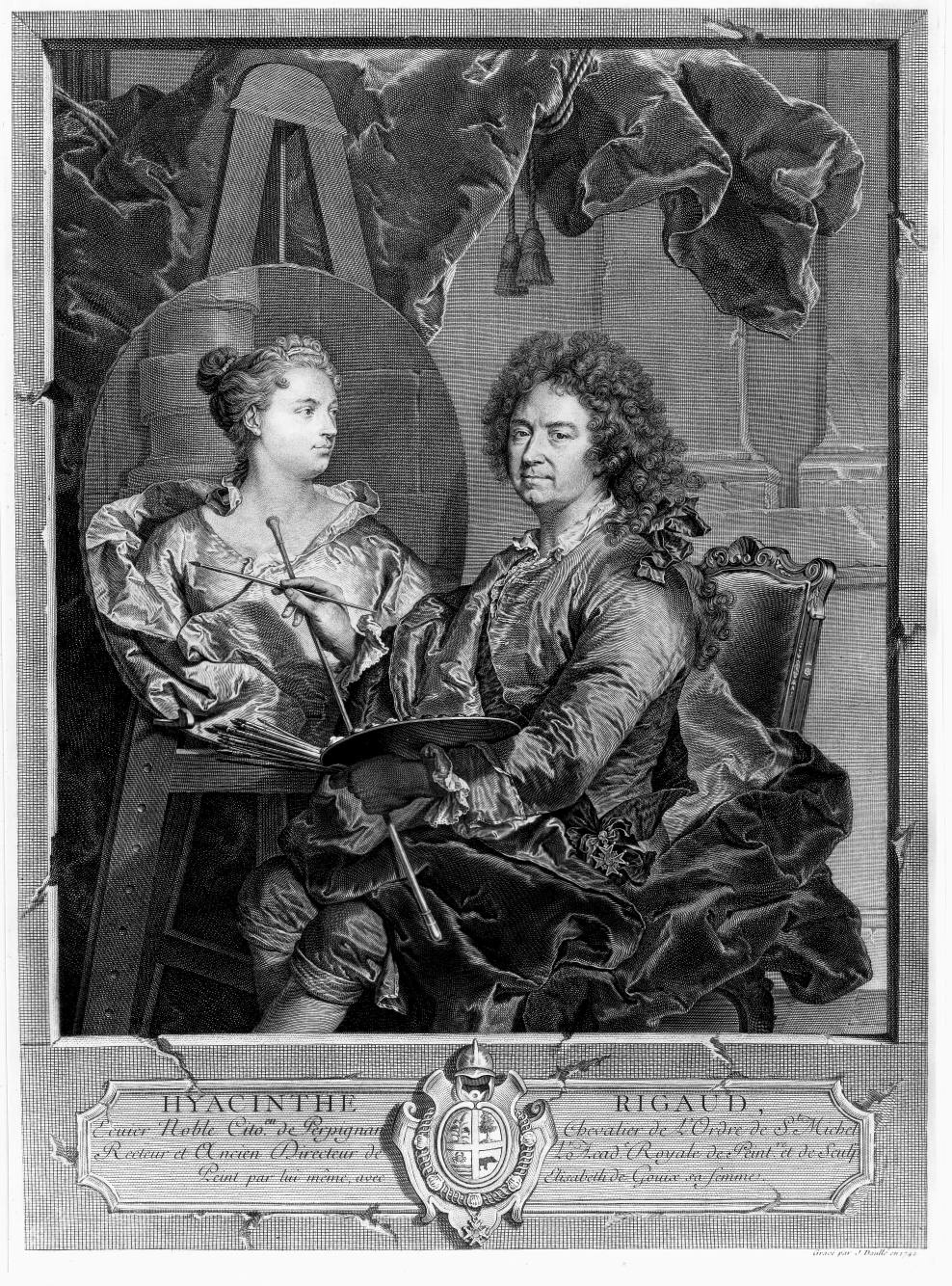
Gravure de Jean Daullé d'après Rigaud : Autoportrait de Rigaud, vêtu du cordon de l'ordre de Saint Michel et peignant son épouse, Élisabeth de Gouy, 1742, Collection particulière

Le bref retour de Rigaud à Perpignan permet cependant aux autorités de la cité d'honorer un citoyen dont les productions envahissent désormais tout le royaume, sous forme de copies ou de gravures. Pour les consuls catalans François Cavallier, Fausto de Trobat de Langlade, Thomas Canta, François Escayola ou Sauveur Vigo, Hyacinthe Rigaud est un ambassadeur inespéré de leur province auprès du roi, une vitrine qu’il faut choyer. Ainsi, suivant un ancien privilège accordé par la reine Marie d'Aragon le 18 août 1449 puis accrédité par les Grands Maîtres de l’ordre de Malte, la ville de Perpignan conserve le droit unique de pouvoir anoblir ses citoyens. Le 17 juin 1709, les mêmes consuls offrent donc à Rigaud le titre de « Noble Citoyen de Perpignan et tous les honneurs, droits et privilèges qui en découlent ». Hyacinthe Rigaud fera alors fréquemment usage de ce titre, confirmé successivement par Louis XIV puis Louis XV, et dont les parchemins se retrouvent dans l’inventaire après décès de 1744.
Des lettres patentes du roi, « en forme de commission adressante à M. le maréchal d’Estrées, pour autoriser à examiner les titres du sieur Hyacinthe Rigaud, et, s’ils sont suffisants, le recevoir chevalier de l’ordre de Saint-Michel », datées du 22 juillet 1727, permettent au catalan d’arborer la croix de l’ordre de Saint-Michel, en n’omettant pas d’ajouter aux signatures apposées sur les gravures d’après ses œuvres : « fait par Hyacinthe Rigaud, chevalier de l’ordre de Saint Michel ».
Comme tout artiste désireux de vivre de son métier, Rigaud doit, en arrivant à Paris, se plier aux règles corporatistes et officialiser sa situation. Les conseils de Le Brun, premier peintre du roi qui avait semble-t-il détecté ses talents très précocement, poussent cependant le jeune homme à profiter de la mode courante pour le portrait et à tarder à intégrer la plus haute institution officielle pour un artiste : l’Académie royale de peinture et de sculpture.
Le 5 août 1684, il y est agréé. Ainsi en veut la tradition : le prétendant présente au directeur, recteurs et professeurs en exercice quelques-unes de ses productions qui sont jugées pour que l’artiste soit alors « agréé » soit en peinture de portrait soit en peinture dite « d’histoire ». Ensuite, le jury, après avoir délibéré, désigne au candidat deux sujets qui, dans le cas du portrait, sont souvent ceux d’anciens ou d’actuels académiciens. Les mêmes Procès-verbaux de l’Académie relatent ainsi, le 26 août suivant, que « la Compagnie a ordonné au sieur Hyacinte Rigault, […] pour suject des portraitz qu’il doit faire pour sa réception, de faire celuy de Monsieur De la Chapelle et de Monsieur Desjardins, et luy a donné six mois de tems pour ce suject ».
Alors que Louis XIV impose la fameuse révocation de l’édit de Nantes, le 18 octobre 1685, Rigaud est ainsi qualifié de « peintre académiste » dans l’acte de baptême d’un certain Hyacinthe Claude Rousseau « fils de Bernard Rousseau, maître Chirurgien juré et Chirurgien du Roy suivant la Cour, et conseil de Sa Majesté et de Marie Nourisset, sa femme, au carrefour de l’Escole » dont il est parrain… Mais déjà, le 1er mars 1687, « Le Sieur Rigaut, […] ayant exposé à la Compagnie la difficulté qu’il avoit de faire le portraict de M. De La Chapelle, elle luy a ordonné d’aschever le portraict de M. Des Jardins, qui luy a esté ordonné, en mesme temps qu’il sollicitera Monsieur De la Chapelle de lui donner du temps et que, lorsque le portraict de Mons[ieur] Des Jardins sera faict, il le présentera à la Compagnie, pour quoy il lui a esté donné un mois de temps ». Deux mois plus tard, on lui donne comme examinateurs de son travail le sculpteur François Girardon et le peintre Jean Jouvenet, deux futurs et fidèles amis du jeune élève, et que l’on retrouve mentionnés dans l’inventaire après décès de 1744.
En 1688, année où Rigaud peint Monsieur, l’auguste Institution se plaint de nouveau des retards de notre catalan peu discipliné, surchargé de commandes, au point que Mignard lui-même, deux ans plus tard, alors qu’il devient premier peintre du roi doit intervenir pour calmer les partis échauffés. D’ailleurs, le 5 mars 1689, les comptes rendus de l’Académie jugent qu’à « l’égard des sieurs Clérion et Rigault, qui ne se sont point présentés, ils seront avertis de nouveau pour rendre compte en personne de leur retardement ».

### 1700: l’officialisation

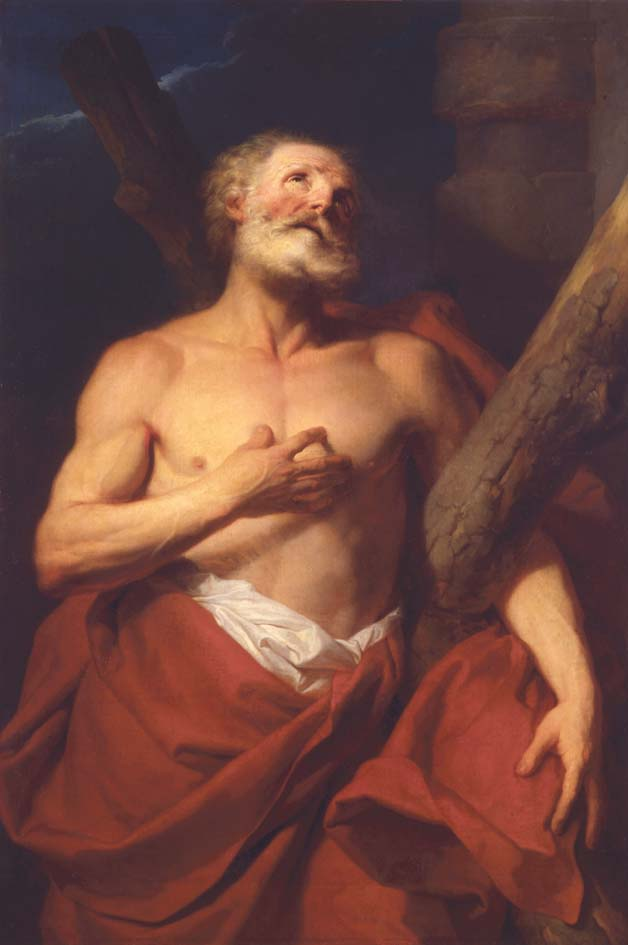
Rigaud : Saint André, 1700, Paris, École nationale supérieure des beaux-arts.

Alors qu’il vient de perdre le précieux bénéfice d’un prestigieux concours que son ami Largillierre remporte avec brio, Rigaud disparaît des registres de l’Académie mais son atelier prend un essor considérable. Les premiers membres de la famille royale arrivent, la noblesse se presse et, le 11 octobre 1692, il finit par recevoir l’inévitable visite d’un huissier du Châtelet et celle des gardes et jurés de la communauté des maîtres peintres et sculpteurs de Paris pour régulariser sa situation.
Ces derniers se plaignent en effet de « l’illégalité » dans laquelle Rigaud officiait alors sans avoir régularisé sa situation à l’Académie et « remontrent très humblement à Votre Majesté que […] le nombre extraordinaire de personnes qui professent la peinture dans Paris sans aucune qualité et le préjudice considérable que cet art en pouvoit souffrir a obligé les suppliants à poursuivre l’exécution du règlement (par lequel tous ceux qui se qualifiroient peintres et sculpteurs du Roy seroient tenus de s’unir et incorporer incessamment au corps de l’Académie Roialle) ». Rigaud, semble-t-il, n'y répond « que par des hauteurs et des airs de fierté insupportables ». Le 18 novembre suivant, la sentence du Châtelet est cependant déclarée nulle par le Prévôt de l’Hôtel de Ville.
C’est le 2 janvier 1700 que l'artiste, se présente enfin à l’Académie « pour y estre reçeu Académicien, et y a faict voir de ses ouvrages, qui sont deux portraicts de M. Des Jardins de différentes attitudes. La Compagnie a agréé sa présentation et, ayant jugé qu’un de ses tableaux pouvoit luy servir à sa réception, et connoissant d’ailleurs le mérite dudit sieur Rigault, non seulement sur le talent des portraicts, mais encore sur celuy de l’histoire, Elle l’a reçeu et reçoit dès à présent sur le talent de l’histoire, sur la promesse qu’il a faict de fournir incessamment un tableau de ce dernier genre, et a presté le serment entre les mains de M. De la Fosse, Directeur, président aujourd’huy. Elle luy a aussi remis le présent précuniaire ». Le mot « incessamment » prend alors tout son sens car il faudra attendre… quarante deux ans pour que ce morceau d’histoire parvienne à l’Académie.
Dès le 24 juillet 1702, la vacance d’adjoints à professeurs permet à Rigaud d’être nommé à ce poste en remplacement du peintre Claude Guy Hallé. Témoin, le 28 septembre de l’année suivante, à l’agrégation de son ami, le graveur Pierre Drevet, il offre à l’Académie, le samedi 29 décembre, cent épreuves de son portrait gravé « dont il en a esté faict une distribution à Mrs les Officiers et Académiciens présents, jusqu’au nombre de cinquante six, et le surplus est resté à l’Académie : [soit] quarante quatre ».
Rigaud gravit alors rapidement les dernières marches de la gloire au sein de son institution. Ses portraits ont tant de succès, ressemblent tant aux modèles, qu’ils sont souvent choisis comme thèmes de morceaux de réceptions ou comme présents. Ainsi, le 28 février 1722, Pierre Drevet présente à l’académie l’effigie de Robert de Cotte, premier architecte du Roy d’après Rigaud, « qui luy a été ordonné par la délibération de l’Académie du vingt sept Aoust mil sept cens sept, et dont l’exécution a été interrompue par des raisons particulières, et, comme il a donné à l’Académie en présent le portrait de Monsieur Le Brun, gravé par M. Edelinq d’après Monsieur Largillière, lors de sa réception, la Compagnie a bien voulu luy rendre la planche, par une grâce spéciale qu’Elle luy accorde, à charge par luy d’en faire tirer cent épreuves, pour estre gardées dans l’Académie, à quoy il s’est engagé. Quant au portrait de Monsieur De Cote, il a fourny la planche et cent épreuves, qui ont été distribuées à Messieurs les Académiciens, laquelle planche doit rester à l’Académie ».
En effet, Drevet, agréé à l’Académie dès le 22 septembre 1703, est reçu le 27 août 1707 avec les portraits de Robert de Cotte et de Mme de Nemours d’après Rigaud mais qu’il ne remettra qu’en 1722. Ce n’est qu’en 1713 que le catalan achève son portrait de l’architecte ce qui explique les retards dans l’exécution de l’estampe. Drevet avait acquis, lors de la vente après décès d’Édelinck en 1707, la planche de cuivre originale du portrait de Le Brun par Largillierre et transcrit au burin par le graveur hollandais et propose à l’Académie de patienter en acceptant « en gage » cette planche.
Au cours des années 1715-1720, Hyacinthe Rigaud, surchargé de travail et parfois déjà malade, s’excuse souvent auprès de l’auguste institution de ne pouvoir exercer ses fonctions de professeur. Le 10 janvier 1733, il est élu adjoint à Recteur puis, lorsque le peintre Louis de Boullongne meurt, le 21 novembre, il prend sa place de Recteur, dès le 28 suivant. Il en profite pour tenter une réforme des statuts de l’Académie en proposant d’affecter « le Directorat au Rectorat, moën [moyen] capable de conserver l’union qui a toujours été dans l’Académie, en sorte que chaque Recteur sera Directeur dans le quartier ».
Enfin, le 5 février 1735, Rigaud démissionne de tous ses postes, « aïant pris ce parti après en avoir pesé très mûrement les circonstances, ce qu’il annonce à la Compagnie avec d’autant plus de fermeté que c’est de sa part sans retour ». Il restera cependant en très bons termes avec l’Académie jusqu’à sa mort remettant enfin, le 26 mai 1742, son morceau de réception comme peintre d’histoire :

« Le Secrétaire a fait lecture d’une lettre de M. Rigaud adressée à M. De Largillierre, par laquelle il marque que, pour satisfaire à la promesse qu’il avoit faite, lors de sa réception, de fournir un morceau d’Histoire, il prioit l’Académie d’accepter celui qu’il avoit l’honneur de lui envoyer, représentant un St André à mi-corps ; qu’il étoit seulement fâché qu’une suite continuelle d’affaires l’eût empêché d’efectuer plus tôt sa parolle. »

### Salon de 1704

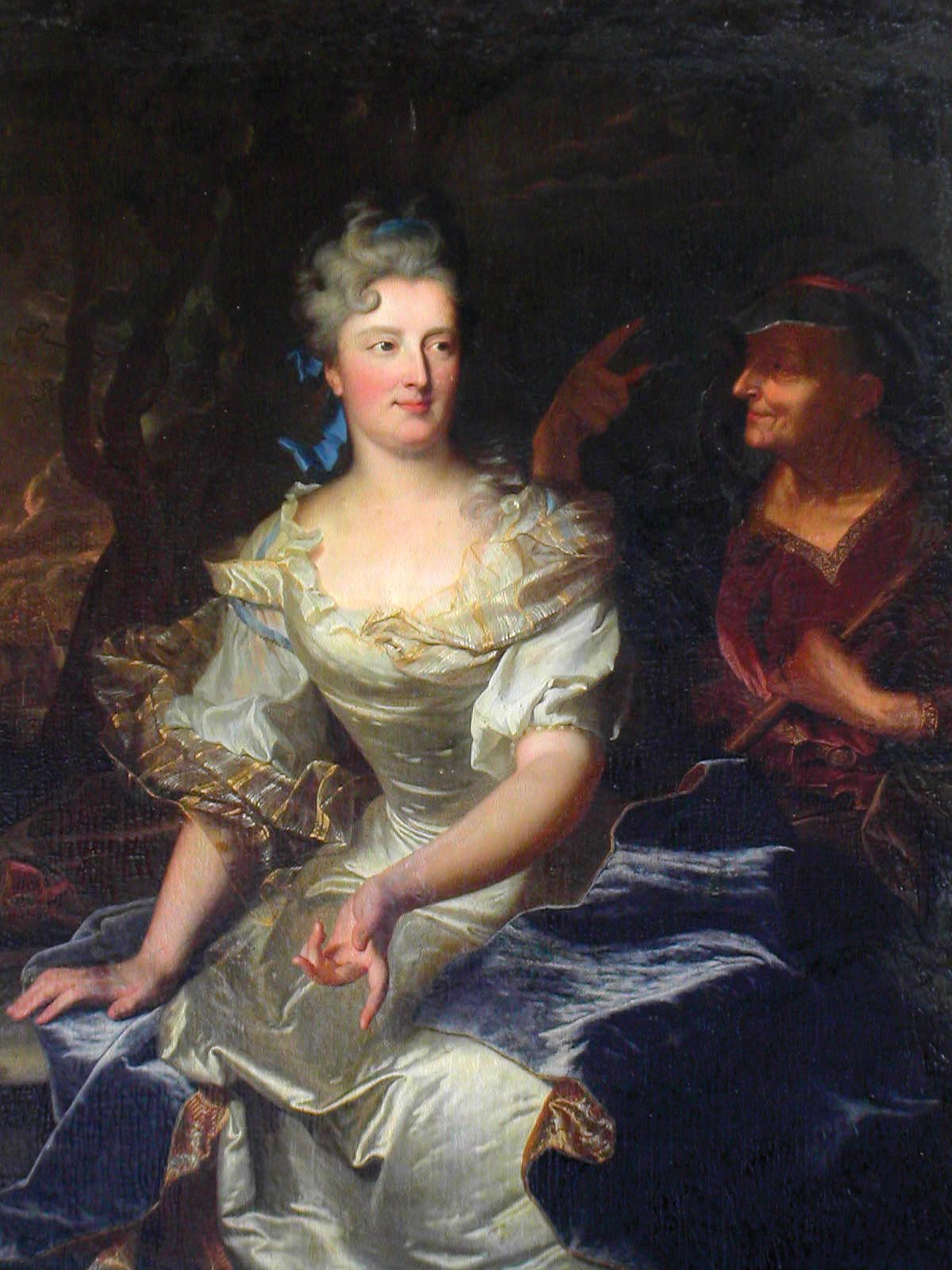
Rigaud : Portrait de Marie-Anne Varice de La Ravoye, née de Valières, travestie en Vertumne et Pomone, Fontenay-le-Comte, Château de Terre-Neuve.

En tant qu’adjoint à professeur, Hyacinthe Rigaud expose au Salon des académiciens plus d’une dizaine de portraits fraîchement produits et parmi les plus beaux à l’instar de celui de Louis XIV en armure, de Philippe V, du Grand Dauphin, de sa mère et de son frère, mais aussi ceux moins connus du janséniste Jean-Baptiste de Santeul, du poète Jean de La Fontaine… et trois figures de prophètes : un Saint André, un Saint Pierre et un Saint Paul. L’impact est formidable et les commandes affluent de toute part. Ces années sont celles du faste et des modèles les plus prestigieux.

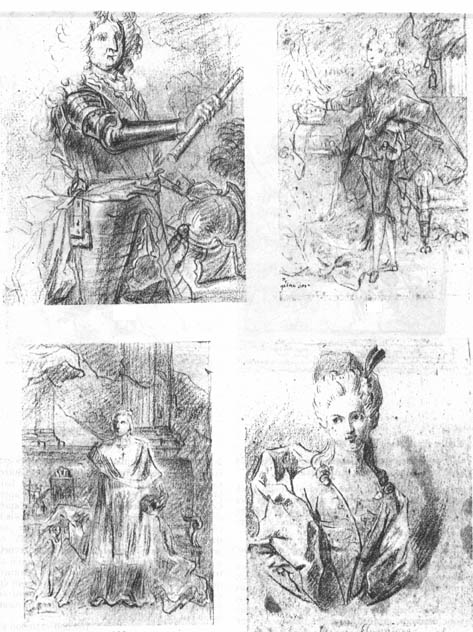
Anonyme français du XVIIIe siècle : Page du Liber véritatis des œuvres exposées par Rigaud au Salon de 1704, Collection privée

Le portrait de son fidèle ami et sculpteur Antoine Coysevox, présenté au dit Salon, a d’ailleurs l’honneur d’être choisi comme morceau de réception du graveur lyonnais Jean Audran, le 27 septembre de cette année-là. Il viendra rejoindre sur les murs de l’exposition les portraits de l’abbé Beignier, de Madame Bouret, née Marie-Anne Chopin de Montigny,, des comtes de Revel et d’Evreux, de l’évêque de Perpignan, Flamenville, des peintres La Fosse et Mignard, du sculpteur Desjardins, d’Étienne de Lieutaud, ami du peintre, de la belle madame de La Ravoye, du comte de Pontchartrain [sic], un autoportrait, de Gédéon Berbier du Mets, de Léonard de Lamet, curé de Saint-Eustache et enfin de Pierre Gillet.
Un auteur anonyme et sans doute fervent admirateur de Hyacinthe Rigaud, a heureusement laissé un témoignage inestimable de cette exposition, sorte de liber veritatis du peintre catalan, agrémenté de quelques toiles non exposées. Il a noté avec grand soin l’ensemble des tableaux exposés au sein de 74 feuilles qui composaient son petit carnet relié en vélin. Les portraits y sont esquissés très sommairement à la pierre noire et craie blanche, accompagnés de précieuses annotations sur les couleurs, à la plume et encre brune sous chaque portrait. Aux côtés du portrait de Mme de La Ravoye en Pomone, figurent ainsi le portrait de Louis XIV en armure dans sa version du Prado. On y trouve également une représentation de la Suzanne au bain de Jean-Baptiste Santerre et du Sacrifice d’Abraham d’Antoine Coypel qui ne furent pourtant pas présents au dit Salon.
Malgré la tristesse engendrée par le décès brutal de son frère, le 28 mars 1705, Hyacinthe Rigaud travaille sans relâche et examine pour la première fois (avec quelques-uns de ses collègues en février 1707), les comptes de l’Académie établis par le trésorier en exercice, René-Antoine Houasse. Il rédige le premier de ses neuf testaments et codicilles, le 30 mai de la même année.

## Clientèle

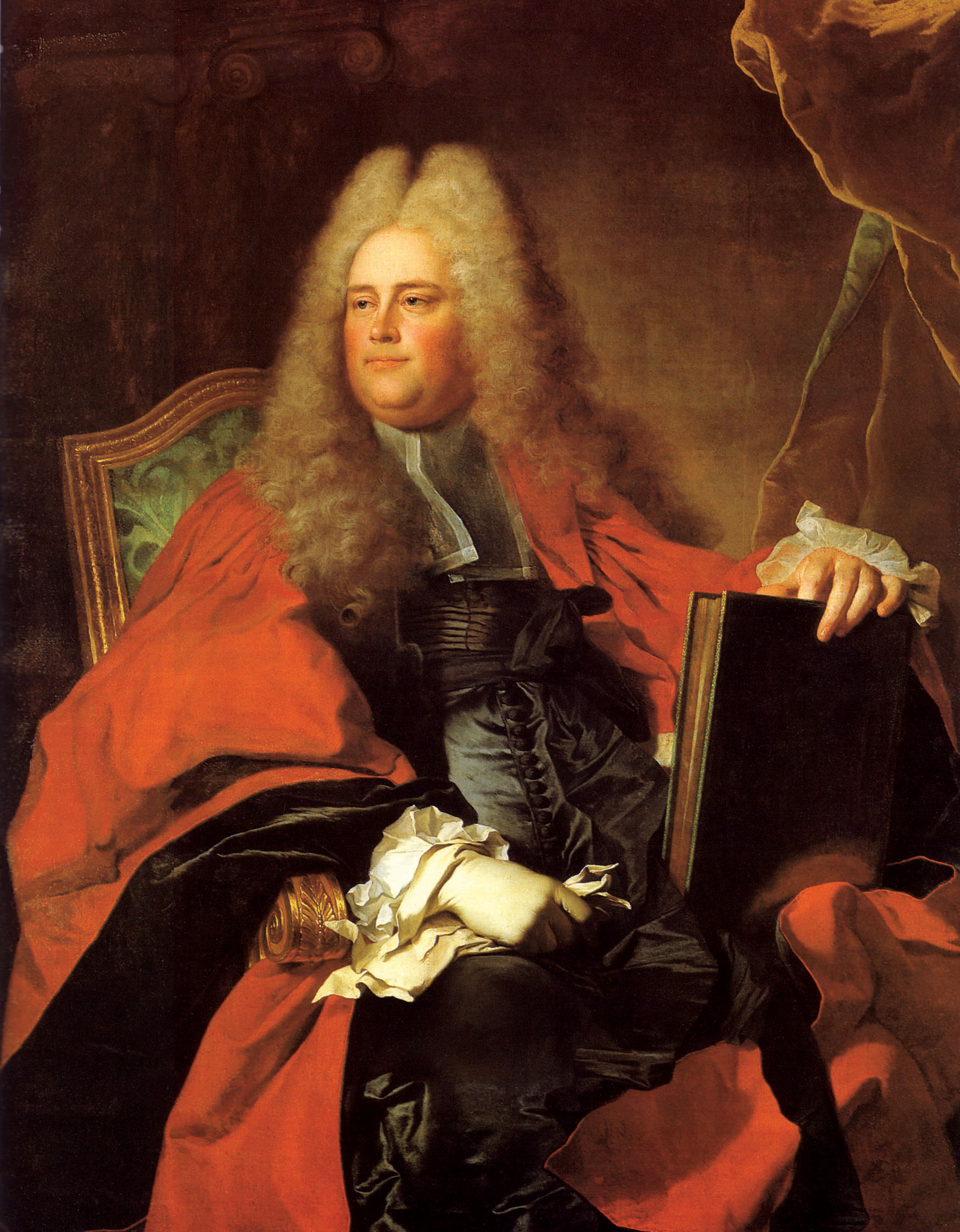
Guillaume de Lamoignon de Blancmesnil, avocat général au Parlement de Paris et président à mortier

Dès le début de son établissement, Hyacinthe Rigaud voit passer dans son atelier, bientôt fixé place des Victoires à Paris, une multitude de clients, du simple marchand de poisson au noble le plus en vue.

### Artistes
Il peint plusieurs hautes figures du monde de l'art tels les sculpteurs Desjardins (un ami de longue date dont il livrera trois portraits successifs), Girardon, Coysevox, les peintres Joseph Parrocel (deux effigies), La Fosse (deux effigies), Mignard, les architectes De Cotte, Hardouin-Mansart (deux effigies), Gabriel… Les poètes ne sont pas en reste avec notamment La Fontaine ou Boileau. Les prélats se bousculent également. Le cardinal de Fleury sollicitera par deux fois Rigaud, Bossuet également, les archevêques et évêques les plus influents se battront et débourseront des sommes folles.

### Rigaud et la cour

Rigaud : Louis XIV en grand costume royal, 1701, Paris, musée du Louvre

Hyacinthe Rigaud connaît une carrière fulgurante et l’opulence qui l’accompagne grâce, en grande partie, à ses portraits des membres de la famille royale et de la cour. Il n’hésitera d’ailleurs pas à s’en glorifier et à user de cette réputation lorsqu’il lui faudra supplier Louis XV de bien vouloir lui augmenter sa pension, au crépuscule de sa vie : « après avoir eu l’honneur de peindre les trois plus grands Rois du Monde, Louis XIV, Louis XV, le Roy d’Espagne, et feu Monsieur frère unique du Roy, et feu Madame, et tous les princes du sang jusqu’à la quatrième génération en ligne directe, Louis XIV, Monseigneur le Grand Dauphin, Monseigneur le Duc de Bourgogne second Dauphin, le Roy ».
Peu de peintres eurent, autant que Rigaud, le suprême honneur de suivre la généalogie royale avec autant de fidélité, sorte de revanche, peut-être, de n’avoir pas été nommé « premier peintre du roi » à la mort de Le Brun, en 1690 comme le livre le marquis de Dangeau : « Le roi a donné à M. Mignard toutes les charges qu'avoit Le Brun, et de chancelier de l'Académie des peintres, et de directeur des manufactures des Gobelins ; cela lui vaudra 10 ou 15,000 livres de rente ».
Lorsque disparaît Antoine Coypel, le Mercure de France confirme l’écartement définitif de Rigaud : 

« Selon les apparences, il n’y aura point de Premier Peintre du Roy, à la place de Monsieur Coypel ; les six mille livre de pension qu’il avoit en cette qualité sont partagées entre plusieurs peintres ; Monsieur Coypel le fils sera Premier Peintre de son Altesse Royale Monseigneur le duc d’Orléans et Garde des Tableaux du Cabinet du Roy, avec trois mille livres de pension ; Messieurs Boulogne et Rigaud auront chacun mille livres de pension et les mille livres restantes seront partagées en deux pensions de cinq cent livres chacune pour deux sujets de l’Académie qui ne sont point encore nommez. »

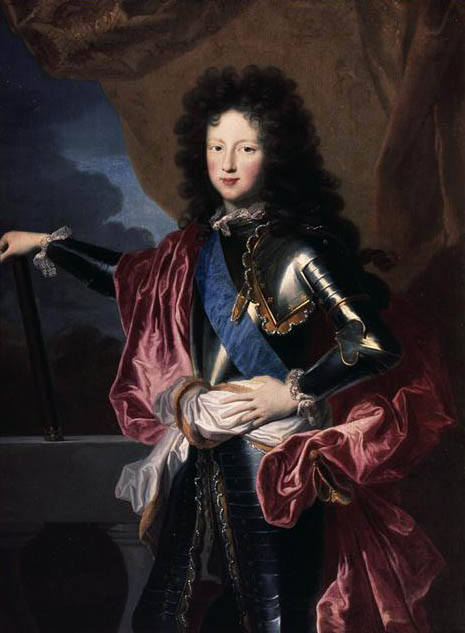
Portrait de Philippe II, alors duc de Chartres, 1689, Perpignan, musée Rigaud

À partir de 1688, tout ce que compte la France en militaires de haut rang, maréchaux, évêques, archevêques, fermiers généraux, ministres, intendants de Province, parlementaires et autres dignitaires se retrouve au moins une fois à poser pour l’artiste. S’ils ne s’interdisent pas d’employer ses concurrents directs tels Largillierre ou De Troy, ces modèles savent qu’arborer dans leurs salons une œuvre sortie du pinceau de Rigaud procède d’un certain prestige. L’artiste rentre en contact avec la maison d’Orléans en peignant, dès 1683, un buste d’Alexis-Henri de Châtillon, qui « […] avait fait sa fortune par sa figure chez Monsieur, dont peu à peu il devint premier gentilhomme de la chambre » selon Saint-Simon. Trois ans plus tard, c’est au tour du surintendant des finances de la maison, Joachim Seiglières, seigneur de Boisfranc. À trente ans à peine, Hyacinthe Rigaud semble s’être suffisamment fait remarquer en haut lieux pour devoir se rendre chez le frère du roi, Monsieur, en 1688. Un tel honneur ne tarde pas à payer puisque l’année suivante, il figure le fils du précédent, Philippe II, alors duc de Chartres et futur Régent de France. On peut sans doute affirmer qu’à partir de cet instant, Rigaud met un pied définitif à la cour : « L’exemple des princes fut suivi de toute la cour, & la quantité de Souverains & de Seigneurs qu’il a peins, le fit nommer dans la suite le peintre de la Cour. Il semble que le ciel veuille qu’il n’y ait que les grands peintres qui peignent les héros, il les fait naître ensemble ».
D’ailleurs, la même année 1689, Anne-Marie-Louise d'Orléans, dite « la Grande Mademoiselle », cousine germaine du roi, débourse sans sourciller les 540 livres exigées par Rigaud pour un simple buste ; ponction relativement raisonnable dans le budget de celle qui avait hérité d’une considérable fortune par sa mère… La branche des Bourbons se rue alors sur l’art du catalan. Descendant direct du Grand Condé, Henri III Jules de Bourbon, dit « Monsieur le Prince », fait venir l'artiste à Versailles pour représenter son fils, Louis III de Bourbon, « Monsieur le duc ». La sœur de ce dernier, Marie-Thérèse de Bourbon-Condé est peinte en 1691 contre 352 livres et 10 sols, tandis que sa cousine par alliance, Marie-Anne de Bourbon, dite « Mademoiselle de Blois », passe devant Rigaud en 1706 sous le titre de « princesse douairière de Conti ». Une certaine « publicité interfamiliale » s’instaure.

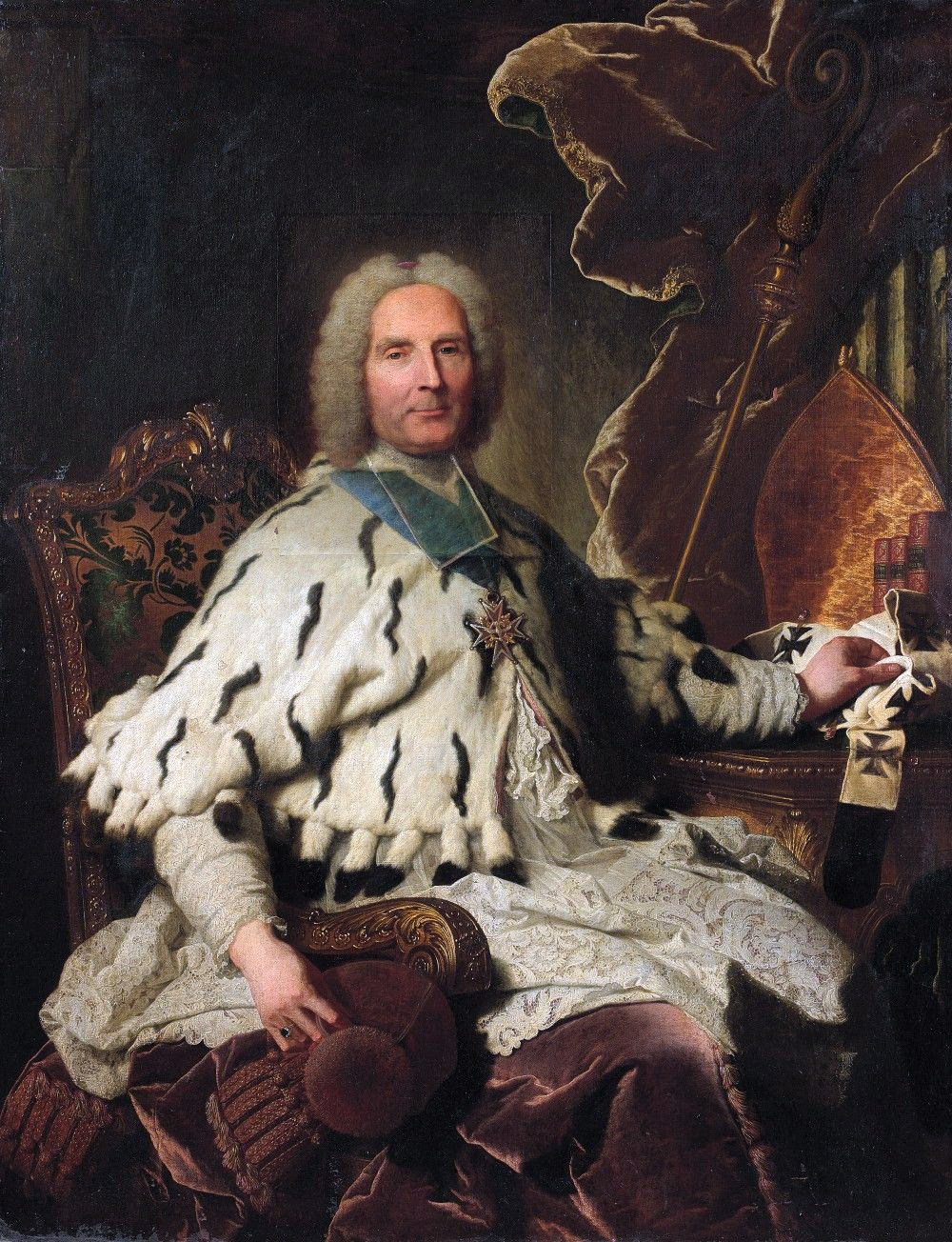
Portrait de Henri-Oswald de La Tour d'Auvergne - 1735 - huile sur toile - 150 × 115 cm - collection particulière, Paris

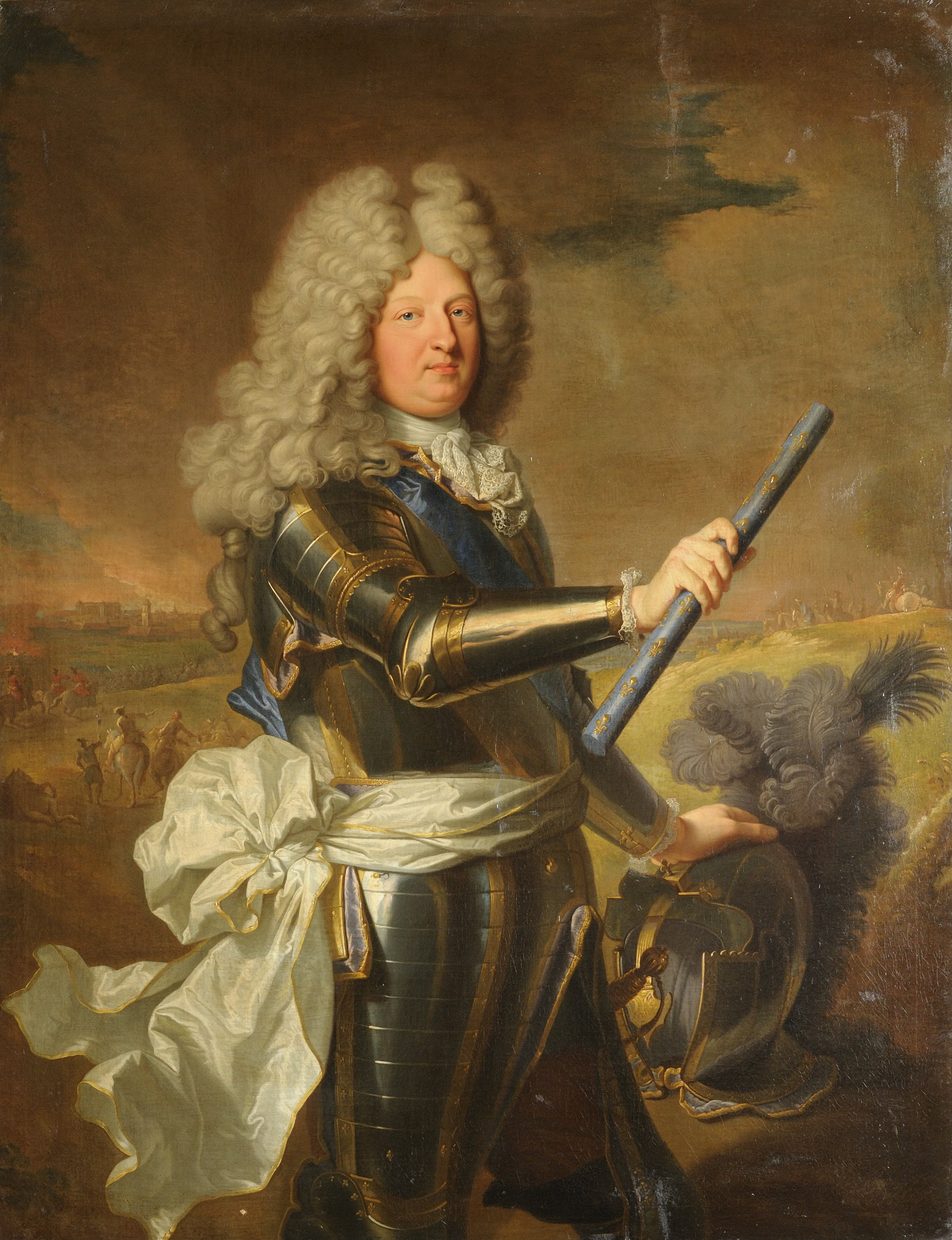
Portrait de Louis de France, dit le « Grand Dauphin », 1697, Madrid, Patrimonio Nacional

En dehors des comtes, marquis, princes et duchesses de l’aréopage de la cour qui se précipitent aux portes du peintre, il faut noter la production, dès 1691, d’une énigmatique « Coppie du Roy » pour 188 livres. Or, trois ans plus tard, les livres de comptes pleuvent sous les indications de copies et travaux d’un vaste portrait de Louis XIV. Il est donc très probable que l’artiste fut amené dès cette époque à copier le visage du roi d’après un tableau réalisé entre 1691 et 1692 par Charles-François Poerson. Le succès est total si l’on considère les commanditaires prestigieux qui s’empressent alors d’obtenir des copies qui vont parfois jusqu’à 600 livres. L’année précédente, Louis-Alexandre de Bourbon, comte de Toulouse, commande un simple buste pour un peu moins de la moitié de la somme. Il réitère l’opération en 1708, mais cette fois selon une ordonnance beaucoup plus ambitieuse, figuré devant une marine et pour lequel on paya 1200 livres.

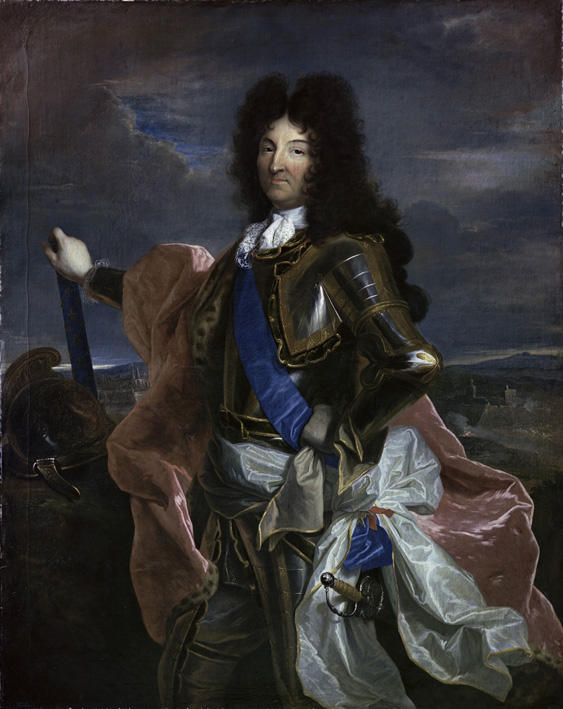
Hyacinthe Rigaud et Jean Ranc : premier portrait de Louis XIV, peint en 1694, Brünswick, Herzog Anton Ulrich-Museum. Inv. no 523

À la suite de l'entourage du duc d'Orléans et des premiers membres de sa famille, Louis XIV lui-même, commande son premier portrait officiel de la main du catalan, dans les années 1694, ce qu'atteste le grand nombre de copies réalisées cette année-là. Pourtant, l'original n'est pas inscrit dans les livres de comptes du peintre.
Mais c’est sans doute l’année 1697 qui permet à Hyacinthe Rigaud d'affirmer plus encore son succès en produisant le portrait du fils de Louis XIV, Louis de France, dit le « Grand Dauphin ». La mise en scène d'un militaire en armure tenant un bâton de commandement connaît un tel succès que nombreux sont les personnages qui choisissent, dès lors pour leurs propres effigies, une reprise à l’imitation de cette attitude. Le Grand Dauphin pose au premier plan, devant le siège de Phillipsburg dont l’ordonnance est imaginée par Joseph Parrocel, collaborateur de Rigaud et spécialiste des chocs militaires.
Des trois fils du « Grand Dauphin », seul le duc de Berry n’appartient pas à la « galerie royale » produite par l’atelier. Son aîné, Louis de France, duc de Bourgogne, reçoit Rigaud à Versailles entre 1703 et 1704 afin d’être figuré en chef des armées devant le siège de Nimègue ; Joseph Parrocel étant une nouvelle fois sollicité pour le fond de bataille. Son frère, le duc d’Anjou, devenu par un jeu testamentaire roi d’Espagne le 16 novembre 1700, doit alors quitter la France. Louis XIV, qui souhaitait garder auprès de lui le souvenir de ce petit-fils, se tourne vers celui dont les talents de portraitiste ont ravi la cour pour en fixer les traits et répond en retour aux souhaits de Philippe V qui veut l’effigie de son grand-père :

« Sa réputation [Rigaud] étant venue jusqu’au roi, par le portrait qu’il avoit fait de Monseigneur, commandant devant le siège de Philisbourg, il eut l’honneur en 1700, d’être nommé par Sa Majesté, pour peindre Philippe V, roi d’Espagne, son petit-fils, quelques jours avant son départ pour aller prendre possession de ses royaumes. Cet ouvrage donna lieu au roi d’Espagne de prier le roi, son grand-père, de lui donner aussi son portrait peint de la même main ; ce que Sa Majesté lui accorda. Rigaud eut l’honneur de le commencer l’année suivante ; et étant achevé, ce monarque le trouva d’une ressemblance si parfaite et si magnifiquement décoré, qu’il lui ordonna d’en faire une copie de même grandeur, pour l’envoyer au roi d’Espagne, à la place de l’original. Sa Majesté très-chrétienne y est peinte en pied, revêtue de ses habits royaux. Ce tableau a dix pieds et demi de haut ; il est placé à Versailles, dans la salle du Trône, et celui du roi d’Espagne dans le cabinet de Sa Majesté. »

12 000 livres sont alors déboursées pour trois tableaux.

### Triptyque «Louis XV»
Louis XV obtint trois portraits successifs du pinceau de Rigaud. Assez exceptionnels par leur decorum, parfois conventionnels par leur pose, ils n'en magnifient pas moins la fonction même du roi : celle de régner. On suit l'évolution des traits du jeune monarque avant que son goût pour l'intime ne le fasse s'orienter vers des portraits plus modestes, plus en accord avec son goût pour les salons intimes et familiaux.
C’est en septembre 1715, dans son atelier, soit quelques jours seulement après le décès de Louis XIV survenu le 1er septembre de la même année, que Hyacinthe Rigaud achève de transcrire les traits du jeune Louis XV qui avait posé pour lui à Versailles quelque temps plus tôt, à la demande du Régent. Grâce à un ordre écrit daté du 18 août 1716, le jeune roi fait alors signifier au prieur de Saint-Denis de fournir à l’artiste les ornements royaux conservés au sein de l’abbaye,, pour qu’il puisse achever le portrait, au calme dans son atelier. Le Nouveau Mercure de France de juin 1717 se fait l’écho d’ailleurs du succès de cette effigie : « Le portrait du roi, que le sieur Rigaud avoit commencé dès le mois de septembre 1715 et qu’il n’a fini que depuis quelques jours, fut présenté, le 7 juin 1717, par ce peintre célèbre à Monseigneur de duc Régent. On le porta, le 10, à Sa Majesté, qui parut fort aise de le trouver dans son cabinet parce qu’il est très beau et très ressemblant ». Les 24 exemplaires qui sont commandés par l’administration des Bâtiments du roi entre 1716 et 1721, sous des formes diverses, attestent du succès de cette représentation, formidablement virtuose et tout à fait attendrissante d’un enfant dont la beauté était universellement reconnue.
Fort des 8 000 livres qu’il reçoit pour cette commande, Rigaud double la somme dès 1721 pour un second portrait du monarque, dans lequel le jeune roi, debout, tient tête au souvenir hiératique de son aïeul. Sa localisation madrilène s’explique par le fait que l'œuvre était destinée à être envoyée en Espagne, commandée par Philippe V. En effet, malgré la courte guerre de 1719 entre les deux nations, la France et l’Espagne avaient résolu de s’unir par un accord signé le 1er avril 1721. Le nouveau portrait du jeune Louis XV est ainsi destiné à sceller cette entente. Louis XV a onze ans et sa cousine germaine, Marie-Anne-Victoire d'Espagne, deux. Alors que le maréchal de Villeroy suggère au jeune roi larmoyant de consentir de bonne grâce à cette union, le Régent écrit le 20 septembre 1721 à Philippe V et à la reine Élisabeth Farnèse pour leur signifier l’acceptation qui sera finalement de courte durée. Mais les peintres de la cour avaient anticipé cet échec en commémorant les fiançailles par la production de nombreux portraits des deux promis… Le roi d'Espagne commande d’ailleurs à l'atelier une copie en pied de l'effigie de son grand-père, Louis XIV, (4 000 livres) et une de son père, le Grand Dauphin (1 000 livres). Les cassettes de l’artiste s’emplissent donc avec rapidité d’autant plus que d’autres modèles en profitent pour le solliciter, à l’exemple de Don Patricio Laulès Briaen, ambassadeur d’Espagne en France d’avril 1720 à mars 1725 et, à ce titre, chargé de faire le lien entre les deux états, en vue du futur mariage royal.
Lorsque Rigaud est à nouveau sollicité par la cour, en 1727, il demande sans sourciller les 15 000 livres qui verront la naissance du troisième portrait de Louis XV en costume de cour. « J’apprends que M. Rigaud fait le portrait du Roy et que Sa Majesté a la bonté de luy donner du temps » témoigne Nicolas Vleughels, dans une lettre au duc d’Antin, datée du 7 avril 1729. L'artiste avait d’ailleurs entamé son « habillement », accompagné du décorum au début de l’été 1729, comme le prouve la lettre de cachet du 25 juin au prieur de Saint-Denis, lui ordonnant de prêter à Rigaud les insignes royaux pour les reproduire dans le portrait.

### Sang royal européen

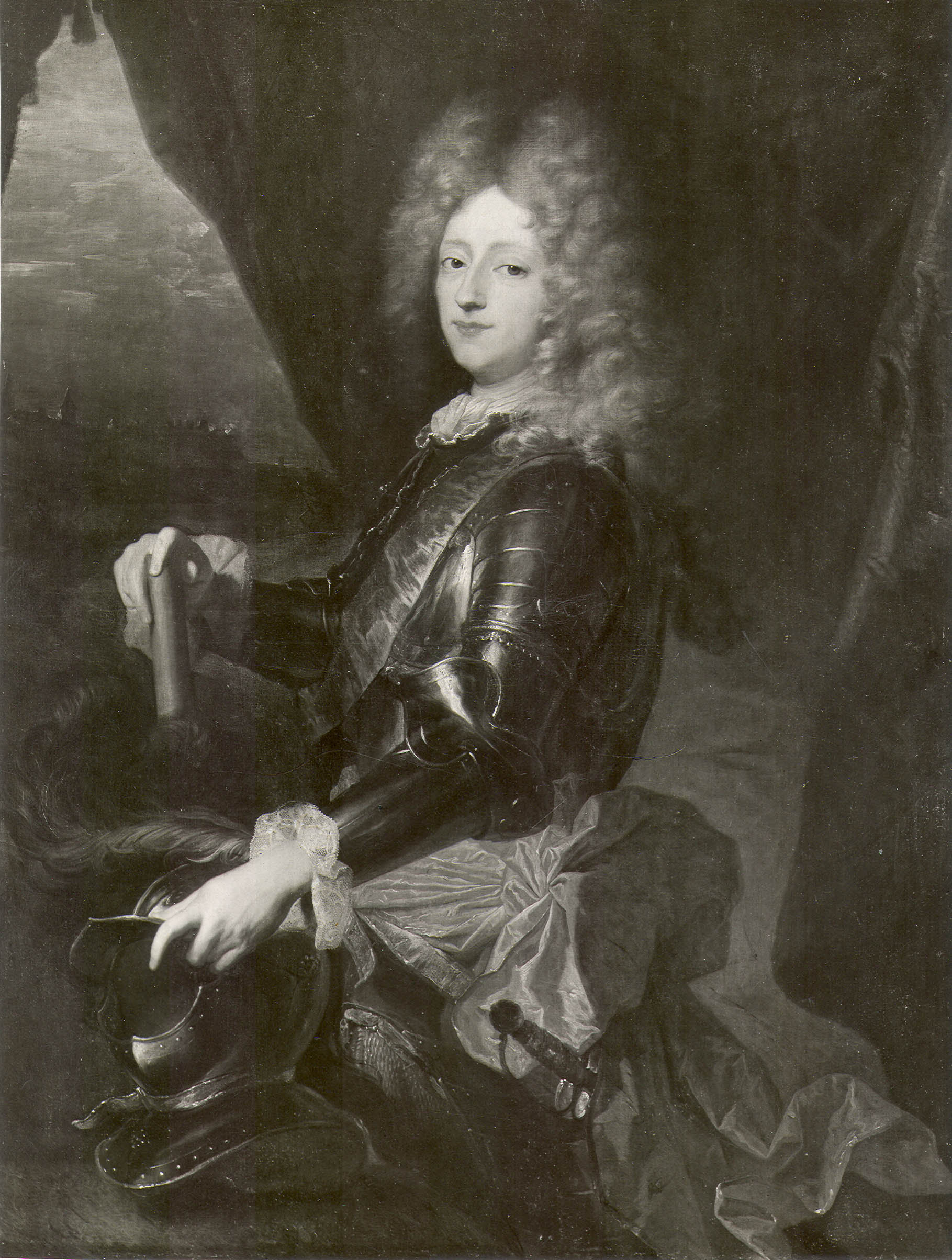
Rigaud : Portrait de Frédéric IV de Danemark, 1693, Copenhague, Kunstmuseum

Avec la disparition du vieux monarque et l’avènement de la Régence, la production de Rigaud ne fléchit pas. Grâce à l'avènement du duc d’Orléans, qui prend les rênes du pouvoir durant la minorité du futur Louis XV, et qui fait preuve d’un goût prononcé pour les artistes italiens et les nouveaux talents nationaux, Rigaud se consacre davantage au particulier et à la haute noblesse. Son aura et sa réputation lui permettent également de voir passer dans son atelier la majeure partie des ambassadeurs européens, tel cet énigmatique « M. Milord » dès 1681, ou Henning Meyer, comte de Meyercron, ambassadeur du Danemark, Comte Carl-Gustaf Bielke, ambassadeur de Suède, les Brignole, ambassadeurs de la république de Gênes ou encore Dominique-André, comte de Kaunitz, ambassadeur d’Autriche… Mais cette liste est loin d’être exhaustive.

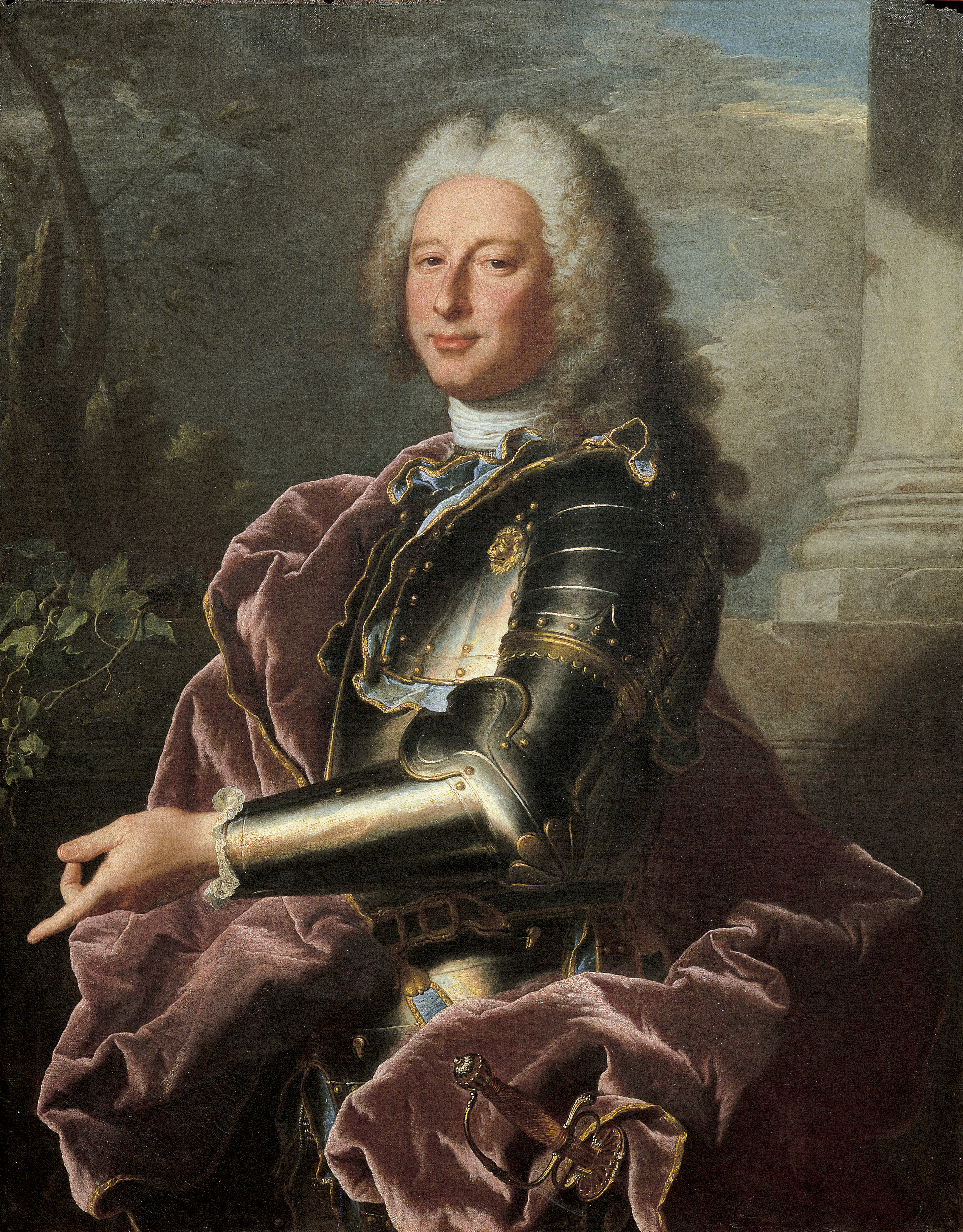
Gian Francesco II Brignole Sale, doge de Gênes de 1746 à 1748 par Hyacinthe Rigaud en 1739, Palazzo Rosso, Gênes

Logiquement également, les princes étrangers effectuant leur « Grand Tour » initiatique souhaitent emporter avec eux un souvenir de France et, notamment, leur portrait par Rigaud. Déjà en 1691, l’héritier du trône du Danemark, Frederick IV, avait commandé sa composition contre une bourse de 470 livres avant de revenir chez l’artiste deux ans plus tard. Il devait devenir roi en 1699 et son passage français fut remarqué par Saint-Simon :

« [Frédéric IV] s'était mis à voyager sur la fin de l'année précédente, et qu'il était en ce temps-ci à Venise pour y voir le carnaval. Il était venu en France étant prince royal, et promettait fort peu, […] : quoique incognito, il fut reçu partout en France avec une grande distinction […]. Il ne vit le roi et Monseigneur qu'en particulier dans leur cabinet. Le roi le fit couvrir et demeura debout ; Monseigneur lui donna la main et un fauteuil, mais sans sortir de son cabinet et seuls. Il y eut un grand bal paré, fort magnifique, dans le grand appartement du roi à Versailles, où il fut sans rang, incognito ; mais le roi lui vint parler plus d'une fois, et [il eut] au rang près tous les honneurs et les distinctions les plus marquées. […] Il fut assez peu à Paris, et s'en retourna en Danemark en voyageant. »

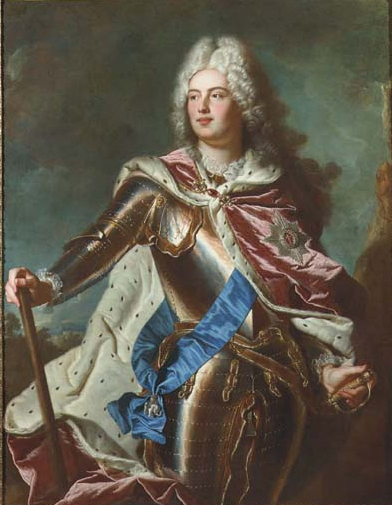
Rigaud et atelier : Portrait d'Auguste III de Pologne, 1715, collection privée

Lorsque Louis XIV meurt, la diplomatie européenne bat son plein à Paris et à Versailles, depuis longtemps dictée par la politique offensive du vieux roi qui multipliait les contacts avec ses alliés ou ses ennemis. Traités, accords et échanges nationaux font défiler à la cour quantité de diplomates dont Rigaud allège allègrement les bourses. Ainsi, en préambule à la production, en 1715, du portrait de Charles XII roi de Suède, son ministre plénipotentiaire avait déjà écumé les meilleurs portraitistes de la place. Erik Axelsson Sparre, comte de Sundby, brillant lieutenant général qui commandera le régiment suédois « Le Royal Suédois » de 1694 à 1714, sollicite tour à tour Rigaud en 1698 et 1717. Roi de Suède depuis 1697, Charles XII n’eut pas eu le loisir de faire le déplacement jusqu’à Paris. Romanesque et souvent controversé, célibataire jusqu’à sa mort, il passa 18 ans de ses 21 années de règne à combattre à l’étranger. Rigaud n’ayant donc pas l’opportunité de travailler à l’effigie du roi in vivo, il s’inspire d’un tableau existant, prêté par le baron de Sparre, et fait signer au dos de la toile : « Peint par Hyacinthe Rigaud à Paris, 1715 ». L’auteur de l’effigie d’inspiration, exécutée à Bender en Turquie en 1712 avant d’être envoyée à la cour de Suède, était le propre frère du baron, le général Axel Sparre. Rigaud copie donc le visage du souverain et l’ « habille » d’une formule typique de son atelier, reprise pour de nombreux portrait de militaires français.
Cette même année 1715 est particulièrement fructueuse pour Hyacinthe Rigaud. L’héritier d’Auguste « Le Fort », alors roi de Pologne sous le nom d’Auguste II, passe à Paris. Le prince électoral, futur Auguste III se fait représenter en pied, « en grand manteau royal frappé aux insignes de l’ordre de l’Éléphant de Danemark, flanqué d’un maure habillé à la houssarde ». S’ajoutant aux 4000 livres exigées pour cette composition, Rigaud reçoit en surplus, quelques médailles commémoratives et un grand prix.

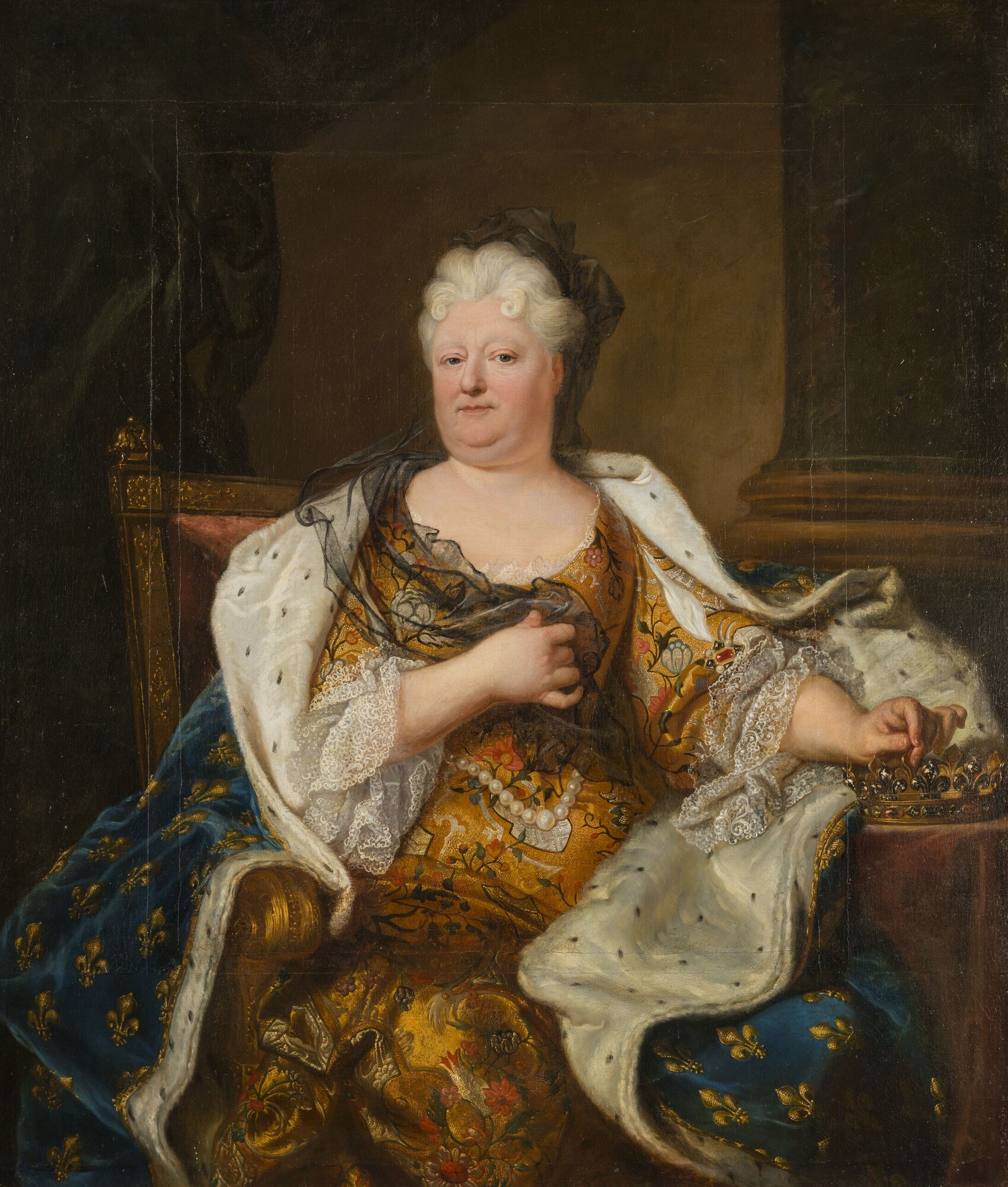
Rigaud et atelier : portrait de la Princesse Palatine, 1713, Versailles, musée national du château

En 1713, c’est au tour de Madame, seconde femme de Monsieur, et mère du Régent, de solliciter son portrait, le seul qu’elle jugera ressemblant comme elle dite dans une lettre adressée à sa demi-sœur, la raugrave Louise : « Il m’a si parfaitement reproduite que cela en est étonnant ; vous verrez, chère Louise, à quel point j’ai vieilli ». L’effigie plaît également au roi : « Madame la duchesse douairière d’Orléans, princesse palatine de Bavière, ordonna en 1713, à M. Foucault, Conseiller d’état et chef de son conseil, auquel celle princesse avoit promis son portrait, d’amener Rigaud à Marly pour le commencer. Le roi fut si frappé de la ressemblance et de la magnificence des ajustements de cet ouvrage, qu’il dit à celle princesse, qu’il vouloit qu’elle le gardât pour elle, et qu’elle en fit faire une copie pour celui à qui elle l’avoit destiné, ce qui fut exécuté. Ce grand prince ajouta que cet ouvrage faisait honneur à son auteur et qu’il lui en feroit dans tous les temps ».

## Atelier
À la suite de ces succès, et à l’aube d’un Siècle des Lumières privilégiant la liberté d’esprit et l’intimité familiale, le portrait domestique devient objet de représentation. On se presse. Rapidement débordé par les commandes, Hyacinthe Rigaud, qui a d’ailleurs du mal à satisfaire à ses obligations contractuelles à l’Académie, doit s’entourer de peintres spécialisés qui dans les fleurs, qui dans les paysages.
Les livres de comptes de l'artiste, tenus scrupuleusement tout au long que dura son fameux atelier réunissant autant d'artistes de renom tels Joseph Parrocel, son frère Gaspard ou Belin de Fontenay, spécialisés dans les scènes de batailles ou les fleurs, attestent de son immense production et ce, jusqu'au crépuscule de sa vie. Inlassablement et victime de son succès, Rigaud répond à la demande sans cesse croissante.

### Collaborateurs
Artistes souvent modestes, encore aujourd’hui largement méconnus, ces derniers travaillent auprès d’un maître dont l’affabilité est déjà célèbre dans les sociétés et qu’il héberge parfois. Ainsi, dès 1694 on note la présence de Verly, Joseph Christophe, Jacques Mélingue, du graveur Claude Leroy, de Nattier, Barthélemy et de Hérault.
Toute cette équipe oblige Hyacinthe Rigaud à augmenter ses surfaces de travail ou à renégocier le prix de ses locations : « […] Vous m’avez veû bien logé pour six cent francs, et du même appartement, on m’en a demandé quatre mille livres ; l’ayant quitté à cause de cela, je n’ay pu éviter d’être logé ailleurs, à moins de mille écus […] ». Il occupe ainsi différentes adresses de 1692 à 1732, mais toujours rive droite de la Seine, entre la place des Victoires, la rue Louis-Le Grand, la rue de La Feuillade ou Neuve-des-Petits-Champs pour ne citer qu’elles. Grâce à son inventaire après décès, nous savons désormais qu’il signe, le 12 juillet 1732, un bail en sous-seing privé avec Jean Lafontaine fils, sellier du Roi, moyennant 1600 livres par an pour la location de six pièces en entresol, onze pièces au premier étage et une pièce en combles d’un hôtel particulier (situé entre les rues Louis-Le-Grand et Neuve-des-Capucins) ; soit dix-huit pièces au total.
C’est dans l'aile gauche que les ateliers étaient installés : une antichambre réservée aux clients, une lumineuse pièce à usage d'atelier, un grand cabinet affublé de trois arrières cabinets en enfilade plus réduits et une salle « aux tableaux » abritant la collection personnelle de Rigaud. Le bail est renouvelé par six années, le 15 décembre 1734 puis le 23 juillet 1740.

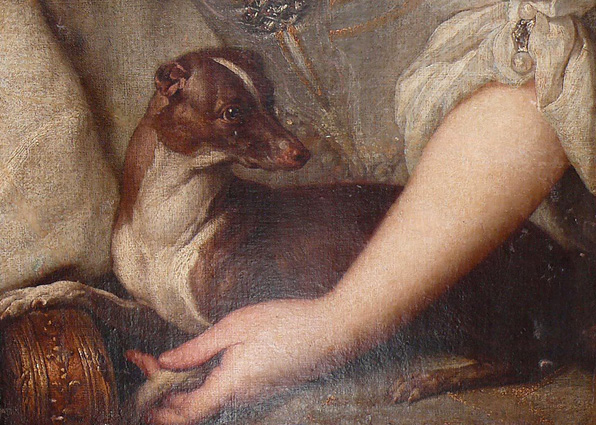
Détail du chien du Portrait de la princesse Marie-Anne de Conti, peint par Rigaud et son atelier en 1706, collection privée

L’année 1695, date des grandes ambassades versaillaises consécutives aux accords entre la Savoie et la France dans la guerre de la Ligue d’Augsbourg, voit l’effectif des aides d’atelier doubler pour faire face à la demande croissante. Dupré rejoint l’équipe, accompagné du frère de Rigaud, Gaspard et de François Taraval. L’année suivante arrive Siez, le peintre de batailles Joseph Parrocel, Jean Le Gros et Jean Ranc.
Puis, l’année de la production du portrait du Grand Dauphin (en 1697), le maître emploie Josse Van Oudenaarde, le peintre de fleurs Jean-Baptiste Belin (ou Blain) de Fontenay, auxquels se joignent, en 1698, Robert Tournières, Adrien Le Prieur, en 1699, Viénot et le spécialiste de fleurs Pierre-Nicolas Huilliot (1674-1751), en 1700 David Le Clerc, François Bailleul, en 1701 Fontaine, l’année suivante Ménard, puis Delaunay, Antoine Monnoyer spécialisé dans les fleurs, Alexandre-François Desportes qui réalise certains animaux mais aussi des portraits…

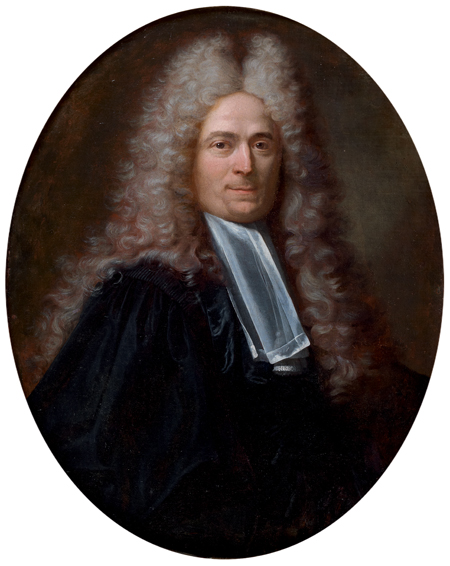
Adrien Le Prieur : Portrait présumé du seigneur Jérôme Créon, 1713. Paris commerce d'art en 2010

À ces spécialistes s’ajoutent pour les cuirasses et les batailles Hendrick Van Limborg, Monmorency pour les dessins, Nicolas Lecomte, Louis-René de Vialy, Charles Sevin de La Penaye, l’un des plus fidèles aides du maîtres et enfin Pierre Benevault.
La question de l’aspect autographe des œuvres de Rigaud s’est donc souvent posée et se pose encore. Si nous conservons cependant suffisamment d’exemples prouvant que Rigaud est tout aussi capable de peindre un visage, transcrire de manière exemplaire une ressemblance, que de sublimer une main ou animer une draperie, on sait qu’il ne démérite pas non plus à donner vie à une fleur, embraser un ciel crépusculaire ou inventer une scène biblique. Simplement, au fil du temps, confie-t-il à certains collaborateurs de confiance, la lourde tâche de le copier et de rendre aussi bien que lui le brillant d’une armure ou l’éclat doucereux d’une étoffe de fourrure. Débutants ou confirmés, ces artistes sont alors chargés « d’habiller » un visage croqué par Rigaud sur une fameuse préparation rouge.

## Vie privée

### Mariages
En 1703, Hyacinthe Rigaud a 44 ans. Il n’a jamais pensé au mariage, ou si peu. En ce matin du 17 mai 1703, avant midi, il se rend rue des Prouvaires, non loin de la rue Neuve-des-Petits-Champs où il réside, sur la paroisse Saint-Eustache. Il y retrouve le notaire Nicolas-Charles de Beauvais alors présent chez Marie-Catherine de Chastillon, fille d’un procureur au Parlement, et avec laquelle il établit un contrat de mariage. Si l’acte conservé aux archives nationales mentionne l’amitié qu’ont les époux l’un pour l’autre, il reste difficile d'expliquer pourquoi ledit contrat est finalement cassé le 23 novembre suivant, soit sept mois plus tard sans que le mariage ait été consommé.
Les témoins de Rigaud étaient pourtant hautement prestigieux, tous clients de l'artiste : le maréchal de France Anne-Jules, duc de Noailles, Jean-Baptiste Colbert, marquis de Torcy et Jules Hardouin-Mansart. On suppose que Rigaud avait songé à transmettre sa fortune naissante, dont il fait d’ailleurs étalage dans un additif au contrat de mariage, soit près de 79 000 livres.
La communauté des biens est envisagée ; mademoiselle de Chastillon n’apportant que 35 000 livres en revenus divers. Jamais l'artiste n’évoquera ce projet avorté dans ses biographies et seul un portrait, aujourd'hui perdu, témoigne encore de ce projet,.

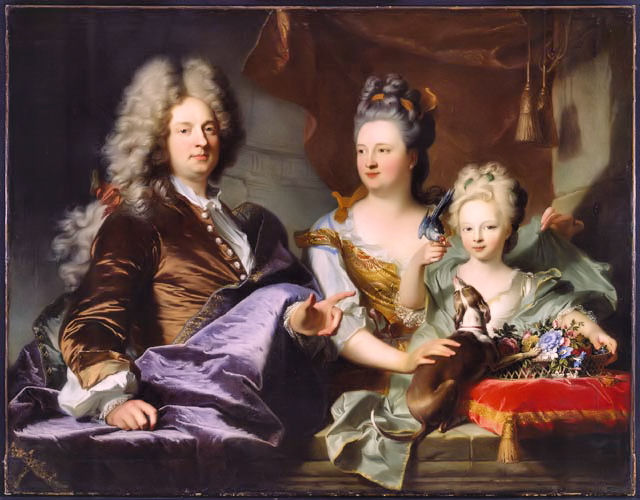
Rigaud : Portrait de la famille Le Juge, 1699, Canada, National Galery of Ottawa

De multiples conjonctures ont alors couru afin d’expliquer son véritable mariage, le 17 mai 1710, avec Élisabeth de Gouy, veuve de Jean Le Juge, huissier au Grand Conseil et déjà mère de surcroît.
En réalité, Rigaud connaît déjà les parents de sa future femme depuis 1694. Le 20 septembre de cette année-là, l’artiste passe ainsi dans l’étude de maître Martin de Combes, rue du Bourg-Tibourg sur la paroisse Saint-Paul, afin de légaliser un achat « de terres à la campagne consistant en une maison de fond en comble avec ses appartenances et dépendances […], le tout situé à Vaux, rue aux Pelles » et appartenant depuis 1683 à Jérôme de Gouy, marchand bourgeois de Paris et Marguerite Mallet, sa femme.
En 1698, Rigaud offre leurs effigies respectives aux époux de Gouy et, l'année suivante, entame le portrait de la famille Le Juge : Jean Le Juge, Élisabeth de Gouy et leur fille, Marguerite-Charlotte Le Juge du Coudray, laquelle terminera ses jours « au bourg des Herbiers, paroisse Saint-Pierre en Bas-Poitou diocèse de Luçon », comme l’indique le 11e chapitre de l’Arrêté de compte ensuite de l’exécution testamentaire de Rigaud, daté du 6 février 1747.
Si la date du décès de Jean Le Juge n’est pas encore véritablement connue, il semble avoir disparu dans les années 1706, date à laquelle Rigaud copie de sa main, une seconde version du portrait précédent, également daté et signé à même la toile, en bas à droite. Hyacinthe Rigaud épouse Élisabeth de Gouy, « pour son mérite personnel », et sous le régime de la séparation des biens. La jeune veuve ne possède rien, excepté quelques hardes contenues dans une armoire et qui reviennent, en 1744, à sa fille. On sait, par l’inventaire après décès de l'artiste, qu'il « a fait donation à lad Dame son épouse de douze cens livres de rente viagère et de douze cent livres en espèces à prendre sur le mobilier de la succession dud sieur Rigaud après son décès et des meubles mentionnés ».

### Fin de vie

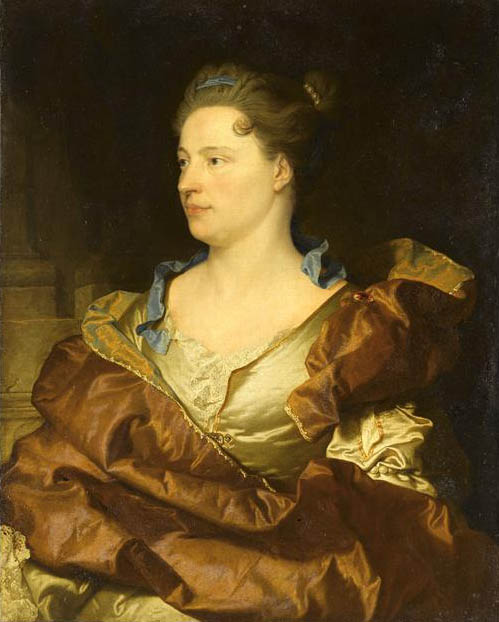
Rigaud : Portrait de la femme de l'artiste, Élisabeth de Gouy, v. 1743, Paris, musée du Louvre (en dépôt au musée Hyacinthe Rigaud de Perpignan)

C’est le 15 mars 1743, dans leur grand appartement de la rue Louis-le-Grand, qu’Élisabeth de Gouy meurt, âgée d’environ 75 ans; elle est inhumée aux Jacobins de la rue Saint-Dominique, en présence d’Hyacinthe Collin de Vermont (filleul de Rigaud) et de Louis Billeheu, notaire et exécuteur testamentaire. Rigaud, déjà malade depuis quelques années, peine à se déplacer.

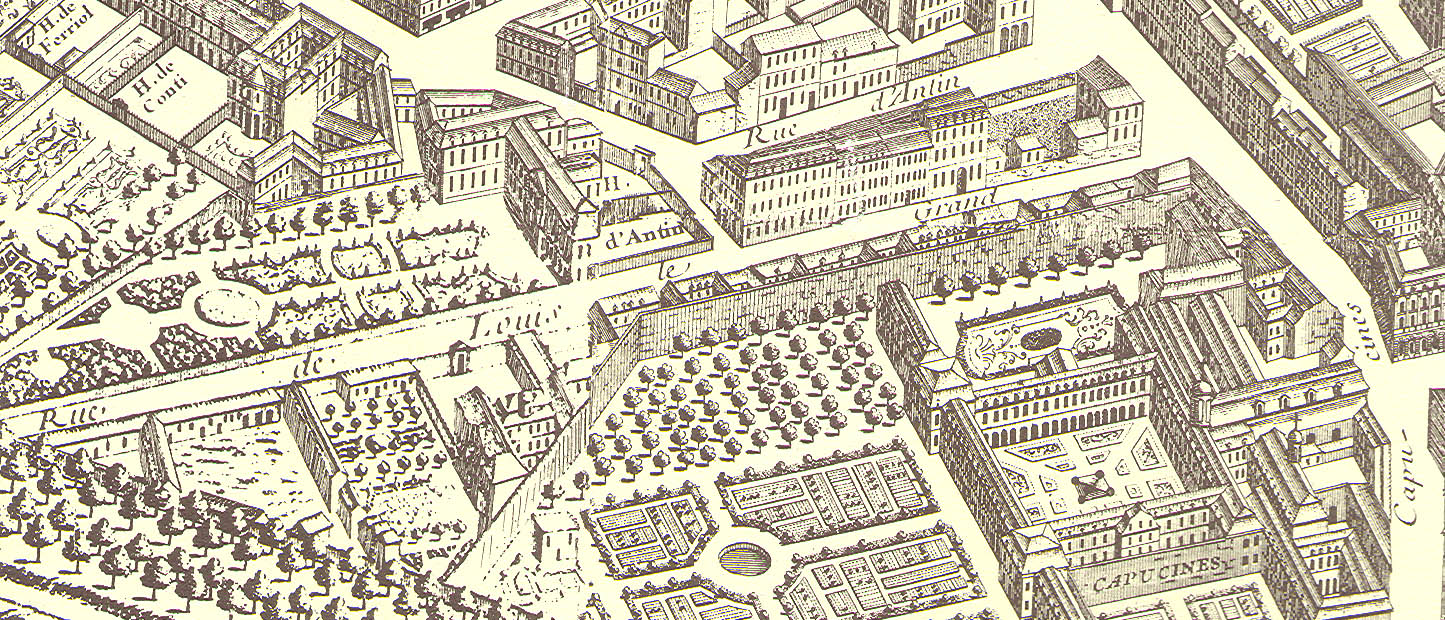
La rue Louis le Grand, Extrait du plan de Turgot, 1739

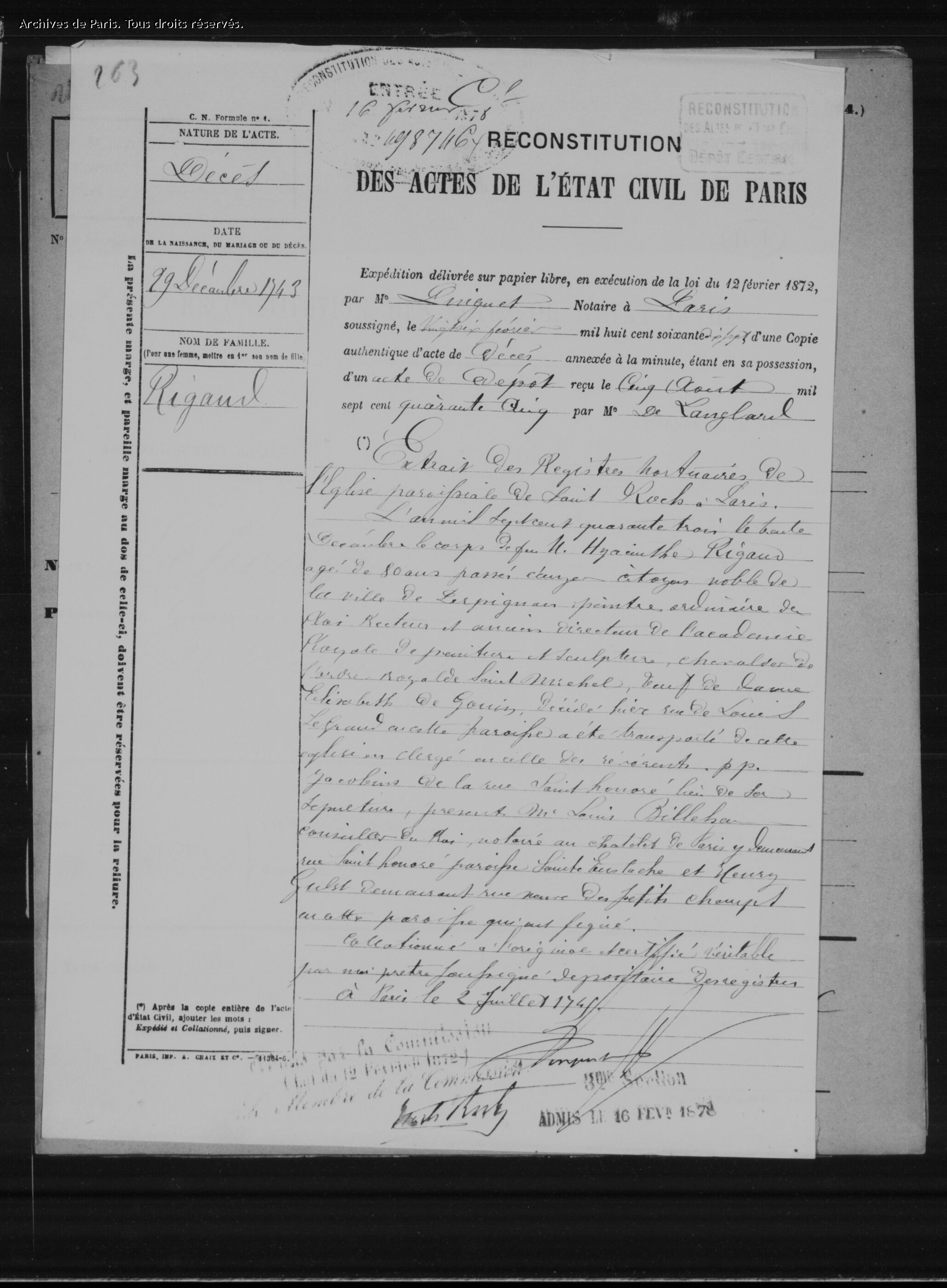
Acte de sépulture du peintre français Hyacinthe RIGAUD le 30 décembre 1743 (décédé le 29 décembre) en l'église Saint-Roch à Paris.

Une fois de plus, le récit de Dezallier d’Argenville, achève de nous éclairer, sur l’aspect tourmenté et tragique de cette année 1743 :

« On ne peut être plus sensible qu’il le fut à la perte de cette femme en 1742 [sic]. Les soins qu’il prit d’elle pendant une très longue maladie, ont développé ses sentimens. Rien ne lui coûtoit pour soulager sa nombreuse famille, & particulièrement celle de sa femme. Il me raconta huit jours avant sa mort, qu’il avoit quatorze neveux, & qu’il étoit sans cesse occupé à leur envoyer des secours. Le Roi venoit de lui donner de nouvelles marques de bonté en lu accordant la pension de François Desportes, lorsqu’il fut surpris de grands maux de tête accompagnés d’une fièvre, qui firent craindre pour ses jours. Cette fièvre augmenta considérablement par la nécessité où il se trouva pour lever le scellé, d’entrer au bout de neuf mois dans la chambre où sa femme étoit morte. Il fut si saisi, que levant les bras au ciel, il s’écria : Ah ! je vais bientôt vous suivre ! En effet, il se mit au lit, la fièvre redoubla, & après 7 jours de maladie, elle l’enleva le 27 décembre 1743 [sic], à l’âge de 84 ans, sans laisser aucune postérité. »

Hyacinthe Rigaud a également marqué son temps par sa difficulté d'élocution, infirmité qui lui permit de peindre à son aise l’abbé de La Trappe en 1696. Alors que l'ambassadeur Prior qualifiait l'artiste de « bègue coquin de Rygault » dès 1698, la princesse Palatine, dans une de ses lettres françaises de 1713, avoue : « Il y a un peintre ici, Rigo, qui bégaye si terriblement qu’il lui faut un quart d’heure pour chaque mot. Il chante dans la perfection et en chantant, il ne bégaye pas le moins du monde ».
Plaisant et de bonne compagnie, Hyacinthe Rigaud nous a laissé près de cinq autoportraits officiels.
Après son décès le 29 décembre 1743 en son domicile de la rue Louis-le-Grand, les obsèques de Hyacinthe Rigaud ont lieu le lendemain, comme en témoigne son acte de sépulture rédigé par le curé de l'église Saint-Roch, sa paroisse, en présence du notaire Louis Billeheu et du peintre Henry Hulst. Il est inhumé le 30 décembre 1743 dans l'église du couvent des Jacobins de la rue Saint-Honoré à Paris.
Collectionneur et courtier en tableaux
Il était homme de goût, collectionneur et habile homme d'affaires. L'exposition Dresde ou le rêve des princes, tenue à Dijon en 2001 a montré combien Rigaud avait pu officier comme intermédiaire sur le marché de l'art européen ; achetant à l'avance, pressentant le marché, revendant ensuite, et fournissant les cours les plus prestigieuses. Ainsi, Lépicié s'en fait-il le témoin dans son Catalogue raisonné des tableaux du Roy avec un abrégé de la vie des peintres en 1752-1754 :

« Indépendamment de tous les tableaux que le Roi fait faire par les peintres de son Académie, feu Monsieur Rigaud fut chargé de choisir ce qu’il y avait de meilleur et de plus rare en fait de peinture dans la collection de Monsieur le Prince de Carignan ; personne n’ignore les soins et les dépenses avec lesquelles ce Prince avait rassemblé les plus beaux ouvrages qui se trouvèrent dans son cabinet […] »

L'état de la collection de l'artiste à sa mort témoigne avec plus de force encore de ses goûts. Admirateur des artistes des écoles du Nord, il en copia certains chefs-d’œuvre, et possédait sept Rembrandt, quatre Rubens, un Titien, un Forest, deux Bourdon.
Extrêmement pieux, comme le prouve une bibliothèque composée pour moitié de livres de dévotion, Rigaud était même hanté par l'idée de son salut. Sans doute un héritage de sa mère, membre du tiers ordre de Saint-Dominique. Les préambules aux nombreux testaments qu'il laissa sont là pour le prouver. Ainsi, dans le quatrième, daté du dimanche 16 juin 1726, il « remercie Dieu de l’avoir fait naitre dans le sein de l’église romaine, il fait vœu moyennant sa sainte grace d’y mourir, et il luy recommande son âme et luy demande pardon dans tout la sincérité de son cœur de ses péchés et la suplie de ne point le juger selon la rigueur de sa justice mais selon l’étendue de ses miséricordes et de le faire participer aux effets de sa bonté et de son amour dont il nous a donné de si éclatantes marques dans l’incarnation de Notre Rédempteur Jésus christ son fils unique et l’effusion du sang précieux de ce fils, Dieu et homme, et Notre adorable médiateur sur l’arbre de la croix pour tous les pécheurs, invoquant à la même fin les prières en intercession de la très Sainte vierge Marie et de tous les bienheureux ». Une formule certes habituelle, mais qui est ici portée à son paroxysme.
|                                                                         |  |  |
| À gauche, la maison, et à droite la plaque posée en hommage au peintre. |  |  |

### Descendance

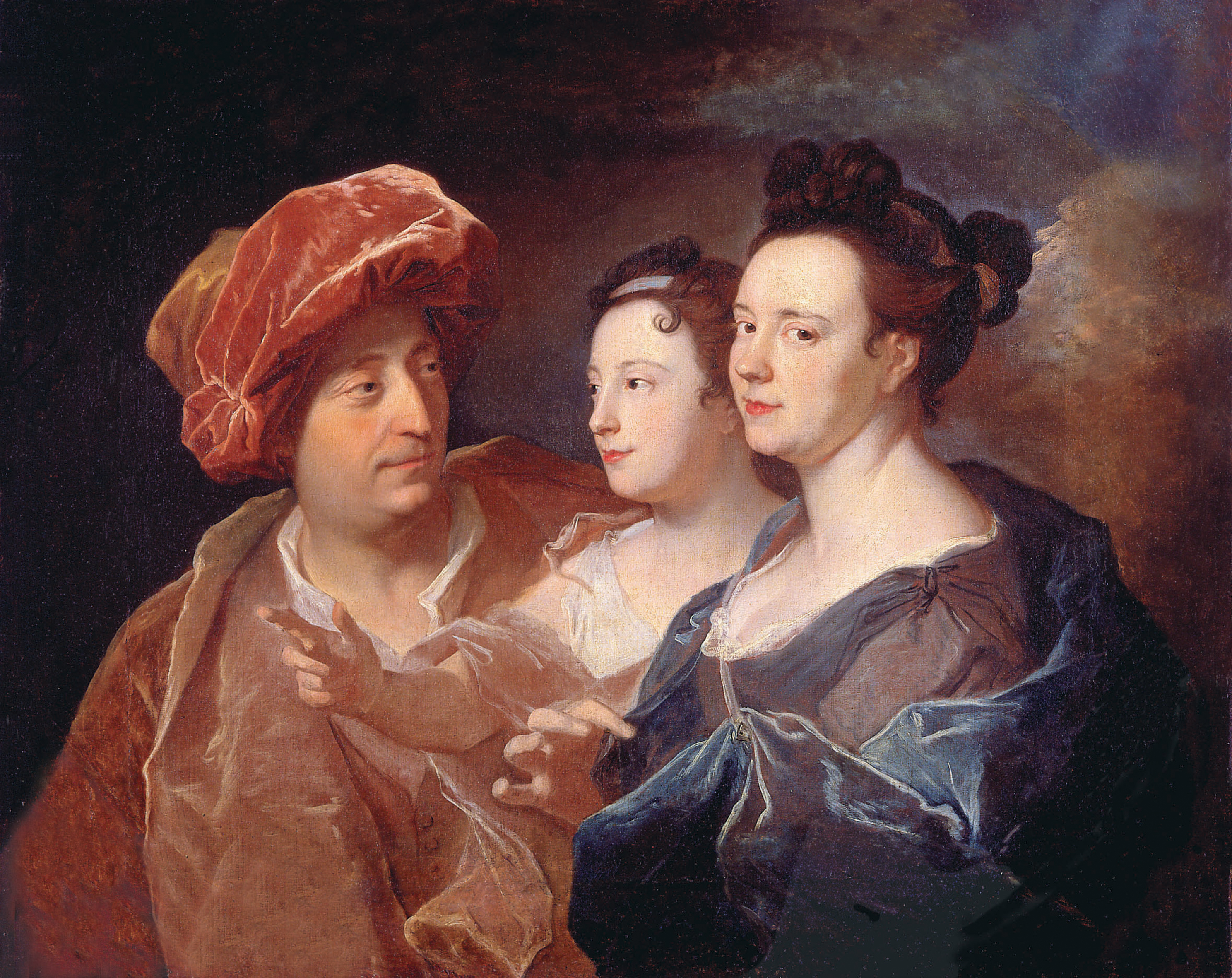
Portrait de la famille Lafita (détail), Paris, musée du Louvre

De toutes récentes recherches généalogiques permettent de désormais de lever certains voiles sur la descendance indirecte du grand peintre, laquelle fut légataire universelle de ses biens; les familles Conill et Xaupi notamment existent encore de nos jours, en France ou à Saint-Domingue.
Hyacinthe Rigaud n’eut pas d’enfant, malgré son mariage, avec Élisabeth de Gouy qui, elle, en avait déjà un de son premier mariage. Il reporta donc toute son affection sur ses neveux et nièces. De l'union entre Maria Serra et Matias Rigau était nés trois enfants : Hyacinthe, Gaspard et Claire. On retrouvera la progéniture de ces deux derniers et leurs descendants dans la succession de Rigaud, en 1744, partiellement matérialisée par l’inventaire après décès de l’artiste :
La cadette, Claire Marie Madeleine Géronime, naît en 1663 et en 1679 elle épouse Joan Lafita dit « Jean Lafitte » (mort en 1737), conseiller du roi et bailli royal de Perpignan. Elle semble être assez tôt disparue car le premier testament de Rigaud du 30 mai 1707 la mentionne comme « défuntte damoiselle Claire Rigaud sa sœur ». Elle mettra néanmoins au monde trois filles :
- L’aînée, Marie, épousera en septembre 1703 François Conill, marchand droguiste de Perpignan. C’est elle que l’on aperçoit dans le magnifique triple portrait dit de la famille Lafitte, peint en 1695 par Rigaud, et actuellement conservé au Louvre car légué au roi par l’artiste. Si François Conill semble s’être remarié après le décès probable de Marie vers 1715, les trois garçons qu’il eut de sa première femme firent l’objet d’attentions de la part de notre peintre, soit 3 000 livres à partager entre eux. Le premier, prénommé François comme son père, reprendra son commerce et demeurait, en 1745, rue des Cordeliers à Perpignan, paroisse Saint-Mathieu. Le premier rejeton qu’il eut de son union avec une demoiselle Viola, Hyacinthe Mathias Antoine Philippe, né le 28 octobre 1743, bénéficiera également d’un legs de 1 000 livres selon le second codicille établi le 27 décembre de la même année, par son arrière-grand-oncle, alors alité et prêt à mourir. Son second fils, Joseph François, émigrera outre-Atlantique, sur l’île de Saint-Domingue où il épouse, le 24 octobre 1782, Marie Louise Desvarieux, fille de Jean-Baptiste et de Marie Louise Ladoux. François Xavier Léger était le second, et avait déjà reçu en 1742 « audela du tiers qui devoit luy appartenir dans les trois mil livres que ledit sieur testateur avoit légués par sondit testament auxd trois enfants Conill ». Capitaine de milice, on le retrouve marié, le 26 novembre 1744 à Croix-des-Bouquets (île de Saint-Domingue) avec une veuve, Marie-Anne Caradeuc (née le 8 novembre 1713), fille de Jean-Baptiste (1667-1718), seigneur de la Montagne, habitant sucrier à Saint-Domingue, et de Anne Villeroy. Marie-Anne ajouta aux quatre enfants de son premier mariage, un cinquième issu de Xavier Conill. Le dernier enfin, prénommé une fois de plus Hyacinthe, nouveau filleul du portraitiste, embrassera une carrière militaire comme sergent au Régiment Royal Artillerie, bataillon de Pombeck, compagnie de Figeac.
- La seconde fille de Claire Rigaud-Lafitta, prénommée comme son oncle et parrain, Hyacinta, s’unira en 1715 au sieur Nicolas Lanquina (souvent orthographié Lenquine), marchand puis receveur des fermes et Gabelles du Roy en la ville de Collioure. Ils vivaient encore tous deux en 1744 à Collioure, « rüe qui va de la place de l’Église Parroissialle de notre Dame des Anges ».
- La troisième enfin, Thérèse, épouse en 1726, Joseph Antoine Xaupi, qui succèdera à son beau-père dans la charge de bailli royal de Perpignan. Dès 1738, elle est mentionnée comme veuve et vivait encore en 1744, rue du marché au Blé, paroisse Notre-Dame-de-la-Real à Perpignan.

Thérèse Xaupi et sa sœur, Hyacinta Lanquina, seront les deux légataires universelles pour un tiers des biens de Rigaud (l’autre tiers revenant à l’épouse du peintre Jean Ranc), recevant notamment la majeure partie de l’argenterie du peintre, et le fruit de la vente des meubles, « deniers comptants, bijoux, titres, papiers, et autres effets de la succession ».
Gaspard Rigaud, né le 1er juin 1661, suivra les pas de son frère aîné. Établi rue Montmartre avec son épouse, il officie comme portraitiste de la petite bourgeoisie parisienne en imitant fortement le style de son frère. Ce n’est qu’en 1695 que les livres de comptes, scrupuleusement tenus par les collaborateurs de Hyacinthe Rigaud, attestent de la présence de Gaspard aux côtés de son aîné. Le 30 juillet 1701, il se présente aux portes de l’Académie royale de peinture et de sculpture pour y être agréé et reçoit commande des portraits de « Mrs Raon et Coypel fils » pour sa réception. Malheureusement, il n’aura pas le temps de réaliser son souhait puisqu’il meurt le 28 mars 1705.
On retrouvera ses enfants dans les neuf testaments que Hyacinthe Rigaud rédigera au cours de sa vie, et dans son inventaire après décès de 1744. Il n'a pas été possible, pour le moment, de retrouver le portrait de Gaspard bien que l’inventaire après décès de son frère mentionne clairement une effigie du cadet (fol. 48, no 361), léguée finalement à l’épouse de Jean Ranc sur la page duquel on se rapportera pour les questions généalogiques.

### Fortune
Le 14 mars 1744, lorsque le commissaire au Châtelet de Paris, Louis-Jérôme Daminois, pénètre dans l’appartement du défunt, à la suite de la grande antichambre donnant sur la rue Louis-le-Grand, lorsqu’il brise à nouveau les scellés de la porte afin de procéder à l’inventaire, il ne trouve que peu de choses de valeur ayant appartenu à Élisabeth de Gouy : une cassette couverte de tapisserie de point à l’aiguille contenant quelques coupons d’étoffe de soie. Dans l’entresol à usage de garde-meuble, seul un coffre-bahut carré, couvert de cuir noir, livre également des pièces de soie à usage divers. Dans l’antichambre de l’appartement féminin, l’officier et ses aides ouvrent une armoire de bois noirci décoré de filets de cuivre qui n’offre aux yeux que quelques hardes qui seront finalement envoyées en Bas-Poitou, chez Margueritte-Charlotte Le Juge, seule héritière de sa mère. Enfin, l’un des petits tiroirs d’une commode au même décor avait servi de coffre-fort provisoire pour abriter divers bijoux d’or que l’on trouve encore çà et là, au gré d’autres tiroirs.

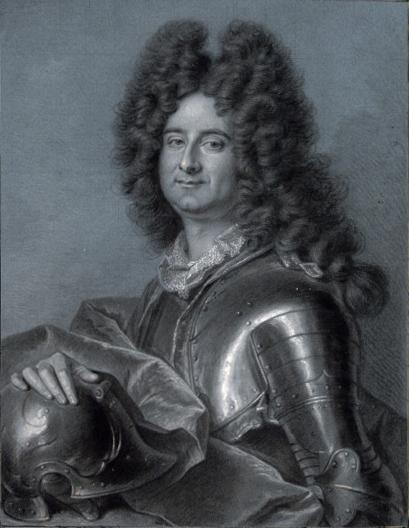
Portrait d'un militaire dont l'équivalent peint est conservé dans une collection privée normande. Pierre noire et rehauts de blanc sur papier bleu, v. 1690, Vienne, Graphische Sammlung Albertina. Inv. 11929

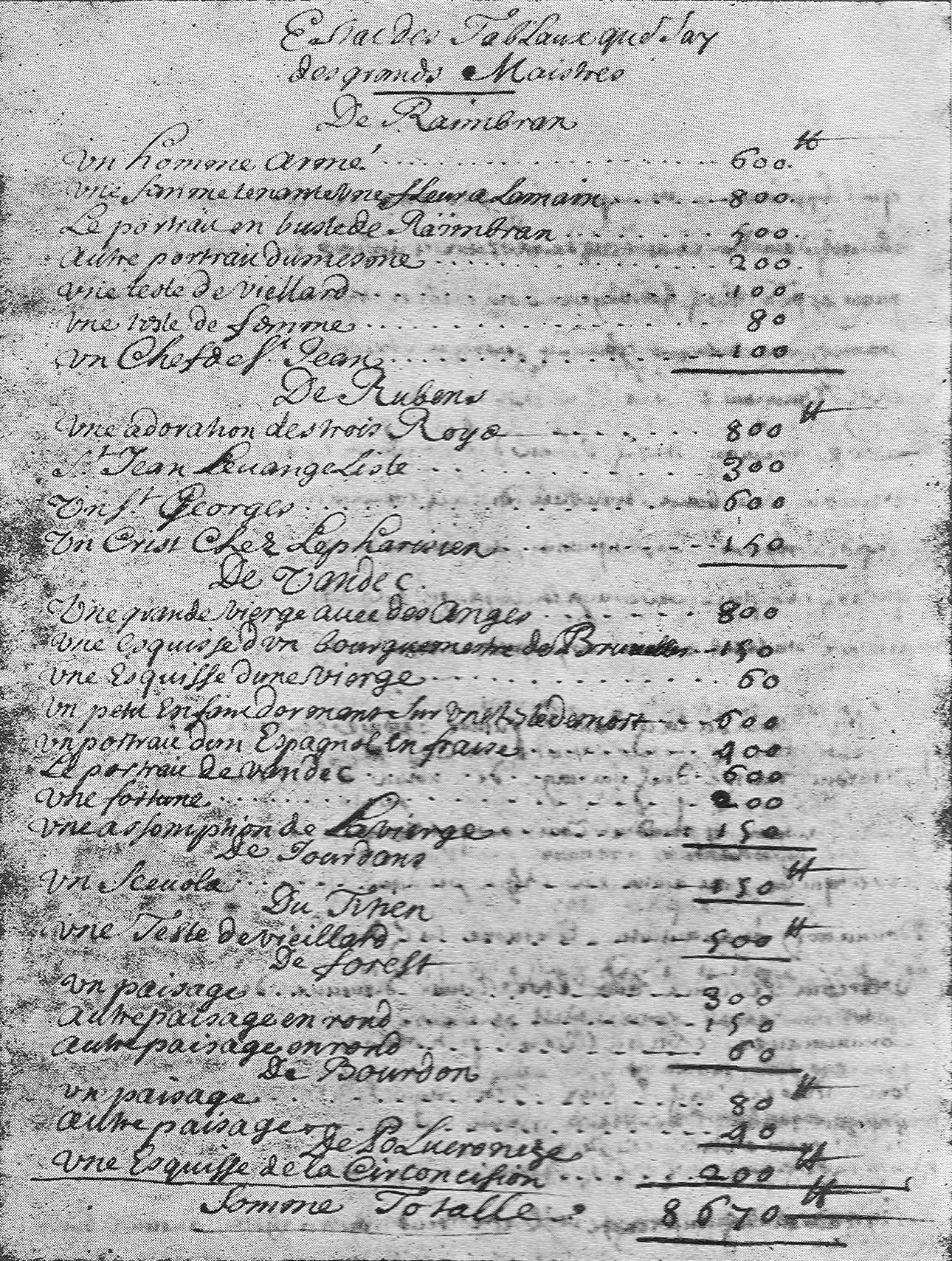
« État des tableaux que j'ay des grands Maîtres ». Liste des tableaux de la collection Rigaud en 1703. Paris, Archives nationales

Mais la fortune propre de Rigaud est toute autre : l’état de ses biens évalué lors de son contrat de mariage de 1703, la production même de ses tableaux et leur prix, l’estimation de l’inventaire après décès en vue de vente et sa clôture. Ariane James-Sarazin, à laquelle les informations et l'analyse qui suivent dans ce chapitre consacré à la fortune de Rigaud sont empruntées, pense qu’en 1703 il avait accumulé à peu près 180 000 livres en tableaux ce qui, au regard des 500 000 qu’il laisse à sa mort, semble encore bien peu. Au métier de peintre lui-même et à son activité lucrative, il faut ajouter celle de membre de l’Académie royale dont il termine recteur et directeur et y ajouter les différentes pensions que les Bâtiments du roi lui ont accordées, soit 2 200 livres. Nous ne savons pas si Hyacinthe Rigaud avait gardé de biens fonciers car son domaine de Vaux qu’il avait acheté en 1694 à ses futurs beaux-parents, est rapidement revendu à Pierre Mériel, teinturier en soie, le 28 mars 1703. À partir de cette date, on pense que le mobilier de l’artiste passe d’environ 20 000 à 68 000 livres, ce qui laisse songeur si on les compare aux 19 590 livres de la fortune d'un Largillierre…
Sur un ensemble estimé à 16 922 livres proposé à la vente Rigaud le 29 avril 1744, et excepté l’argenterie et les objets légués par testament, Louis Billeheu, exécuteur des dernières volontés de Rigaud, fait une recette de 30 514 livres, sept sols et 6 deniers, « pour le prix de la vente par le sieur Boissé, huissier priseur, des meubles, tableaux, estampes, bronzes et autres effets mobiliers qui n'étaient pas légués, déduction faite des frais de scellé, de prise et de vente ». Ceci prouve donc la convoitise de certains collectionneurs et la spéculation sur certaines toiles probablement surévaluées.
Mais le fonctionnement de l’atelier coûte cher et les sollicitations nombreuses. Rigaud n’hésite pas à prêter et à contracter des rentes pour s’assurer des revenus corrects. À son loyer, du près du double d’un contrat ordinaire, s’ajoutait les gages de ses domestiques : sa cuisinière catalane, Anna Maria, veuve de Joseph Bro, la femme de chambre de son épouse, Marie Madeleine Desjambes, et ses deux valets, Antoine Sauvageot dit « Champagne », plume de Rigaud et Claude Geoffroy. Mais de 1703 à 1743, les rentes, actions et pensions deHyacinthe Rigaud passent de 12 735 à 8686 livres par an. Certes, on est au-dessus des 5 000 correspondant au seuil d’aisance, mais le train de vie de l’artiste grignotait aisément le surplus. À sa mort, Rigaud possède un capital, tout confondu, à peu près égal à celui de son ami et sculpteur François Girardon. Cela ne l’empêcha pas de se plaindre ouvertement au roi de la rigueur du « Visa » et des conséquences directes de la chute du financier John Law.
Si l’on ne tient compte que du descriptif de sa propre collection faite en 1703 et des témoignages du temps, on sait que Rigaud fut un collectionneur avisé. Peinture, française, italienne et école du Nord composaient son fonds et se mêlaient aux originaux et aux copies qu’il réalisa. À cela s’ajoute l’état de son appartement donné par l’inventaire après décès et par la suite celui de la vente faite à la suite de la disparition, en 1761, de son filleul, Collin de Vermont, lequel hérita du fonds d’atelier de son parrain.

### «Van Dyck français»
« Il prit pour son modèle dans le portrait le fameux Van Dick dont le beau pinceau le charma toujours et dans les premiers qu’il a faits on y voit cette belle exécution et cette fraîcheur de carnation, qui ne viennent que d’un pinceau libre et facile ; il s’attacha dans la suite à finir soigneusement tout ce qu’il peignait ; mais son travail ne sent pas la peine et, quoiqu’il tourne tout avec amour, on y voit toujours une belle façon de peindre et une manière aisée ; il a joint à l’aimable naïveté et à la belle simplicité de Van Dick une noblesse dans ses attitudes et un contraste gracieux qui lui ont été particuliers. Il a pour ainsi dire amplifié et étendu les draperies de ce célèbre peintre et répandu dans ses compositions cette grandeur et cette magnificence qui caractérisent la majesté des rois et la dignité des grands dont il a été le peintre par prédilection ; personne n’a poussé plus loin que lui l’imitation de la nature dans la couleur locale et la touche des étoffes, particulièrement des velours ; personne n’a su jeter les draperies plus noblement et d’un plus beau choix. »

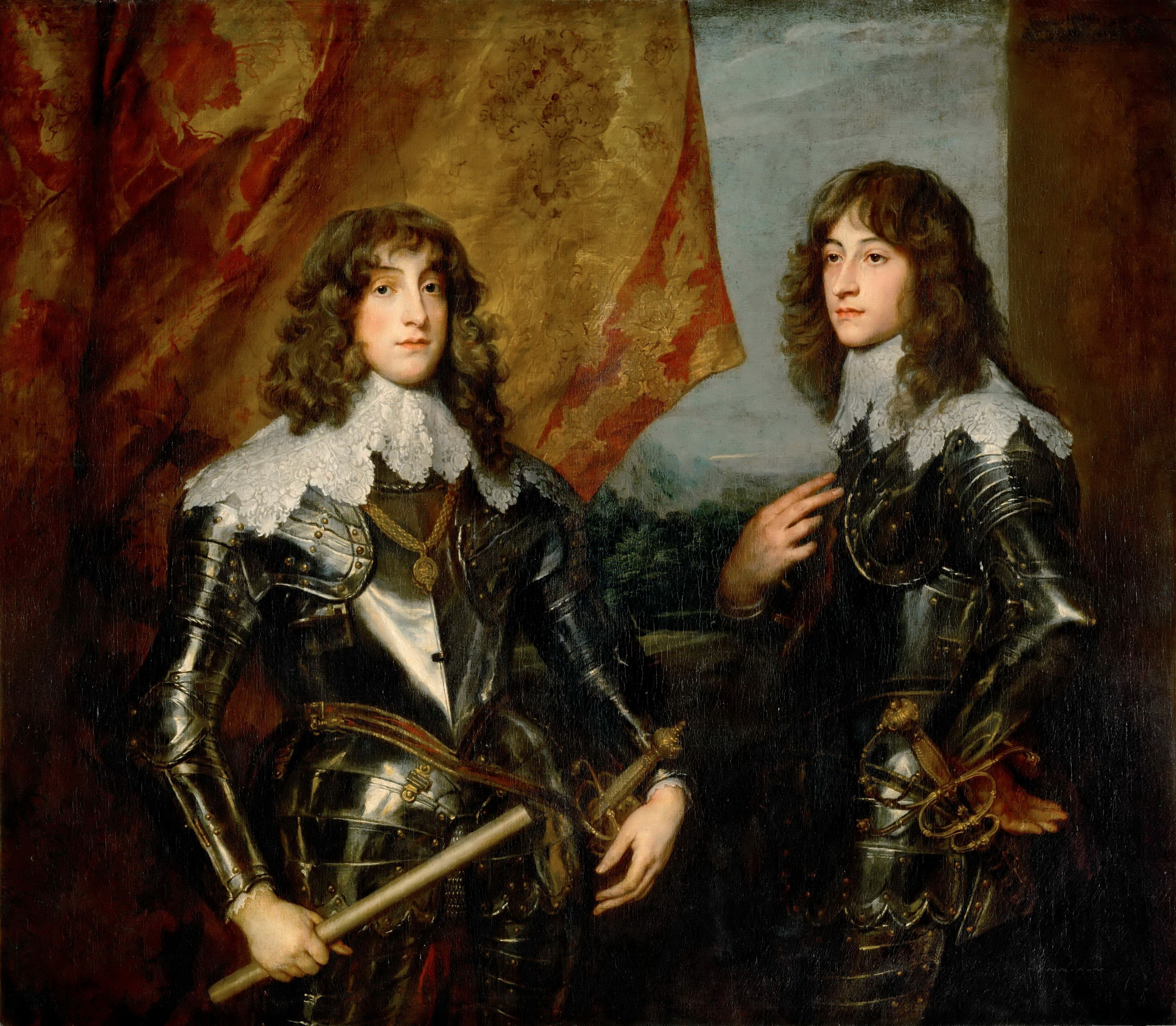
Les Princes Palatins par Van Dyck, Paris, musée du Louvre.

Ces propos, énoncés en novembre 1744 par un filleul reconnaissant au sujet d'un oncle tout juste décédé, attestent de la grande célébrité de Hyacinthe Rigaud dans l'imitation de d'Antoine Van Dyck. D'Argenville force même le trait en avouant d'emblée que « la France a perdu son Van Dyck dans la personne de Hyacinthe Rigaud ».
Le littérateur pousse plus loin l'éloge pour expliquer au public ce en quoi le Catalan était proche du Britannique :

« Rigaud pouvoit être nommé le peintre de la nature, il ne peignoit rien que d’après elle : sans la copier servilement & telle qu’elle se présentoit à lui ; il en faisoit un choix exquis : étoffes, habillemens, jusqu’à une épée, un livre, tout étoit devant ses yeux, & la vérité brilloit dans tout ce qu’il faisoit. […] Les draperies qu’il sçavoit varier de cent manières différentes, & faire paroître d’une seule pièce par l’ingénieuse liaison des plis, faisoient sa principale étude. S’il peignoit du velours, du satin, du taffetas, des fourrures, des dentelles, on y portoit la main pour se détromper ; les perruques, les cheveux si difficiles à peindre, n’étoient qu’un jeu pour lui ; les mains surtout dans ses tableaux sont divines. »

Profitant de l'extraordinaire engouement pour le portrait domestique en France dès le début du XVIIIe siècle, Hyacinthe Rigaud avait très tôt fait valoir son expérience lyonnaise auprès des marchands drapiers ainsi que son étude des textures favorisée au sein de l’atelier de son père. Rejetant une traditionnelle représentation idéalisée des traits d’un modèle, il imite rapidement l’élégance des portraits flamands et anglais de Van Dyck, dont il collectionnait et copiait de nombreuses œuvres.
Ainsi, dans son sixième testament du 29 septembre 1735, Rigaud lègue à son filleul un « tableau copié d’après Van Dyck représentant le Prince Palatin et le Prince Robert son frère, dont le Roy a l’original ». Il s'agit probablement du plus bel exemple d'hommage rendu par l'artiste à son maître flamand. Cette effigie de Charles Louis du Palatinat et de son frère Rupert, neveux de Charles I avait été vendue en 1672 à Louis XIV par le célèbre banquier Everhard Jabach, lui-même client de Rigaud.
C’est peut-être lorsqu’il peint, en 1682, le portrait de Charles de La Fosse, que le Hyacinthe Rigaud rencontre le collectionneur flamand par l’intermédiaire de son modèle. En effet, ce dernier, grand amateur de Van Dyck, fut l’un des professeurs de Rigaud à l’Académie ainsi qu’un des juges qui lui ont décerné son prix de Rome en octobre 1682 : « M. de Lafosse étoit très prévenu en faveur de Rubens et de vandyck qui, comme lui, s’étoient perfectionnés sur l’école vénitienne, trouvant que ces deux peintres avoient même porté plus loin les connoissances sur l’intelligence de la peinture, et avoient surpassé les Vénitiens dans certaines parties de la couleur ».
Huit autres tableaux de Van Dyck sont également présents, dès 1703, dans la collection personnelle de Hyacinthe Rigaud : 
- Une grande Vierge avec les anges ;
- Une esquisse d’un bourgmestre de Bruxelles ;
- Une esquisse d’une Vierge ;
- Un petit enfant dormant ;
- Un Espagnol en fraise ;
- Un autoportrait ;
- Une Fortune ;
- Une Assomption de la Vierge.

## Postérité
Le musée Hyacinthe-Rigaud est fondé à Perpignan en 1820 grâce à la volonté politique du préfet des Pyrénées-Orientales Emmanuel-Ferdinand de Villeneuve-Bargemon ; ce musée ouvre ses portes au public en 1833 et en 1959, pour le tricentenaire de la naissance du portraitiste né à Perpignan, on lui donna son nom. En 2021, le château de Versailles lui consacre pour la première fois une exposition.

### Éloge posthume

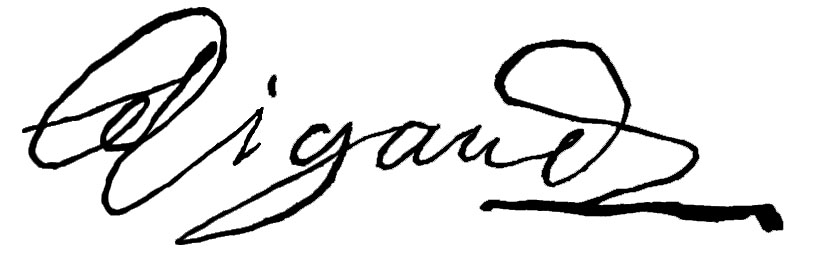
Signature de Rigaud d'après l'un de ses testaments.

Vêtu habituellement d’un manteau noir ou gris et d’une roquelaure d'écarlate garnie d’un galon et boutons d’or, coiffé d’un chapeau de castor et muni de sa canne à bec de corbin, Hyacinthe Rigaud arpentait peu les couloirs et se faisait discret : « Il avait le cœur admirable, il était époux tendre, ami sincère, utile, essentiel, d’une générosité peu commune, d’une piété exemplaire, d’une conversation agréable et instructive ; il gagnait à être connu et, plus on le pratiquait, plus on trouvait son commerce agréable ; enfin, un homme qui avait su joindre à un si haut degré de perfection dans son art une probité si reconnue, méritait bien pendant sa vie les distinctions et les honneurs dont la Cour et toute l’Europe l’ont comblé et, après sa mort, les regrets de toutes les personnes vertueuses et la vénération que les artistes auront toujours pour sa mémoire. »
À ces doux mots d'un filleul à son parrain, peuvent s'ajouter ceux d'un ami fidèle, historiographe de l'Académie, Hendrick Van Hulst (1685-1754) :

« Il est fort rare, Messieurs, de voir devenir susceptible de discussion ou de glose, des noms d’une certaine célébrité, après qu’ils ont été connus et admis partout et pendant une longue suite d’années d’une manière uniforme et invariable. Celui de l’homme illustre de qui j’ai à vous entretenir aujourd’hui, paroissoit même être moins en prise à cet égard que beaucoup d’autres, par l’honorable attention que n’a cessé de porter sur lui la ville qui lui a donné le jour, fière avec raison d’avoir produit un tel citoyen. Toutefois, s’il avoit fallu constater le nom légalement, et par le titre qui règle désormais celui de quiconque naît dans quelque état de la chrétienté, le nom de Hyacinthe Rigaud, sous lequel nous l’avons connu avec toute l’Europe, ne se trouveroit être qu’une espèce d’extrait ou l’abréviation de son nom véritable […],. »

## Œuvres

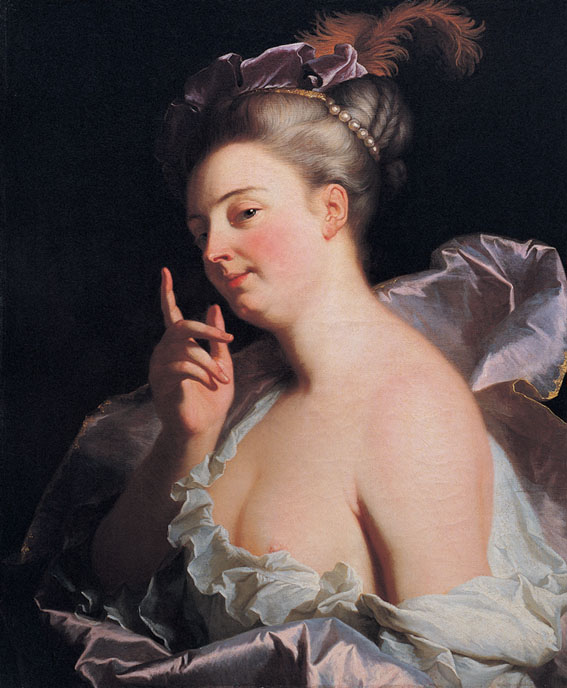
La Menasseuse, 1709.

Les œuvres de l'artiste sont très nombreuses. Aux originaux compulsés dans les livres de comptes de l'artiste, lesquels ont été publiés et annotés par Joseph Roman en 1919, sous le titre de « livre de raison ».
Quelques exemples :
- Portrait de la princesse Palatine ;
- Portrait du comte Sinzendorf ;
- Portrait du duc d'Antin ;
- Portrait d’Armand Jean Le Bouthillier de Rancé ;
- Portrait d'Everhard Jabach ;
- Portrait d'Anne-Jules de Noailles ;
- Le Prévôt et les Échevins de la ville de Paris délibérant d’une fête en l’honneur du dîner de Louis XIV à l’hôtel de ville après sa guérison en 1689 ;
- Portrait du cardinal d'Auvergne.

Dessins : 
- Portrait d'ecclésiastique, pierre noire et craie sur papier bleu. 31,2 × 25 cm[144]. Cette technique était celle privilégiée de Rigaud telle que la décrit Dezallier d'Argenville[Lequel ?]. L'historienne de l'art, Ariane James-Sarazin, cite « On reconnaît également l'invention du maître dans l'orientation contraire du buste et du regard »[145].
- Portrait de Pierre Gillet, pierre noire et rehauts de craie blanche sur papier bleu, H. 0,341 ; L. 0,249 m[146]. Paris, Beaux-Arts de Paris[147]. Pierre Gillet fut, entre autres, l'auteur du Recueil de réglements concernant les procureurs, dit code Gillet publié à Paris en 1695. Le haut degré de finitions du dessin, exclut l'hypothèse qu'il soit réalisé ad vivum, il semble avoir été conçu comme un ricordo.

Quelques œuvres
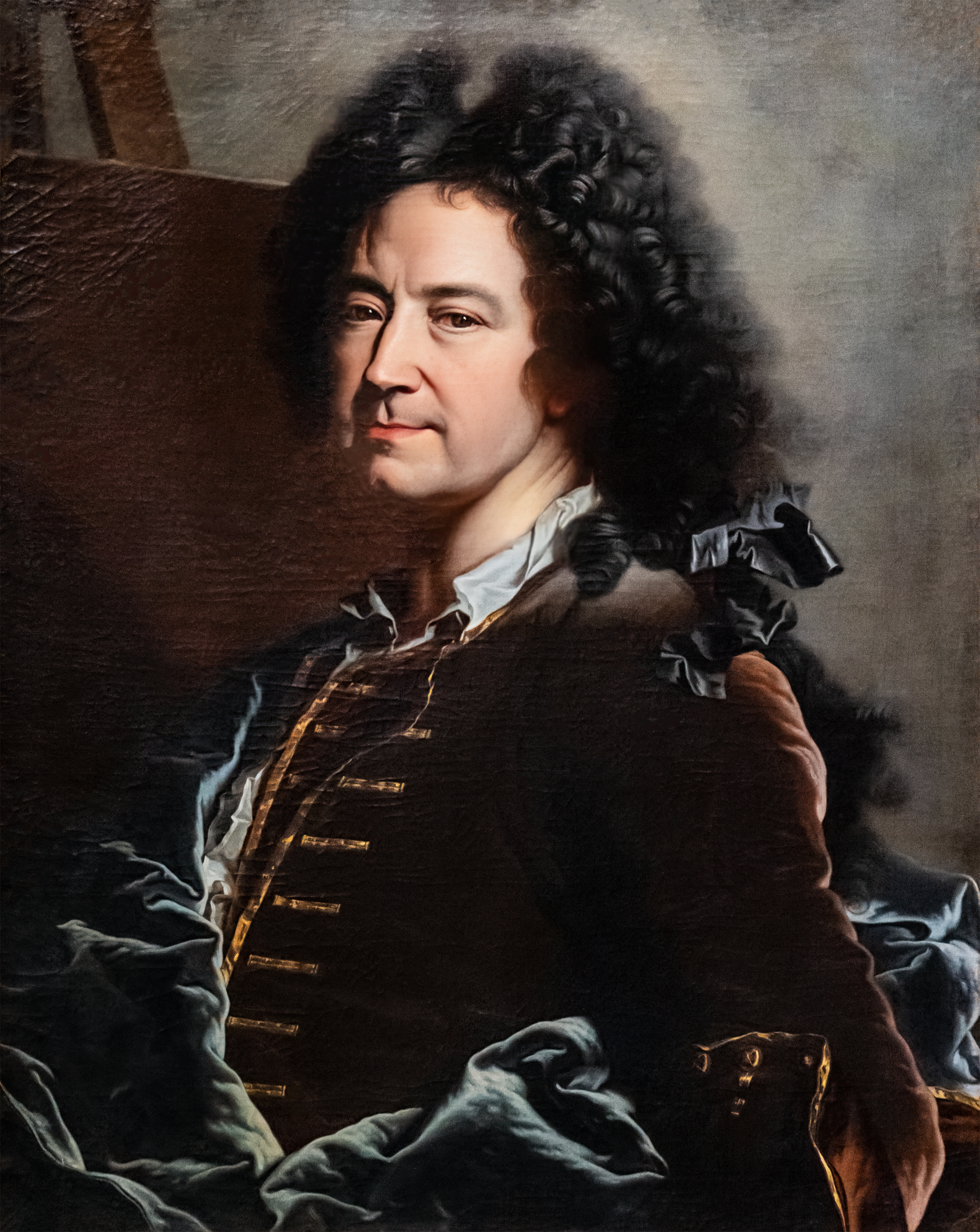
Autoportrait, 1730, musée des Beaux-Arts de Narbonne
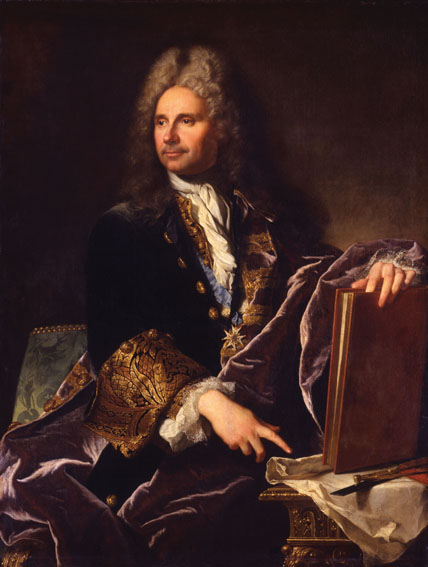
Robert de Cotte, Louvre
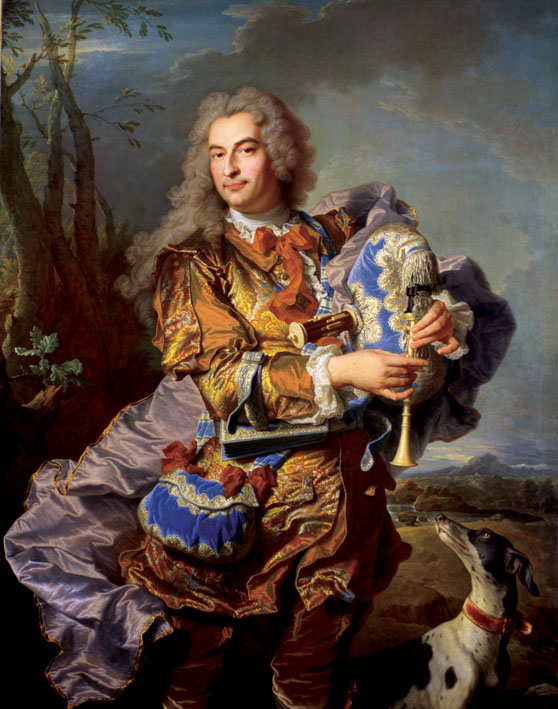
Gaspard de Gueidan en joueur de musette, 1738, musée Granet, Aix-en-Provence
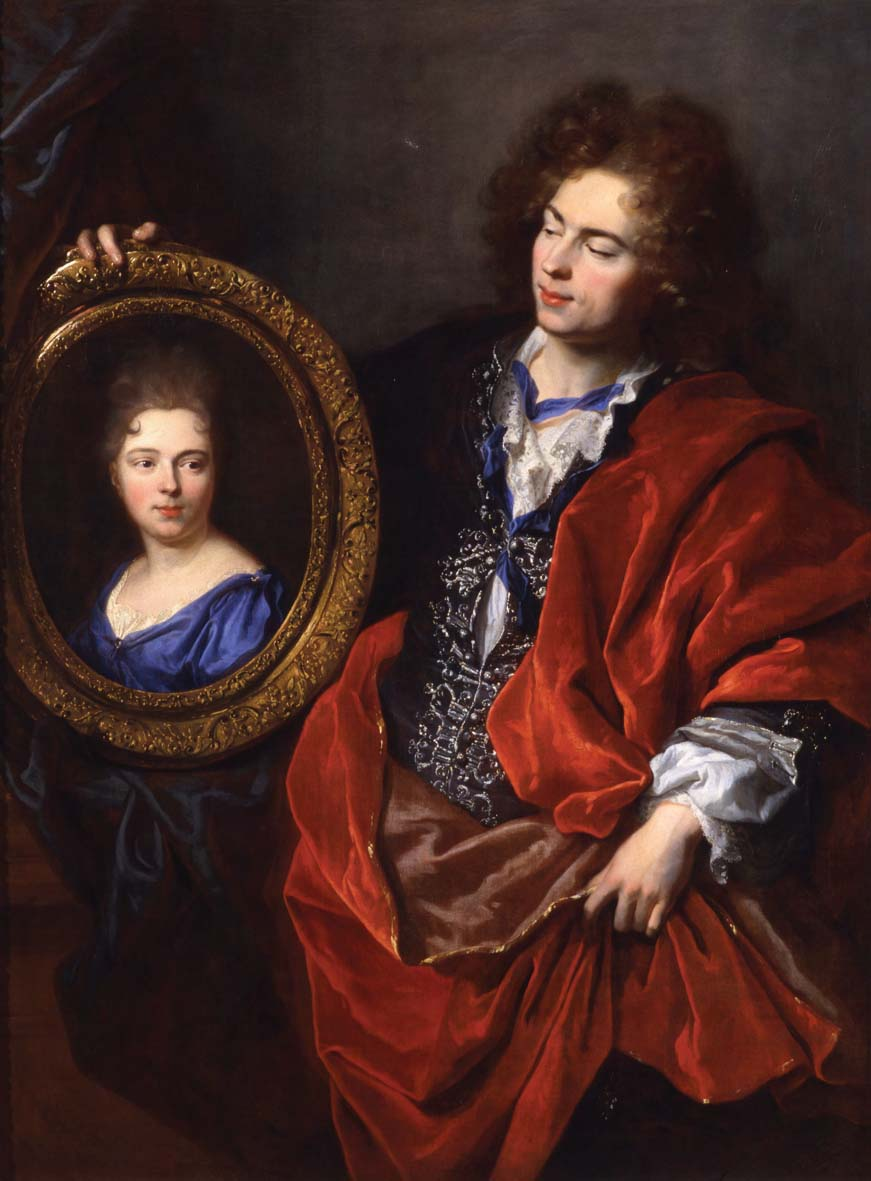
Jean-Baptiste Monginot
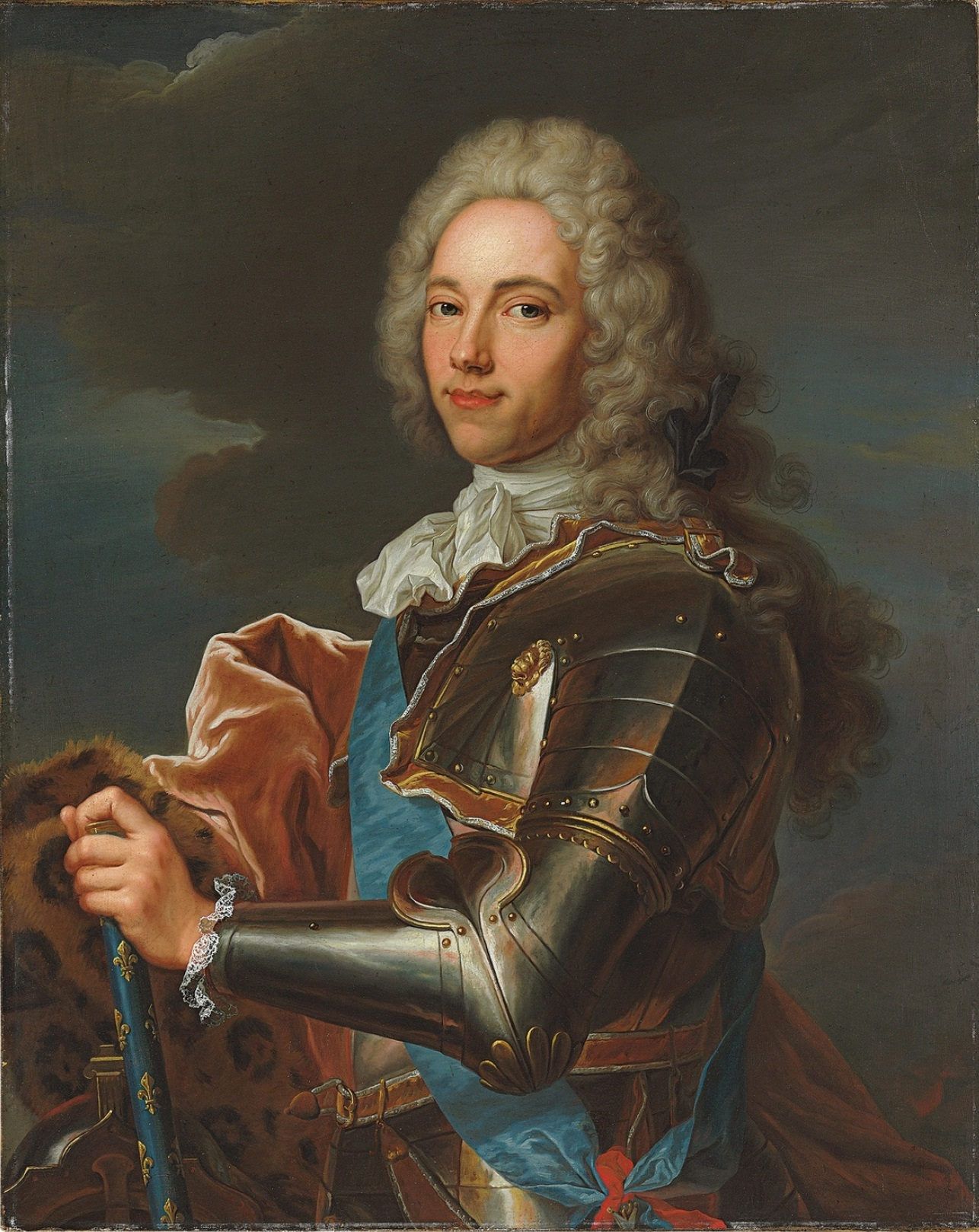
Portrait du Duc de Broglie (1671-1745)
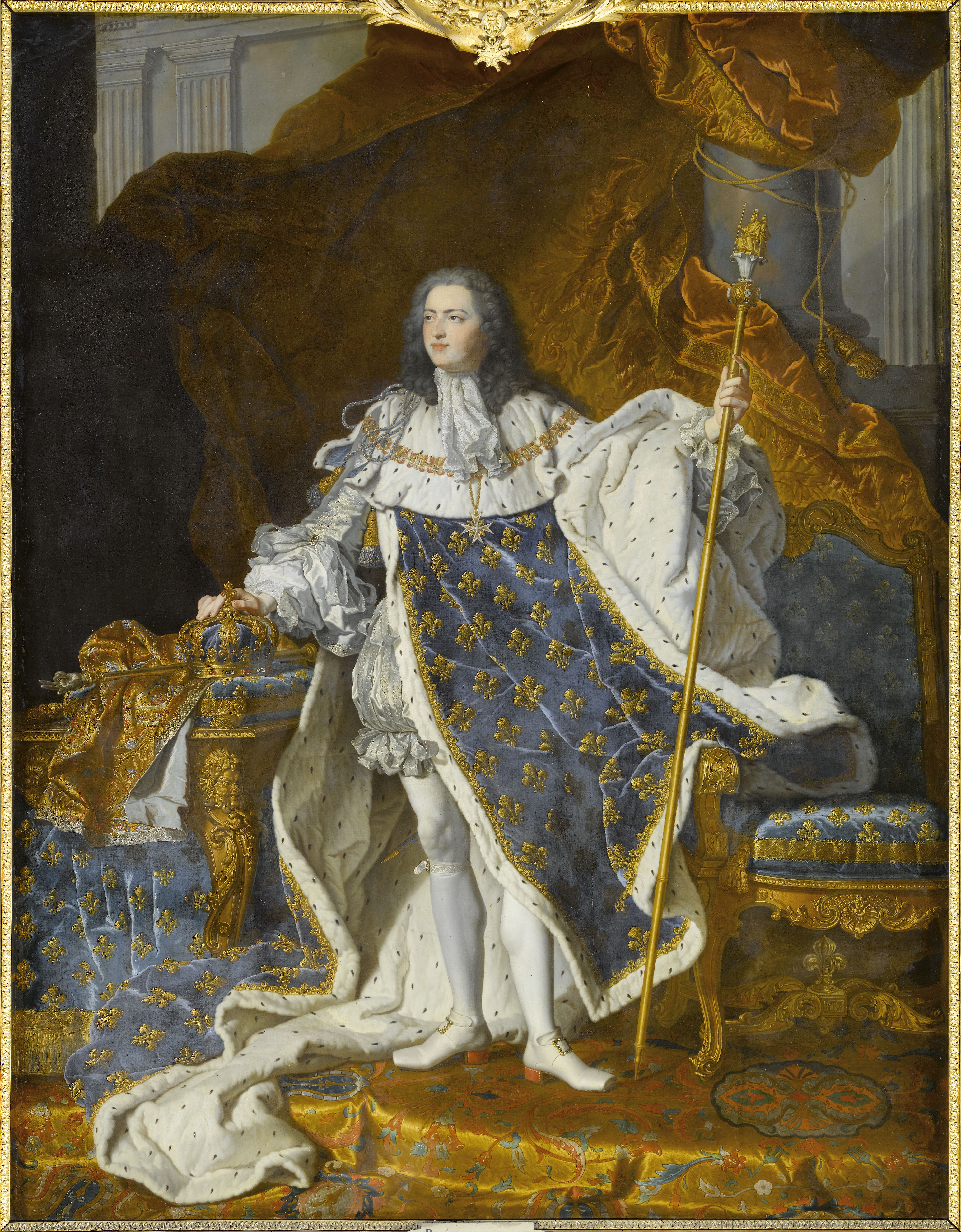
Portrait de Louis XV, (1727-1729) par Prevost d'après Rigaud (1742), Chantilly, musée Condé.
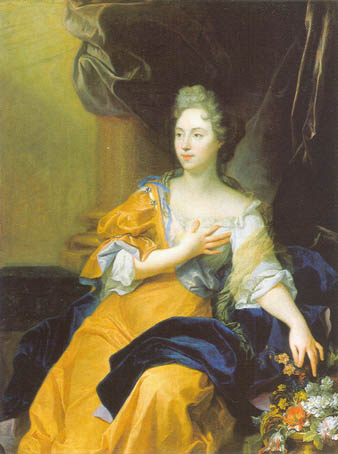
Portrait de Suzanne de Bourbers de Bernâtre
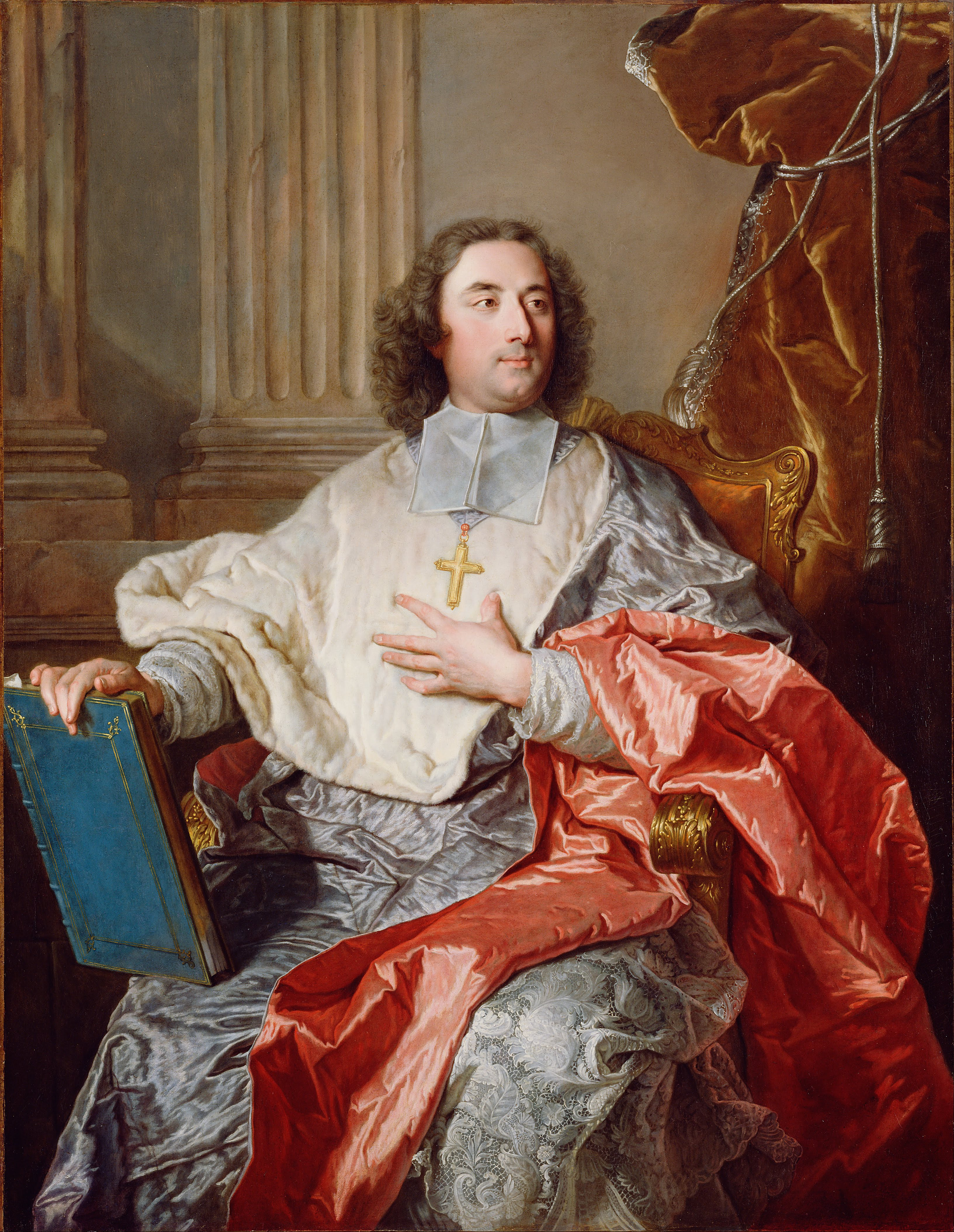
Charles de Saint-Albin
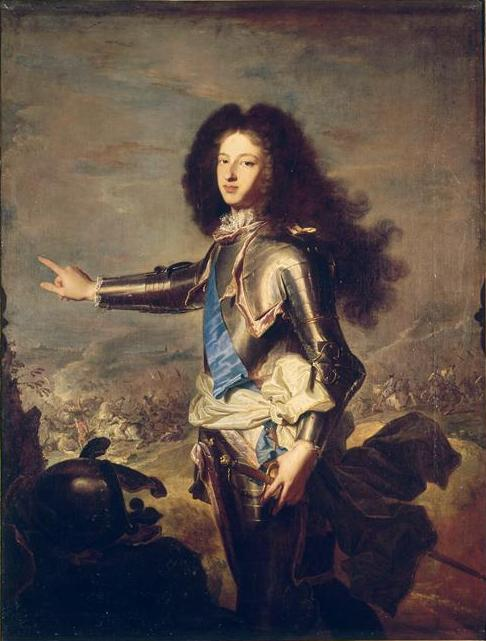
Louis, duc de Bourgogne (1682-1712).
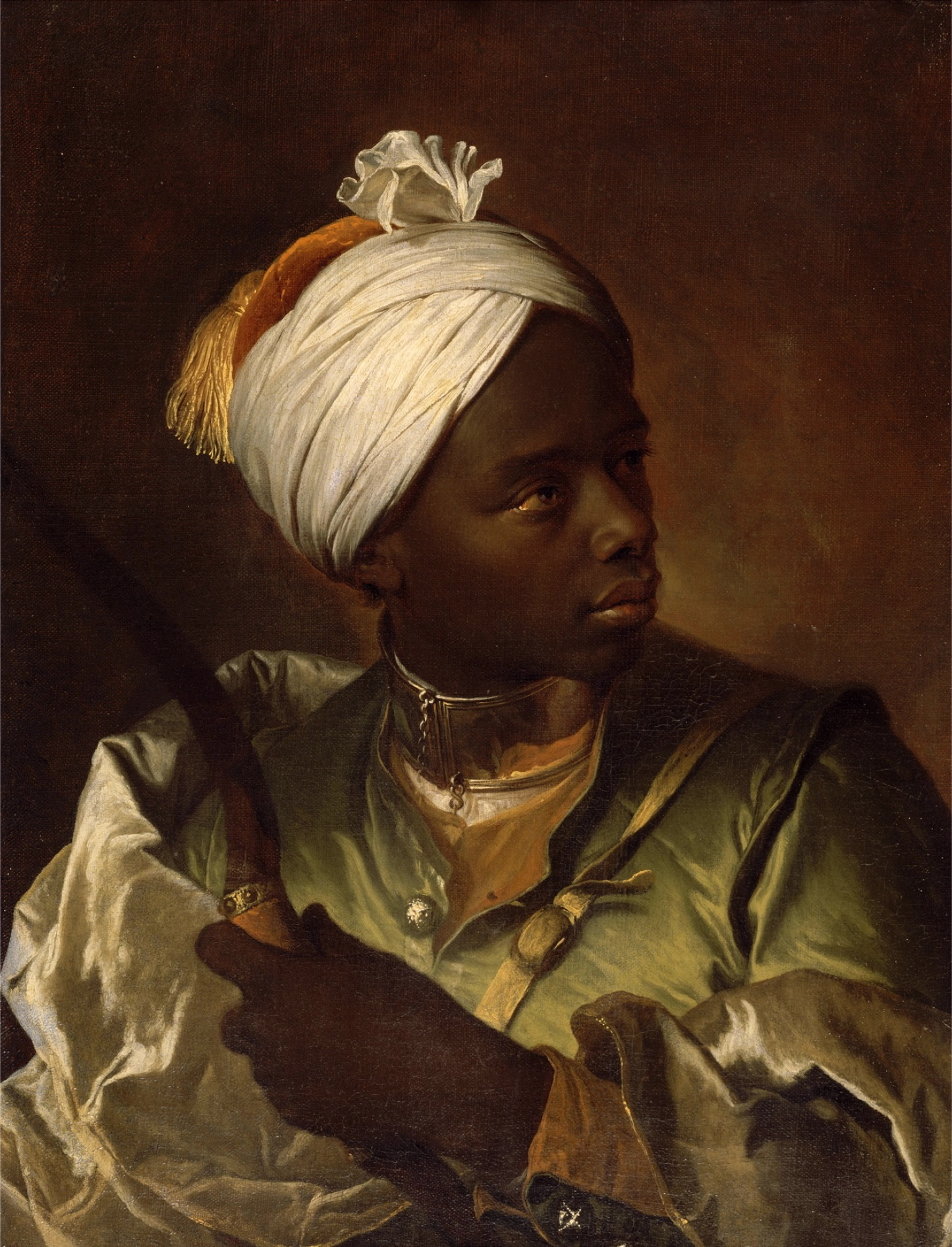
Jeune nègre tenant un arc, portrait de l'esclave noir du prince François-Louis de Bourbon-Conti, vers 1697.